# 異世界のんびり農家
『異世界のんびり農家』（いせかいのんびりのうか）は、内藤騎之介による日本のライトノベルおよびそれを原作とするメディアミックス作品。2016年12月29日より『小説家になろう』にて連載されている。2017年10月30日より加筆と修正を加えた書籍版がKADOKAWA（エンターブレイン）より刊行されている。書籍版のイラストはやすもが担当している。2025年1月時点で電子版を含めたシリーズ累計部数は480万部を突破している。
病死した主人公が神によって蘇生され、異世界へ転移した先で農業生活を送るという内容の一人称小説。波乱万丈の少ない作品をコンセプトとしており、戦争などのトラブルに巻き込まれるような展開は少なく、タイトル通りの「のんびり」とした作風が特徴である。

## あらすじ
大学卒業後にブラック企業に就職して身体を酷使し病気で寝たきり状態になり、30代を病院生活で費やし、闘病生活の末に39歳で死亡した男性・街尾 火楽は、死後に「神」と出会い蘇生し若返った状態での異世界への転移を提案される。
病で苦しんだことから「病気にならない身体」、人間関係で苦労した経験から「人が少ない場所での生活」、闘病生活中に見ていたアイドルが農業を行う番組の影響から「農業がしたい」という3つの願いを叶えてもらったヒラクだったが、転移先の場所は人が少ないどころか、強力な魔物が跋扈し過酷な環境のため人が寄り付かない「死の森」だった。
それでもヒラクは前世で得た知識や持ち前のサバイバル能力、3つ目の願いで手に入れた「万能農具」を駆使して順調に農業生活を送る。インフェルノウルフのクロとユキ、デーモンスパイダーのザブトンたちを仲間にしていくヒラクだったが、やがて吸血鬼のルールーシー=ルー、天使族のティアたち同居人を増やしていく。
やがて、彼らをまとめ結成した「大樹の村」の「村長」となったヒラクは、近隣の村や街、さらには魔王や竜とも交流を深めていく。

## 登場人物
本項および#用語の「○年目」は、ヒラクが異世界に転移した時点を一年目として数えた年数。漢字の読みは原作（書籍版とウェブ版）と漫画版の双方を参照にし、読みが双方で異なる場合は原作の読みを記述し、漫画版の読みは注釈で補足する。【】内は書籍版の扉絵に記載されているアルファベット表記。声の項は特記がない限りテレビアニメ版における声優。

### 大樹の村の住人
ヒラク=マチオ【Hiraku Machio】 / 街尾 火楽（まちお ひらく）
声 - 阿部敦 / 小林裕介（ドラマCD）
本作の主人公。大樹の村の村長。村長としての立場や業務にはあまり興味はなく一農民として農業をすることを望んでおり、村の規模の拡大に伴い村長としての業務が増えて農業のために使える時間が減っていることに悩んでいる。移住者の村々の形成後は、役職名が「村長」では他の村々の代表と区別できない問題が発生し、「王」か「大村長」への改称が提案されたが、いずれも本人が拒否したため検討となっていた。しかし、10年目の冬の代表会議にて他の村々の代表を「村長代行」と呼ぶことが決まり問題は解決した。
放浪生活を余儀なくされていたハイエルフを村に受け入れるなど、困っている者を放っておけない性格。優しさゆえに他人の意見に流されることも少なくないが、その優しさから周りからは慕われている。一方で自身の村や作物に手を出す者には容赦がない。トラブルを嫌い、外部の勢力とは積極的に友好を結んでいる。自覚はないが、コップや皿などに緻密な彫刻を施せる等、彫刻の腕はかなりのものである。本人は自身が目立つことをあまり好んでいないが無意識に、もしくは住人からの希望で何かと目立つことが多い。複数の女性と関係を持っており（本人はルーとティアを除き関係を持ちたがらないが、種族保存の為子孫を残したい周りによって強引に持たせられている）、それにより子供もたくさんいる。家族に対してはかなり甘く親バカな様子を見せることも多い一方で、自身が慕われてないのではないかと不安に思ったこともある（実際は子供全員から好かれている）。
死の森に転移した当初は、吸血鬼は血を操って攻撃する、エルフは肉を食べず鉄製品を嫌うなどといった前世で得ていた知識によって、転移後の世界においての誤った偏見を持っており、後に現れた本人達に突っ込まれている。また闘病生活が長かったせいか「普通」に対する認識がズレており、自分が「健康な体」や「万能農具」によってほぼ無尽蔵の体力を持っていることを忘れてルー達を無自覚に振り回し、危険なはずの魔物やドラゴンに対して恐怖を全く感じないなど他者からは異常に見える一面もある。
名前の由来は著者の内藤によると、「火楽が農業やって（草冠を被せて）火薬になる」ことから。
「万能農具」 / グライム
転移前のヒラクの3つ目の願いにより、創造神が農業神に許可を取って授けた農具。普段は形の無い状態でヒラクの体に宿っており自由に出現・消失が可能な他、投げたり紛失したりしても彼の元に瞬時に戻る。ヒラクの意思で様々な道具に変形する。変形は基本的に農具限定だが、「神槍」だった頃の名残りで槍にもなれ、その他にも管轄する神が存在しない道具であれば変形可能。魔法の道具だけあり、尋常離れした性能を持ち、ヒラクからも「普通よりも全然、労力を必要としない」と信頼されている。事実、鍬の状態で地面を耕すと地面自体が農作に適したものに変わり、耕している時に頭に浮かべていた植物が生える。生えた植物の生長速度は通常の3 - 4倍だが、この植物を生殖して作った個体の生長速度は通常通りである。鍬の刃が生物に当たると刃の手前側が肥料に変わる。斧とした状態の切れ味は鉄より硬いとされる死の森の木を一刀両断出来るほどに良く、切った後の木はいきなり乾燥した薪の状態となり、武器として使った時の威力は神代竜族を倒せるほど。しゃもじに変化させて念じながら使い、牛乳や山羊の乳をかき混ぜればチーズを作るための酵素を、酒の原料の液体をかき混ぜれば酵母を作り出すことが出来るなど、用途と能力は幅広い。
その正体は、常人では少し使用するだけで精神が消耗してしまう神具のレプリカ、若しくは分霊であるが、ヒラクは「健康な肉体」により消耗した精神が即座に回復することでことなきを得ている。また、明確な自我を持っており、ヒラクの行動に対して感想を述べている。
インフェルノウルフ
クロとユキおよび彼らの子孫とその配偶者たち。村での主な役割は村内外の巡回警備と森での狩り。また、最低1頭が常にヒラクのそばで護衛に付いている。建築工事がある時は資材運搬の手伝いも行う。ザブトンの子供たちと共闘することもある。毎年春には配偶者がいない若者が配偶者探しのために森へ出掛けるが、ほぼ全員が配偶者を伴い帰村し、以後は村に定住し出産と子育てを行う。個体数が増えてからは、森に出かけず村内で配偶者を見つける者も現れている。
寒さが苦手で、特に冬場には屋敷の暖炉やコタツからなかなか離れない。冬場の村の警備などは、寒さに強いフェンリルが代わって行う。
後述する通り、種族としての戦闘力と脅威を認知している者にとっては恐怖の対象であり、遭遇した場合は時に気絶する事すらある。
クロ【Kuro】
声 - 木内秀信
インフェルノウルフのオス。かつては死の森を徘徊し獲物を狩る日々を送っていたが、ある日同族のメスに出会い頭に暴行されて強制的にその夫となり、以降は行動を共にするようになる。しかし、妻が妊娠し出産間近となった時にグラップラーベアの攻撃によって妻と共に全身に怪我を負い、逃亡先でヒラクと出会い保護される。妻の出産後は、食事の保証、妻の産所、安全に子育てができる場所を与えられた恩から、妻共々ヒラクを主と認め彼と共に暮らすようになった。大樹の村の形成後はインフェルノウルフの代表を務めている。名前は黒い毛色を元にヒラクが考案した候補（クロ、ブラック、シュバルツ、ノワール、ネロ、ヘイ、黒太郎、黒丸）の中から選んだもの。本人は「シュバルツ」を希望していたが、妻に「クロにしなさい」と圧力をかけられたため渋々「クロ」を選んだ。
ユキ【Yuki】
インフェルノウルフのメスで、クロの妻。ヒラクに保護された時点で出産間近となっており、彼に与えられた肉を夫と共に食べ尽くした直後に産気づいたが、彼に産所（倉庫にする予定だった建物）を提供されたことで無事に出産を遂げた。名前はクロとの対比になる白色のイメージでヒラクが考案した候補（シロ、ユキ、ツララ、ミゾレ）の中から選んだもの。
クロイチ、クロニ、クロサン、クロヨン
最初に誕生したクロとユキの子たち。クロイチは好奇心旺盛で活発な性格、クロニは用心深い性格、クロサンは最も力がある紅一点、クロヨンはマイペースな性格で村におけるチェスのチャンピオン。配偶者探しは2年目の春に行った。クロイチ、クロニは問題無く配偶者が見つかったが、クロサンとクロヨンは雌が雄を倒す形でつがいとなったらしく、雄側がボロボロになっていた。
アリス、イリス、エリス
クロイチたちの妻たち。アリスはお淑やかな性格のクロイチの妻、イリスは活発な性格のクロニの妻、エリスはタマネギが好物のクロヨンの妻。
ウノ
クロサンの夫。アリスたち4頭の中では最もヒラクに懐いている。一般のインフェルノウルフが容易に倒せないゲートボアを単独で狩れるほどの類い稀な高い戦闘力を持ち、ギラルからは「歴代最強」と称されている。
クロサンとは勝負で負けてつがいとなったらしく、初登場時は怪我でボロボロの状態だった。
クロゴ、クロロク、クロナナ、クロハチ
2年目の冬に誕生した、クロとユキの子たち。それぞれが遊撃隊、一ノ村、二ノ村、三ノ村の警備隊のリーダーを務めている。クロゴとクロロクがオスで、クロナナとクロハチがメス。配偶者探しは3年目の春に行った。
フブキ
クロヨンとエリスの子で、メス。名前の由来はユキの名づけの際にヒラクが考案した候補の流用で、体の白いコキュートスウルフだったことから名づけられた。クロイチとアリスの子の1頭を夫に持つ。
マサユキ
クロニとイリスの子で、オス。3頭のメスを妻にしたことから、ヒラクの前世に存在した漫画の、女性の登場人物全員を妊娠させた主人公の名前を付けられた。その後も年々妻を増やしている模様。
兄貴
インフェルノウルフのオスの1頭。強さは10頭ほどで集団行動する際にリーダーを任されるほど。10年目の死の森の探索任務中に子犬を発見し村に持ち帰り、程なくしてその夫となった。「兄貴」は子犬からの呼び名であり、自身は名前を持っていない。
クリッキー
マルコスとポーラが一ノ村に不在の間、彼らの家の見張りを担当しているインフェルノウルフ。名づけ親はポーラ。
ジョン
一ノ村を警備するインフェルノウルフの1頭。名づけ親はジャック。12年目に制裁を受けた後のヨウコの監視を担当した。
デーモンスパイダー
ザブトンとその子供たち。村での役割は布地や服の縫製、魔獣の毛皮のなめし、畑を荒らす虫や鳥の捕食、村周辺の見張りおよび警報の発令、果実の収穫。綿花の栽培が始まってからは、綿花から綿糸への紡績作業も担っている。好物はジャガイモ。春になると何匹かの若い個体が配偶者探しのため、糸で凧を作り風に乗って村を旅立つが、インフェルノウルフとは異なり帰村することはなくそのままどこか別の場所で暮らしている。ザブトンが毎年数十 - 百匹以上の子を産むため、個体数はインフェルノウルフより多い。子は大半が拳大であるため、畑では誤って踏まれないように地面から5mほどの高さに張った、糸で作った幅20cmほどの空中通路を通る。
ザブトン【Zabuton】
座布団のような形の胴体を持つ、イリーガルデーモンスパイダーのメス。1年目の晩秋に、防寒の準備に苦慮するヒラクを見かねたクロサンとクロヨンによって森から連れて来られ、ヒラクと出会う。出会ったその場で5分ほどでハンカチを1枚作りその速度と質でヒラクを驚かせ、卓越した裁縫能力、高い知能、温和で大人しい性格が彼に認められ共に暮らすこととなった。住処は大樹の上部。大樹の村の形成後はデーモンスパイダーの代表を務めている。
名前は出会った際の第一印象からヒラクに付けられた。初対面から一切警戒せず、自作の布や服を素直に喜んでくれるヒラクのことは非常に気に入っており、直接言葉は通じないものの足を一本高く掲げてコミュニケーションを取り親友のような関係となっている。本人は派手な服を好むことが多い。初めて村を訪れた者はザブトン（と、時にその子供たちや、クロとユキ及びその子供たちも加えて）の姿を見て失神するのがお約束で、これは村に移住する際の「通過儀礼」となっている。グラッファルーンの「古い友人」である、神代竜族の中でも高い戦闘力を持つライメイレンを打ち破るほどの戦闘力を持つ、ヨウコからは「蜘蛛の女王」と呼ばれる、子を産むが夫の存在が確認できないなど謎が多い。
季節が冬になると冬眠するため、冬の間に起こった出来事を把握しておらず、春になって起きてから状況が大きく変わっていることを知ってヒラクに尋ねる、ということがしばしばある。
マクラ
ザブトンの子の1匹。ザブトンよりも丸みのある形をしており、大きさは畳半畳ほど。7年目の南のダンジョンの襲撃にも参加した猛者。その強さから8年目に第1回武闘会の騎士の部の出場者として選出された際に、前述の見た目からヒラクによって名づけられた。ザブトンの冬眠中は群れの統率を代行しており、「マクラ隊長」とも呼ばれている。
アラコ
12年目に大樹のダンジョンにて進化を遂げ誕生したアラクネ。名前はクロとユキ同様、ヒラクが考案した幾つかの候補の中から決めたもの。会話は最初は奇声のみだったが、徐々に上達している。ふだんは大樹のダンジョンを中心に活動している。
レッドアーマー、ホワイトアーマー
15年目の秋にヒラクの作った服を着たことで進化を遂げ誕生した、アーマーデーモンスパイダー2匹。レッドアーマーは赤く、ホワイトアーマーは白い。名づけ親は文官娘衆の1人。進化後はヒラクの屋敷の門番を務めており、ザブトンからも期待されている。
吸血鬼
ルールーシー=ルー【Loo】
声 - 下地紫野 / 種田梨沙（ボイスカード）、井上麻里奈（ドラマCD）
「吸血姫（ヴァンパイア・プリンセス）」の異名を持つ、銀髪の美女。魔法、魔道具、医学（薬学）の権威で、戦闘力は彼女を捕縛するのに一国の軍が必要になるほど。自身の薬学を求めて暴れた貴族を拒否しその面子を潰したことで賞金首にされ宿敵のティアに追われる身となり、2年目の冬に死の森に逃げ込みクロたちに襲われていたところをヒラクと出会う。ヒラクから血を与えられて回復した後は、彼の家に招かれて（誤解から始まった）熱烈なプロポーズを受け、彼の最初の妻となる。好物はトマト。
大樹の村では吸血鬼の代表を務めている他、ティアやフローラと共にヒラクの秘書のような役割（相談役）を担っている。当初はヒラクに「自重」させるために夜以外は少女の姿でいたが、出産後は子供に顔を覚えてもらうために常に大人の姿でいるようになった。当初はヒラクのことは「ケダモノ」呼ばわりしていたが、現在は「旦那様」「貴方（あなた）」と呼び愛しており、彼を含む村民たちからは「ルー」と呼ばれる。「酒にはうるさい」と自負しているが、酒自体にはさほど強くなく少し飲むだけで寝てしまう。
フローラ=サクトゥ【Flora】
声 - 富田美憂
ルーの従妹。首辺りの長さで切り揃えた銀髪と華奢な体型が特徴の美女で、身体に密着するタイプのドレスを着ている。5年目の春の終わりにルーを探しに大樹の村を訪れ、ルーと同様クロたちに襲われているところでヒラクと出会い、10日ほど滞在した後に引っ越しの準備を行い冬前に定住した。
ルーには及ばないものの、世間では薬学の権威としてそこそこ名が知られている。移住当初よりルーと共に薬物を研究しているが、ヒラクから菌の概念を教わって以降は味噌・醤油作りも行うようになり、後に「発酵食品の女王」と呼ばれるようになった。研究室はヒラクの屋敷内に存在するが、研究内容が発酵だけに臭いが問題となったため、屋敷の改築後は封印されて、代わりに専用の小屋が建てられて隔離された。本人は研究に没頭するあまり、この小屋に家具を持ち込み生活の場にしているため、同じく屋敷内に存在する個室は空き部屋となっている。
アンとラムリアスが第二子を妊娠した18年目頃、臭気が妊娠に悪影響を及ぼさないように研究室を温泉地に一時移転。魚を材料にした発酵の研究をしていたが、それまでの比ではない強烈な悪臭を発生させ、温泉地の管理・警備担当のヨルとライオン一家から大樹の村に対処依頼が出されたほど。
武闘会の騎士の部に出場できる実力があるが、「一人ぐらい、治癒魔法に専念しないと」と言って出場はせず、毎年治癒担当での参加を貫いている。
天使族
ティア【Tier】
声 - 洲崎綾 / ゆかな（ドラマCD）
「殲滅天使（せんめつてんし）」の異名を持つ女性。異名の通り、天使族の中では最強を誇る。大学生ほどの外見年齢の金髪の美女で、真っ白なドレスを着ている。3年目の春に宿敵のルーを追って死の森に入り、クロたちに襲われていたところをヒラクと出会う。その後、ルーの策略でヒラクと「励む」こととなり、成り行きで彼の2番目の妻となる。この成り行きで試練を行わずに結婚したことで、9年目にはキアービットによる大樹の村への襲撃騒動を招くが、ヒラクが試練を突破したことで問題は解消した。ヒラクと結婚する以前は、周囲から恐れられて求婚自体がなかった模様。きっかけこそルーの策略にはまった形ではあったもののヒラクとの関係は自ら認めており、彼のことは「旦那様」と呼んでいる。好物はキュウリ。大樹の村では天使族の代表を務めている。
グランマリア、クーデル、コローネ
声 - 吉岡茉祐（グランマリア）、嶋野花（クーデル）、相坂優歌（コローネ）
3人纏めて「皆殺し天使（みなごろしてんし）」の異名で呼ばれる、ティアの部下たち。ティア、マルビットに次ぐ強さを誇り、3人揃えば一般の天使族10人より強い。鎧を着込み、ランスのような槍を武器にしている。大樹の村で天使族が自分一人であり、他の種族の人数が増え自身の勢力が弱まったことを危惧したティアによって、6年目の春にリザードマンと共に村に連れて来られた。村での役割は上空からの村周辺の警戒。クーデルは、インフェルノウルフの角を使った槍を持っての急降下爆撃が好み。
キアービット【Kierbit】
声 - 雨宮天（ドラマCD）
天使族の族長・マルビットの娘。母のマルビットからは、「キーちゃん」と呼ばれる。ガーレット王国の巫女職を務めていた。惚れた母が難度の低い試練を突破させた「顔だけの男」が父であることに強いコンプレックスを抱いており、自身の求婚相手に対しては厳しい試練を与えて追い返し続けていた。
「未婚仲間」だったティアが試練を行わず結婚したことを9年目の春に知り激怒し、配下の天使族10人とハーピー族約30人と共に大樹の村を襲撃するも、クロとザブトンの子供たちの迎撃に遭い全員が捕虜となる。それでも強気な態度を続けたが、ヒラクの策略により配下全員が寝返ってしまい、涙ながらに許しを乞う羽目となった。その後、自主的に試練に挑んだヒラクが次々と試験を突破し最後の5つ目で妨害を行うも、ティアに殴られ押し切られた。
移住後に「細かいことを気にしても仕方がない」ことに気づき、試練にこだわらなくなった。
10年目には巫女職を辞め、スアルリウ、スアルコウと共に大樹の村に移住した。村での役割はグランマリアたちと同様の警戒任務、ヒラクの補佐、文官娘衆の業務の手伝いなど多岐に渡る。
酒には弱く笑い上戸で、少し飲んだだけで笑いが止まらなくなりまともな会話が不可能となる。また、宴会などではタップダンスに似たような踊りを披露することがあり、後にザブトンとその子供たちも真似て踊るようになった。
トラインとの結婚を希望し、ヒラクを驚かせた。トラインが貴族学園に赴いたため、後を追って王都に行った。
ハイエルフ
死の森で放浪生活をしていた若い女性たち。リアたち7人とラファたち5人の移住後は、村への移住を勧誘する一団（リーフ、ラーサ、インフェルノウルフ10頭）を死の森に派遣したことで、5年目の春に8グループ計42人が新たに移住し、総勢54人の大所帯となっている。村での役割は土木および建築（用地選定、設計、施工、補修）、畑の収穫、森での狩り。空き時間には採掘作業に従事し、冬場には採掘により集めた鉄を使い鍛冶を行っている。また料理に関心を持つ者が多く、鬼人族と共に調理法を学び、村民の毎日の食事の準備や祭り、ダンジョン調査隊などの調理スタッフとして活躍する者もいる。
リア【Ria】
声 - Lynn
リフ氏族の女性。年齢は400数歳。ヒラクとの激しい夜の生活に耐えかねたティアの勧誘により、3年目の春に妹・従姉妹たち共に村に定住することとなった。移住後は後から移住した者たちも含めたハイエルフの代表を務めている。村では他のハイエルフと同様の作業を行なっているほか、ルーやティアのようにヒラクのサポートも担っている。
リース、リリ、リーフ、リコット、リゼ、リタ
声 - 阿部菜摘子（リゼ、リタ）、柊優花（リース、リコット）、嶋野花（リリ、リーフ）
リアの妹・従姉妹たち。リフ氏族だが、リリとリタはリグネの養女である。リタが最年少で約300歳。リゼは村における麻雀のチャンピオン。
ラファ、ラーサ、ララーシャ、ラル、ラミ
声 - 阿部菜摘子（ラーサ、ラル）、柊優花（ラファ、ラミ）、嶋野花（ララーシャ）
ラフ氏族の女性たち。4年目の春にクロの子供たちに追い立てられ大樹の村に連れて来られ、リアたちの勧めで村に定住することとなった。リアたち同様、全員が姉妹や従姉妹。ラーサは豆腐職人で、村で消費される豆腐の大半を作っている。ララーシャは樽作りの技術を持つ。
鬼人族メイド
フローラが以前に住んでいた屋敷で働いていた20人の女性（メイド）たち。5年目の冬前にフローラと共に村に移住した。ルーやフローラの一族に数百年間仕えた実績があり、家事全般はもちろん、事務会話や世間話までもこなす。当初は料理のみが苦手だったが、これはそもそも作中の世界にて「煮る」と「焼く」しか調理法が知られていなかったゆえの知識不足が原因であり、ヒラクから炒める・揚げる・蒸す・炙るなどの調理法を教わった後はすぐに上達した。村での役割はヒラクの家での家事と、料理方法の伝達や掃除の監視などの各家の生活向上活動。序列を非常に重視しており、メイドとしては第一にヒラクの世話、第二にルーやティアの世話、と優先度をつけている。
アン【Ann】
声 - 藤井ゆきよ／上坂すみれ（ドラマCD）
鬼人族メイドのメイド長（鬼人族代表）。ヒラクとはふだんは適切な距離感で接しているが、夜の生活では意外な積極性を発揮している。
ラムリアス
声 - 相坂優歌
鬼人族メイドのナンバーツー。6年目にヒラクによって獣人族の世話係に任命された。幼い獣人族の保育士や先生といった役割が多く、世話係の中では最も多忙である。しかし、本人は苦には思っていないようで、逆に9年目の祭りにゴールたちが出場した際に怪我をしないかと本気で心配するほど、世話係の業務に入れ込んでいる。
アズキ
鬼人族メイドの1人。
リザードマン
天使族の従者として活動していた者たち。6年目の春にティアによって男性10人と女性5人の総勢15人が村に連れて来られた。村での役割は主に力仕事。その他、鶏・牛・小型ワイバーンの世話も任されている。
ダガ【Daga】
声 - 石谷春貴
リザードマン代表。リザードマン移住当初のヒラクが彼らの個体識別ができなかったため、右腕にスカーフを巻いている。ガルフとはよく共に修行をするほどに仲がよい。
ナーフ
リザードマンの1人。過去にミノタウロスと交流を持ったことがあったため、8年目に二ノ村のミノタウロスの世話役を志願し任命された。
獣人族およびその家族
6年目に当時食料難だったハウリン村から口減らし目的で移住した者たち、ガットとその家族と弟子、ガルフとその家族の3グループで構成されている。この内、口減らし目的で移住した者たちは総勢25人で、内訳は当初から移住予定だった女性22人と、ヒラクが移住の条件としたために加えられた男性3人（ゴールたち）。移住当初の外見年齢はセナが高校生、その他の女性たちが小・中学生、ゴールたちが幼稚園児程度だった。村での役割は、主に農作業とそれに関連した脱穀・製粉・植物油の搾油・砂糖の製糖といった作物の加工、牧場エリア（7年目まで牛エリア）での牧畜や大樹エリアでの養鶏、塩の層の土からの製塩。戦士としての鍛錬を行った一部の者を除き戦闘力が低く森での狩りなどができないため、村内の細かい雑用なども積極的に行う。
セナ【Senna】
声 - Machico
獣人族代表。ハウリン村の村長の娘。垂れた犬耳が特徴。獣人族が見捨てられたり酷い扱いを受けたりすることがないよう、自身はどのような扱いも甘受するようハウリン村から指示されており、大樹の村に来た当初は奴隷扱いを覚悟していた。フラウと互角に渡り合ったり、四天王であるグラッツをあっさり倒したりと戦闘力はそこそこあり、戦闘スタイルは徒手で投げ技を得意とする。
マム
獣人族の女性の1人。8年目時点の外見年齢は中学生ほど。見かけによらずしっかり者で、8年目に一ノ村のニュニュダフネの世話役を志願し、セナの太鼓判もあって任命された。しかし、ニュニュダフネが村内でほぼ自由に行動できるがゆえに彼女たちからの要望や相談はなく、信頼されていないのかと自信を失い泣いたこともある。
9年目にハーピー族・人間が移住して来た時に、ニュニュダフネと同じ一ノ村の住人になるという理由で、それぞれの世話役を兼務することになった。
ガット
ハウリン村の村長の息子で、セナの兄。ハウリン村とヒュマ村のトラブル解決後の9年目に妻子と共に大樹の村に移住した。ハウリン村で一二を争う技術を持つ鍛冶師であり、移住後も鍛冶師として働いている。
ナーシィ
ガットの妻。人間。ヒュマ村の村長の親戚で、領主の庶子。友好目的でハウリン村に移住しガットと結婚するも山の暮らしに慣れず、鉱山から離れなければ死に至る病「鉱山咳（こうざんぜき）」を患ってしまった。発症後は救命のためにガットによってヒュマ村に帰されたが、彼が鉱山咳の危険性をヒュマ村に伝えなかったことで、ヒュマ村とハウリン村の関係悪化の原因となった。
関係が改善された後も鉱山咳によりハウリン村に戻れないため、ガットと共に大樹の村に移住した。
ナート
ガットとナーシィの娘。ハーフだが、体は獣人族の特徴を持つ。17年目にウルザが貴族学園に移動した後は、彼女に代わって村の子供たちのリーダーを務めている。当初はアルフレートとウルザと共に貴族学園への移動が決まっていたが、自身では2人が暴走した際に制止できないという理由でティゼルに譲った。
ガルフ【Gulf】
死の森を突破できるほどの戦闘力を持つ、ハウリン村一の戦士。6年目に友好目的で訪れて以降、大樹の村と交流を持っており、10年目には妻・息子・娘と共に村に移住した。ダガとはよく共に修行をしており、親友のような関係を築いている。大樹の村の住人の圧倒的な力から気づいていないが、並の冒険者や兵士ではまるで歯が立たないほどに強くなっており、シャシャートの街の武闘会に木刀で挑戦し優勝して以降、魔王国では「武神ガルフ」と呼ばれるほどに人気となっている。
ガルフの妻
本名不明。ガルフと石工の息子とともに、大樹の村に移住した。
ガルフの息子
本名不明。優れた石工で、武闘会場の石畳などの製造を担当している。
ガルフの娘
本名不明。口減らし目的で、ハウリン村から最初に大樹の村に移住した少女たちの1人。
エルダードワーフ
ドノバンの移住を皮切りに、村の酒の噂を聞きつけた者たちが次々と移住しており、その人数は年々増加している。村での役割は酒造りと酒造法の研究開発、酒の素材になる作物の収穫の手伝い。種族の性質から全員酒好きだが、酒造りの際は良質の酒を造るために、必要な味見（テイスティング）以外では口にせず、特に作業行程上で交代で寝ずの番をする時や火を使う作業（蒸留など）を行う時は一切口にしない。なので飲酒は食事や宴会の時が主で、その際に酒造法の意見交換や品評をする事も多い。その一環でカクテルの研究をする者もおり、村に来客があるとバーテンダーとなってもてなしに参加することもある。当初は村の酒の村外での販売に強く反対していたが、エルダードワーフの女性不足が深刻（男性37人に対し女性4人）になったため、「美味い酒の存在を広め、女性のエルダードワーフの移住に繋げたい」との思惑で、少量ずつ村外での販売を容認するようになった。
ドノバン【Donovan】
声 - 廣田行生
エルダードワーフの男性。6年目の冬に自力で大樹の村を訪れ、自身の酒と村の酒のどちらが美味いか勝負を行った末に、ヒラクの知らない間に村民となった。移住後は後から移住した者たちも含めたエルダードワーフの代表を務めている。あまり戦うことはないが、死の森を単独で移動し、戦士の部で優勝経験があるほどの実力を持つ。ヒラクのことはその人柄（特に酒に対する理解）からそれなりに慕っており、彼からも信頼されている。
ウィルコックス、クロッス
エルダードワーフ2人。7年目の春にドノバンの後を追い大樹の村を訪れ、ドノバンと同様にヒラクの知らない間に村民となった。
ウィルコックスは酒関連のほかに鍛冶の技術も持ち、ピリカにピッタリ合った武器を作った。
大樹の村の神代竜族
ラスティスムーン【Rasutisumoon】
声 - 日岡なつみ
ドライムとグラッファルーンの娘。「狂竜（クレイジードラゴン）」の異名を持ち、魔王国では知らない者はいない要注意竜と認知されている。ドライムが大樹の村に別荘を建てたことで彼が浮気をしているものと疑い、7年目に彼が用意したアルフレートの誕生祝いの品を浮気相手へのプレゼントと勘違いして激怒し、ドライムの制止も聞かず村を襲撃しかけ、ドライムに止められた。誤解が解けた後は、グラッファルーンからの「（ヒラクの「万能農具」から変化した槍による）あの力が振るわれる時、竜族に向かないように努めなさい」という命令により村民となった。テレビアニメ版では襲撃時点でアルフレートがまだ誕生していないため、友好の証として来訪時に渡す土産を浮気相手へのプレゼントと勘違いしている。
愛称は「ラスティ」。竜の姿はドライムよりも2回り小柄な15mほどの大きさで、人間の姿は竜の角と尻尾が生え、長い金髪の真面目な雰囲気の少女。好物は干し柿。住居はドライムの別荘。伯母のハクレンとは幼少期から仲がよく、彼女を「ハクレンお姉さま」と呼んでいる。また、従妹のヘルゼとは「よく喧嘩した」仲である。
村では竜族の代表を務めている他、交渉能力の高さから外交官も務めている。また「ラミア便」と「ドライムの部下便」が成立する7年目までは荷物・人員などの輸送も担っていて、7年目以降も緊急に必要な時などはハクレンたちとともに輸送に応じることもある。
ハクレン【Hakuren】
声 - 伊藤かな恵 / 生天目仁美（ドラマCD）
ドースとライメイレンの長女（第1子）で、ドライムの長姉。「真竜（エンシェントドラゴン）」の異名を持つ。人間の姿はぽやっとした雰囲気の胸の大きい女性。姪のラスティが自身より先にパートナーを見つけたことに嫉妬（自身は「姪っ子の相手の力を確かめようとした」と否定している）し、7年目に大樹の村を襲撃した。ヒラクに敗北した後は、ドースからの「ここ（大樹の村）に残って奉仕せよ」という命令により村民となった。テレビアニメ版ではドースが登場しておらず、自主的に大樹の村に居座っている。ラスティからおば扱いされることを嫌っているため、ラスティには「ハクレンお姉様」と呼ばせている。
お調子者で、ヒラクの癇に障る言動をしては彼に右手でアイアンクローをかけられるというお仕置きを移住当初にはよく受けていた。竜族の中でも問題児らしく、ドースからは村を訪れる度に「迷惑をかけていないかね?」「村で大人しくしているのが夢のよう」と言われている。その一方で、ヒラクの前では人間の姿で居たがるなど、彼に対し好意を持っている様子も見せている。面倒臭がりで、村での仕事も一々文句を言いながら行っていたが、村民が賢くなれば自身が楽できるという理由で最終的に村民の教師役に落ち着いた。教師としての手腕は目覚ましく、小さな子供・スライム・グノーシスビーを除く村民全員に読み書きと計算ができるようにした。教師の件からわかる通り実は世話好きで、かつては弟や妹の面倒もよく見ており、若い頃の弟ドライムに繰り返しちょっかいをかけるグラッファルーンを何度も追い払っていた。その他の役割として、必要に応じて荷物や人員の輸送を担うことがある。
移住当初はドライムの別荘でラスティと同居していたが、いつの間にかヒラクの屋敷の空き部屋で寝起きするようになり、屋敷の改築後は内部に専用の個室を置いてもらった。ヒイチロウの実母だが母親のライメイレンがヒイチロウの面倒を頻繁に見ているため、ウルザたちの面倒を見ていることが多い。
ヘルゼルナーク
マークとスイレンの娘。愛称は「ヘルゼ」。「暴竜（ラースドラゴン）」の異名を持つ。人間の姿はラスティよりも幼い、角と尻尾が生えた少女。
17年目にハクレンが次男（ヒカル）を妊娠したのを感知し、竜族の習性（相手が卵や妊娠中のうちから、自らの将来の伴侶の元に行く）により村に移住した。結婚については、ヒラクから「ヒカルの意思を尊重すること」と釘を刺されている。
グラル【guraru】
ギラルの娘。竜の姿は全長5mほどで、人間の姿は頭部に2本の角と尻に尾が生えた、外見年齢が5歳ほどの少女。10年目のヒイチロウの誕生直前に竜族の女性の習性によって大樹の村を訪れ、そのまま村民となった。来訪直後はウルザをライバル視し睨み合っていたが、しばらくすると意気投合し、2人でヒイチロウのプレゼント用の魔獣を狩ろうとした。
グーロンデ【Gouronde】
ギラルの妻。竜の姿は8つの頭部と山のような巨体を持ち、人間の姿は長い黒髪を持ち黒いドレスを着た美女。頭部に対応して人格も8つあるが、その内「メイン人格」は1つで残りの7つは「サブ人格」である。サブ人格はメイン人格によって統制され、場合によっては統合される。歴史を紐解けば必ず名前が出るとされ、その武勇伝の数は年上のドースやギラルをも凌ぐ。800年前に欲望のままに自身の進路上にある物に襲い掛り、宗教系の軍を滅ぼしたり世界樹を燃やしたりしたことから「神の敵」の異名を持つ。
自身に挑み返り討ちにしたギラルと結婚した後は大人しく巣に籠るようになったが、500年前にギラルの不在時を狙い巣に侵入した、竜族を倒せる魔法の武器を持つ勇者たちに襲われ、8つの頭部のうちの7つ、翼、尻尾を切断される。翼と尻尾は100年ほどで再生したものの頭部のみは再生せず、ギラルが助けを求めた「もっとも優れた賢者」と呼ばれる竜でさえも「世界樹の葉でなければ治療できない」と宣言したため、以降は「自身の行いが返ってきた」と悟り頭部の治療は諦めていた。しかし、16年目に事情を知ったヒラクがギラルに渡した世界樹の葉によって頭部の完治に成功し、お礼のために大樹の村を訪れた。頭部の復活に伴い休んでいたサブ人格は復活したが、体が上手く動かせなくなっていたため、村での移動は山エルフが製作した車椅子で行っている。同年の武闘会の開催後は、できる限りグラルの傍にいたいという理由で村に移住した。ルーやティアをも凌ぐ魔法技能を持っていたことから、移住後は村の子供たちの魔法の教師に就任した。
魔族
フラウレム=クローム【Fraurem】
声 - 岡咲美保
ビーゼルの娘。愛称は「フラウ」。自他共に認める才色兼備で、かつては貴族学園で王姫・ユーリの学友を務めていたが、7年目に狂竜・ラスティが村民となったことを危惧したビーゼルの命令で学園を辞め村に移住した。移住前は村を乗っ取るつもりでいたが、移住後は村の戦力とヒラクの強さを知り「村長の忠実な下僕でありたい」と心に誓った。テレビアニメ版では最初から大樹の村の戦力を把握することを目的として送り込まれ、村の戦力を把握した後はそのまま居住。この時ヒラクにただの人間と思い込んで雑に対応しており、後から村長であることと力量を知って、数日の間村長の前では緊張でガチガチになっていた。
移住時の世話役だったラスティとは対面時こそ驚愕したもののその日の夜には仲よくなったり、初日こそドレス姿だったものの翌日からはズボンを穿き髪を後ろでまとめ農作業を手伝い始めたりと順応力は高い。魔物・魔獣を含めた村民たちともすぐに仲よくなっており、農作業を共にすることが多い獣人族とは特に親しくなった。村では王侯貴族の関係や種族に関する知識でヒラクをサポートしており、文官娘衆の移住後はその代表を務めている。また、名目だけの村の代官も務めている。ヒラクの屋敷内に代官としての体面用の個室を持つが、住居は居住エリア内の代官舎で、屋敷内の個室は空き部屋となっている。
ホリー
クローム伯爵邸を一手に取り仕切っていた女中。ビーゼルが子供の頃から世話になっているほどのベテランで、彼からは「ばあや」と呼ばれている。老女だが腰は曲がっておらず、キリッとした態度をとっている。寡婦。フラウの妊娠が発覚した11年目の武闘会の後に、彼女の専属メイドとして大樹の村に派遣された。11年目の冬に出会って以降、ゴウに好意を抱いている。
文官娘衆（ぶんかんむすめしゅう）
王姫・ユーリの取り巻きだった魔族の女性たち。村での役割は農産物、酒、交易で購入した物品、金銭などの在庫管理と出納記録。村主催の祭りでは実行委員の中心を担い、企画準備から当日の運営、事後の反省会まで取り仕切る。魔王国の貴族の娘たちだけあって一通りの教育を受けており、作中の世界では優秀である。7年目にフラウの始末を企むも返り討ちに遭い彼女の部下にさせられた者たちと、13年目に五ノ村に赴任したユーリの補佐役の中から半ば強引に引き抜かれた者たちの2グループに分かれ、人数は前者が10人で後者が18人。
ラッシャーシ=ドロワ
ドロワ伯爵家の次女。三ノ村のケンタウロスの代表であるグルーワルドがドロワ伯爵家組下の縁者だったため、8年目に彼女たちの世話役に任命された。移住者の世話役たちの中ではリーダーのような立ち位置におり、移住者たちの共通する意見や要望をまとめてヒラクに伝える役割を担っている。カンペを使い、ヒラクに第三者への的確な応答を指示することもある。
クラカッセ、キリサーナの二番目の姉
声 - 小岩井ことり
プギャル伯爵家の四女（エンデリの姉）とグリッチ伯爵家の次女。ユーリ王妃を唆して大樹の村襲撃計画を立てた中心人物たちであり、村に来るまではフラウから「わかりやすい権力バカコンビ」と称されていた。キリサーナによれば、彼女より若い頃から権力欲が強く、交渉・説得・買収・脅迫・暴力を駆使して、貴族学園のみならず王城や軍部にまで手を伸ばし権力を集めていたという。移住以降村から出なかったため世間では「行方不明」とされており、「手を出してはいけない相手に手を出して抹殺された」との噂も立っている。16年目にはシールと結婚した妹たちと再会を果たした。
ロアージュ
声 - 小山内怜央
マモンロズ子爵家の次女。ヒラクの部屋に忍び込んだことがある。
ロザリンド
声 - 津田里穂
グリッチ家次女
古の悪魔族
ブルガ、スティファノ
グッチの親戚にあたる、古の悪魔族の女性2人。7年目にラスティの下で働く使用人として大樹の村に移住した。ふだんは執事服を着ている。名前は魔王国でポピュラーな童話の登場人物のそれと同じである。ブルガは「狂宴（きょうえん）のブルガ」の異名を持ち、自身の分身を生み出し操る戦法を得意としており、スティファノは「黒槍（こくそう）のスティファノ」の異名を持ち、漆黒の槍を無数に飛ばす魔法を得意とする。
ヴェルサ=ミラ=トランシルヴァー
古の悪魔族の女性。魔神ライギエルに仕えし三十七人の軍団長（レガトゥス・レギオニス）の一人であったが、ライギエルの最後の命令が「軍団長であったことは忘れ、自由に生きろ」だったので、軍団長だったと言われることを嫌う。
海岸のダンジョンの数々の試練をクリアした先の転移門を抜けた先にある巨大洞窟内に建つ、大きな屋敷に住んでいた。ヴァルグライフが、ルマニ=ブラン=トランシルヴァーと名乗っていた頃の夫人。そのため、今でもヴァルグライフを「ルマニ」と呼ぶ。
いわゆる重度の腐女子で、屋敷では日々大量のBL小説を執筆していた。ヴァルグライフとの結婚中は、実際にイケメン男を用意してヴァルグライフに絡むよう強要することも多々あった。
どこからか作品が流出したのか、魔王国内では同性同士が絡む物語が“ヴェルサ”という名称で一部に深く浸透しているという。
結婚当時は普通の文学好きで優秀であり妻として特に問題はなかったらしいが、いつの間にかヴァルグライフでも閉口するほどの腐女子と化してしまった。
極度の引きこもりでもあり、数千年もの間屋敷から出たことがなかった。
実は「“知識”を司る悪魔」で、この世界に生まれた魔物・魔獣に種族名を付けた。
ヴァルグライフとの再会後、話し合いの結果BL趣味を封印しての大樹の村での生活を決め、移住した。しかしBL趣味ができないため落ち込んでしまい、「大樹の村以外なら構わない」ということで、五ノ村に通って趣味活動に勤しみ、元気を取り戻した。
山エルフ
同族との争いに敗れ食糧事情が悪化し、移住を余儀なくされた20人の女性たち。ライメイレンの勧めで7年目の秋に移住した。村での役割は狩り用の罠や機械類などの作成、採掘作業、鍛冶仕事、窯業。
ヤー【Ya】
声 - 杉山里穂
山エルフ代表。胸は控えめで、本人もそれを気にしている。また、思慮の浅い一面を持つ。
ヒテルトー
ヤーの補佐。本来なら長になる予定だったが、補佐の方が自身に合っていると感じ、長の座をヤーに譲った過去を持つ。ヤーとは幼少期からの仲。
マア
女性。トラインがメットーラの手伝いとして貴族学園に赴くことになったので、トラインの世話役として一緒に王都へ行くことになった。
量産が得意で、大樹の村の山エルフたちはマアがいなくなったことを残念がっている。
ネコ
ライギエル / 魔法神（まほうのかみ） → 魔神 → 落神 → 猫【cat】
神々との戦いに敗れ地位と名を奪われ、死の森の地中の奥底に封印された男神。世界に「幾つもの仕掛け」を施し復活の時を待っていたが、9年目に、下から怪しげな触手状のモヤが次々と出てくる黒い岩（封印の岩）を、その正体を知らないヒラクによって次々と神像にされ、封印を強固にされてしまった。すべての封印の岩を神像にされた後は、その事が神罰となって黒いネコに変化し、大樹の社前に突如現れ、そのまま村に定住することとなった。定住当初は村民によって呼び名が異なっており、ヒラクからは単に「猫」と呼ばれていた。統一された名前は14年目にクジ引きによって決まることとなったが、そこで奇しくも真名である「ライギエル」が選ばれ、そのまま名づけられた。
その正体は世界の魔力を管理する仕事を行っていた「魔法神」。ある日、仕事に失敗し魔力が世界に漏れたことと、その元凶である2柱の神を怒りのあまり殺害したことが原因で世界の崩壊の危機を齎してしまい自ら世界に降り立ち崩壊を防ぐも、世界に過度な干渉を行ったことで複数の世界の法則が狂い修復不可能になったため、その罰として前述した経緯を辿ることとなった。
ジュエル
白い宝石猫のメス。11年目に何者かによって違法取引されていたところをルーたちに助けられ大樹の村に住むこととなり、ほどなくしてライギエルの妻となった。村のネコたちの中では、力関係の頂点に君臨している。名前は子猫を出産後、子猫たちと区別するために付けられたもので、鬼人族メイドたちの間で呼ばれていたものがそのまま採用された。
ミカエル、ラファエル、ウリエル、ガブリエル
12年目の春に誕生した、ライギエルとジュエルの娘たち。名前は村民たちが考案した数多くの候補からライギエルが選んだもので、その結果ヒラクが考案したものが採用された。ふだんはそれぞれ「ミエル」「ラエル」「ウエル」「ガエル」という愛称で呼ばれている。毛色はミエルとラエルが白、ウエルが黒、ガエルが斑模様である。全員を指す呼び名は当初は「子猫たち」だったが、14年目にアリエルたちが誕生して以降は区別のために「姉猫たち」となった。
アリエル、ハニエル、ゼルエル、サマエル
14年目の春に誕生した、ライギエルとジュエルの娘たち。サマエルが未子である。名前はガルガルドと一部の村民によって決められた。愛称はそれぞれ「アエル」「ハエル」「ゼエル」「サエル」だが、呼び辛いため周囲からは一貫して本名で呼ばれている。
九尾狐
ヨウコ【Youko】
九尾狐の女性。年齢は12年目時点で数百歳。キツネの姿は10mほどの大きさで、人間の姿は和服のような服を着た長い黒髪の美女。ヴァルグライフに匹敵する戦闘力や、本人曰く「竜族のブレスすら防ぐ」ほどの障壁を展開する能力を持つ。ブルガとスティファノとは顔見知りであり、3人で各地を暴れていたこともある。
12年目に勇者に襲われた娘のヒトエを保護した大樹の村に礼をしに訪れるも、そこで村を支配すると宣言してしまった（本人は自身の加護で村を守ってやると伝えたつもりだった）ことで、宣言を快く思わなかったヴァルグライフの策略によってヒラクの「万能農具」の威力を味わった上に、宣言に対して怒ったザブトンから「制裁」を受ける羽目となった。それからしばらくは村に居ついていたが、ほどなくして五ノ村の責任者となることを恐れた文官娘衆に推薦され、五ノ村の村長代行に任命された。統治者のような役職を務めていた経験もあり、村長代行としての実力は高くその業務を的確に熟している。村長代行を務める五ノ村へは毎日通い、転移門の設置場所である「ヨウコ屋敷」で執務している。
コンの失態の罰として、和風メイドの姿で口調は可愛く、語尾に「コン」をつけて話すことを10日間続けさせられ、またその姿や口調が五ノ村の住人に好評だったため、10日が過ぎてもしばらくはそのままだった。さらに丸顔狐族（タヌキ族）が来た時には、一時的に語尾が「ポン」に変わった。
ヒトエ【Hitoe】
ヨウコの娘。年齢は100歳以上だが、未だ子供であるため尾は1本である。少しの時間だけ、人間の幼女の姿になれる。ヨウコとは異なり人間の姿でなければ喋れない。
かつてはヨウコによって人間の村に預けられていたが、12年目に勇者の勢力によって村は滅ぼされ自身も攫われる。その後、コーリン教の教徒たちによって救出されかけるも、追い詰められた勢力のボスが嫌がらせのために使った転移魔法によって大樹の村に転移させられ、村の花畑に迷い込んだところをウルザとグラルに発見されヒラクに保護された。
ヒラクの子供たち
下記以外にも、14年目に誕生した名前未発表の子供たちが7人存在する。内訳はハイエルフとの娘が2人、山エルフとの息子が2人、娘が1人、獣人族との娘が2人。
リリウス、リグル、ラテ
9年目に誕生した、リア、リゼ、ラファとの息子。名づけ親は各々の母親。リリウスはハイエルフのまとめ役、リグルとラテはその補佐役となるように育てられている。
トライン
9年目に誕生した、アンとの息子。名前はヒラクとアンが双方納得できるようなものが思い付かず、相談を受けたガルガルド、ドース、ヴァルグライフが話し合いとクジ引きで決めたもので、最終的にガルガルド考案の名前が選ばれた。
ヒイチロウ
10年目に誕生した、ハクレンとの息子。名づけ親はヒラクで、竜族の名づけのルールに則り考案した。ライメイレンが世話を焼くことが多いおばあちゃん子。
フラシアベル
11年目に誕生した、フラウとの娘。愛称は「フラシア」。
相手を問わず、太った者の柔らかい腹を撫でるのが大好きで、村ではフラシアに腹を撫でられる=太ったという認識が広まっている。
セッテ
12年目に誕生した、セナとの娘。名づけ親はセナ。ハーフだが、体は獣人族の特徴を持つ。
ラナノーン
12年目に誕生した、ラスティとの娘。名づけ親はラスティで、名前の由来はグラッファルーン系の祖先。愛称は「ラナ」。
ルプミリナ
14年目に誕生した、ルーとの娘。名づけ親はルーで、ヒラクと相談し決めた。
オーロラ
14年目に誕生した、ティアとの娘。名づけ親はティア。
ローゼマリア
15年目の冬に誕生した、グランマリアとの娘。名づけ親はグランマリアで、ティア、マルビット、ルィンシァと相談し決めた。
ララーデル
17年目の秋に誕生した、クーデルとの娘。命名は、ラズマリア。
トルマーネ
17年目の秋に誕生した、コローネとの娘。命名は、ラズマリア。
ヒカル
17年目に誕生した、ハクレンとの息子。ヒイチロウの弟で、双子の兄。
生後しばらくは、肉眼では直視できないほど身体がまぶしく光っていた。双子のヒミコと触れそうなほど近くで並べれば、光と闇が中和されて普通に姿を見られた。
妊娠中からヘルゼが将来の伴侶としてやって来て、成長するまでは一定の距離を置いての護衛として身辺にいる。
ヒミコ
17年目に誕生した、ハクレンとの娘。双子の妹。
生後しばらくは非常に深い闇に全身が包まれていて、竜族の魔法で短時間ならかろうじて顔を見ることができた。双子のヒカルと触れそうなほど近くで並べれば、光と闇が中和されて普通に姿を見られた。
ククルカン
18年目に誕生した、ラスティとの息子。
名前は、ドース一族が相談して決めた。「力を持っているが、平和を愛したドラゴンの名」とのこと。
サクラ
19年目の春に誕生した、アンとの娘。
名前は、珍しくヒラクの提示した候補がそのまま採用された。
ラムナ
19年目の夏に誕生した、ラムリアスとの娘。
名前は、母親のラムリアスが決めた。鬼人族に伝わる、女傑の名とのこと。
セット
19年目の晩秋に誕生した、セナとの息子。セナの第二子で、セッテの弟。
その他の大樹の村の住人
大樹
大樹の村の象徴である巨木。根元付近の直径は10mを超える。内部にはヒラクが「万能農具」で掘った、創造神と農業神を祀る祠「大樹の社」が存在する（当初はヒラクの寝床だった）。喋れないが明確な自我を持っており、ザブトンとならば意思疎通を図れる。当初は周りよりも背が高いだけの一般的な木だったが、大樹の社が作られた後は眠っていた知性が目覚め、それに伴い口調も知的なものとなった。
酒スライム
7年目に大樹の村の酒を盗み飲みしたことで、紫色に変異したスライム。体は酒臭く、酒の息を吐く。酒を愛飲する村民の怒りを買い裁判にかけられ即刻有罪となるも、フラウの「罰を与えたとして、（そもそも種族的に知能が低い）スライムがそれを理解するのだろうか」の一言でお咎めなしとなった。その後も元のスライムには戻らず、ふだんは浄化作業もせずに村をのんびり徘徊しており、宴会などで酒が出た場合のみ、いつの間にか酒を飲みに来る。ヒラクの隠していた酒をこっそりと飲むこともある。
ライギエルが酒樽に落ちて他者が飲めなくなった酒をすべて貰えたことからもう一度落とそうとしたり、何らかのイタズラをしてゴールたちと一緒に鬼人族メイドから逃げたウルザを足止めするなど、スライムにしては高い知能を有している。ヒラクが作ったパラシュートの試験台に志願したり、祭りに出場したりと冒険心も旺盛である。
ベルフォード
ヒラクの乗馬用にルーとティアがゴロウン商会から購入したオスのウマ。名づけ親は村の獣人族の娘。三ノ村のケンタウロス（特にその代表であるグルーワルド）をライバル視している。村に来た当初は乗馬技術のないヒラクには懐いていなかったが、彼が自身の主であることは認識しており、彼がグルーワルドに乗った姿を見た後は激しく落ち込み、以降は指示を聞くようになった。
小型ワイバーン
体長1mほどの小型のワイバーン。総勢20頭。村と外部を行き来する連絡網を担っている。ラスティの配下だが、村に来てからはリザードマンが世話をしている。12年目に明かされたその正体はワイバーンの長老の眷属のような存在で、密かにヒラクの行動を長老に報告していた。
子犬
フェンリルのメス。10年目に死の森で倒れていたところを兄貴に発見され村に連れて来られ、ほどなくして彼の妻となった。厳つい顔をしているため、ヒラクによって「勇ましい名前」を付けられたようだが、名前は作中では明らかにされていない。兄貴からは「羨ましい」と言う理由で本名では呼ばれず、成長後も単に「子犬」と呼ばれている。
セレスティーネ=ロッジーネ
神の声を聞ける存在「聖女」。気の強そうな雰囲気の人間の女性で、12年目時点の外見年齢は15歳ほど。愛称は「セレス」。農村のロッジーネ家の三女として生まれるも、10歳の時に両手の平に聖痕が現れたことで教会に引き取られ、以降は誘拐される形で様々な教会を転々とし、そこで聖女としての活動を行っていた。最終的にコーリン教の本部付きの武力集団に確保され、12年目の武闘会開催時にヴァルグライフによって大樹の村に身を預けられた。その間、コーリン教によって身受けの場所を見繕われるも旨くいかず、約1年後に村への定住が決定した。定住後は五ノ村の教会に所属しそのトップを務めているが、ふだんは大樹の村で暮らしている。16年目以降は五ノ村の店の1つ「甘味堂コーリン」の店長代理も務めている。酒スライムとは仲がよい。
アイギス【Aegis】
大樹の社に供えていたフェニックスの卵から13年目に孵化した、フェニックスの雛。丸々と太った体型をしており、大きさはバレーボールほど。羽毛の色はピンク。好物は収穫前の米。名づけ親はアルフレートで、ヴァルグライフから聞いた話を元に名づけた。ハーピー族の雛たちからはアイドルのような扱いを受けているが、強烈な追っかけである彼らに追い掛けられて以降はトラウマとなっている。フェニックスであるためほとんど食事をする必要がないが美食家である。ヒラクにはかなり懐いており、頭に乗ることが多い。
魔神ライギエルに仕えし三十七人の軍団長（レガトゥス・レギオニス）の一人であった。5～600年ほど後に大人になり過去の記憶が戻れば、「国を燃やし尽くす空の王」になるという。
妖精女王【Fairy Queen】
甘味をこよなく愛する、妖精の女王。外見は背中に光の羽を持つ美女。通常の妖精とは異なり、身長は高い。世界各地を転移し続ける神出鬼没の存在だが、他者に触れられた状態だと転移できなくなる。本来の役割は子供に過度な労働を強いることの抑止であり、子供には基本的に甘い。
13年目の秋に大樹の村を訪れるが、自身が訪れた証としてヒラクの畑の麦を倒し、ミステリー・サークルのような絵を描いたことで彼の怒りを買い尋問を受ける。その後は村の甘味（特にカスタードプディング）を知ったことで、村に半ば居着くようになった。
大きな蔓を召喚し作った球状の縄張りに入ると、少し成長した姿に変身できる。この姿になるとギラルのブレスさえも防ぐほどの戦闘力を誇るが、子供や動物からの受けが悪いため、本人はこの姿でいることを嫌っている。召喚した蔓は、貴重な魔法の薬の材料となる。
安産を願うことができ、村での出産がすべて母子ともに無事なのは、妖精女王の存在のおかげらしい。
魔神ライギエルに仕えし三十七人の軍団長（レガトゥス・レギオニス）の一人であった。軍団長の中では5～6番目ぐらいに怖かった、と言われていた。
鷲（わし）【Eagle】 / フレースヴェルグ
翼を広げると3mほどになる大きさの鷲。15年目の秋に世界樹に巣を作った。アイギスとは仲が良い。ニーズによれば、その正体は「鷲の神の使い」である。
死霊魔導師
ゴールゼン王国の空に浮かぶ島で魔法の研究をしていた、骸骨の女性。魔術師だが、剣の腕前はガルフやダガを凌ぐ。かつては何かに対して強い恨みを持っており、その復讐のために人の怨念を力に変える非常に危険な装置「怨念炉（おんねんろ）」の研究をしていたが、6・7年ほど前に何かしらの要因で恨みが消えて以降は「花の色をもっと鮮やかにする」などの「のんびりとした研究」を行うようになった。16年目に島が落下し地上の街や村に被害を齎したことで冒険者に討伐されそうになり、逃げるために使った転移魔法で温泉地に転移し身体を半分埋めてしまい動けなくなったところをライオンと死霊騎士たちに助けられた。当初は彼らに助けられた恩から温泉地で働いていたが、17年目以降は村で子どもたちの教師役を務めている。
クエンタン
死霊魔導師の相棒で、自我を持つ魔法の剣「知恵ある剣（インテリジェンス・ソード）」。本人曰く「少し変な魔法使いのグループ」に作られたらしいが、詳細な記憶は制作者たちによってすでに消されている。自身に触れた者の意識を乗っ取る能力を持つ。死霊魔導師の命で空に浮かぶ島にて怨念炉の管理を担当していたが、16年目に怨念炉のエネルギーを自身に集めたことで怨念炉が爆発し島を落下させてしまい、その被害を受けたゴールゼン王国の救援に駆けつけたヴァルグライフとフーシュに見つかり確保された。その後、彼らによって大樹の村に運ばれ、死霊魔導師と再会を果たした。
オル
オルトロスの子犬。
五ノ村の下水道に落ちて、自力では脱出できない状態だったところを発見され、救助・保護された。
ゴールゼン王国の生き残りのテロリスト集団がこっそり五ノ村に持ち込み、大きく育ててから暴れされて村に被害を与えようとしたが、脱走されて下水道に落ち、テロの計画も発覚して未然に防止された。
捕獲後は人間の国への送還が検討されたが、受取拒否されることが想定されたため、大樹の村で引き取ることになった。
名付け親はグーロンデで、そのためかグーロンデを“主”として服従している。
この世界の多くの種族と同様に格付けを重視する性格で、大樹の村でも牛など四つ足の生物に勝負を挑むが全敗、四つ足最弱が確定している。
インテリジェンス・ボックス
ヒラクの転生より前に、空飛ぶ絨毯に載せての輸送中に誤って死の森に落下、そのまま放置されていた。
箱により得手不得手があり、最終的にそれぞれ得意な機能を活かせる職場に配属となった。

### 一ノ村の住人
ニュニュダフネ
大樹の村の「村人集め計画」によって移住した者たち。元は近隣の村が行った森林伐採による大規模な水害で住居地を追われた者たちで、大樹の村の農作物を育てた土を目的に移住を決意した。移住後は各村に数十人単位で分散し、警報伝達と夜の灯りの役割を担っていて、他にもヒラクから農作業開始の目安となる春の訪れの相談にのる事もある。一ノ村に残った者たちはこれらに加え、8年目の秋に作られたものの移住者の体格に合わず放置されていた設備の維持管理も担っている。狩りも行うが、「待機型」ゆえに成果は他種族より少ない。木であるため本来は全裸で暮らすが、大樹の村では外ならば着衣必須、屋内ならば不問となっている。
イグ【Igu】
一ノ村村長代行兼ニュニュダフネ代表。人型の姿になることは無く、基本的に切り株の状態で生活している。
ハーピー族
9年目の春にキアービットの指示で大樹の村を襲撃した者たちの一部と、その家族。仕える主は天使族であれば誰でもよく、襲撃の罪を帳消しにすることを条件にグランマリアの配下となった。その後移住希望者の17家族計42人が大樹の村に仮住まいしたのち、一ノ村に移住した。村での役割は高高度からの周辺偵察。
マッハ
ハーピー族代表。ハーピー族のベテランの1人。ハーピー族ゆえに当初は個体名を持っていなかったが、代表会議の際に不便であるため、天使族たちと相談したヒラクによって名付けられた。
人間
フーシュの息子の治療薬のお礼として、9年目に移住した者たち。男女のカップル10組（計20人）で、移住当初の年齢は10代半ば。元は孤児院に入れなかった孤児たちであり、コーリン教によって組織化され生活していた。リーダーのジャック以外の19人は移住後に火種になり得る内情を抱えたわけ有りだったが、それらはフーシュの尽力によってすべて解消された。19人の内情の内訳は、貴族の血縁者が3人、王族の血縁者が6人、伝説の盗賊の血縁者が1人、その身に聖剣を宿す者が1人、裏社会のボスの血縁者が1人、妖精とのハーフが1人、獣人族とのハーフが2人、そこそこよい家から家出した者が2人、竜族の鱗が背中にある者が1人、怪しい紋様が胸にある者が1人。15年目の夏には8人が勇者であることが判明した。
ジャック
人間代表。孤児時代から孤児たちのリーダーを務めていた。
モルテ
ジャックの妻。精霊魔法の使い手。
マルコス
一ノ村に住む男性の1人。時々名前を「マルクス」や「マルカス」と間違えられることがあるらしいが、本人はあまり気にしていない。力があり、足も速く、細かい作業も得意であると自負しており、路地裏生活時代は仲間から「万能」と称されていた。11年目に妻のポーラと共にビッグルーフ・シャシャートの経営担当となり、自身は同店の店長代理を務めることとなった。
ポーラ
マルコスの妻。「ポーラ」は偽名。13年目の秋に出産を迎え危険な状態に陥るが、無事に男児を出産した。
ブルーノ
一ノ村に住む男性の1人。本人曰く「そこそこのよい家の生まれ」。13年目の武闘会の一般の部で優勝を果たしたりと戦闘力が高い。
オーガス
一ノ村に住む男性の1人にして、15年目の夏に勇者であると判明した者の1人。マルコスとポーラの交代要員として、時々マルーラに移動している。得意料理は焼き鳥。
エルダートレント
1体のみで、固有名は不明。17年目の春、チェス用の変わり駒を作るための材料を探しに森に入ったヒラクが出会い、ニュニュダフネのイグを訪ねて来たことを聞いて一ノ村に案内したら、村の北側の森に定住を決めて根を張った。根から十分な養分を得られれば他の生き物を襲うことはなく、他の魔獣や魔物を近づけないとのことで、一ノ村の北方の守りの役割を得た。
定住の数日後、多数の子トレントを生んだ。これは、ニュニュダフネたちが世話をして育てている。

### 二ノ村の住人
大樹の村の「村人集め計画」によって8年目に移住したミノタウロスたち。総勢72人で、内訳は男性28人（大人20人、子供8人）、女性44人（大人29人、子供15人）。元は養蚕業を営んでいた者たちで、儲けに目が眩んだ領主の増産要求に応えられず税率を引き上げられたことで住居地を捨て、放浪していたところをドライムの部下に発見され移住を決意した。村での役割は農業と大樹の村から譲られた山羊を飼育して行う畜産。将来的には、再び養蚕も行いたいとの希望を持っている。大樹の村に派遣している「駐在員」2名は、最初に任命されたロナーナとミルアが交代することなく務め続けている。
ゴードン
二ノ村村長代行兼ミノタウロス代表。ミノタウロスの中でも、戦闘に特化した個体である男性。
ロナーナ【Ronana】
駐在員を務めている、ミノタウロスの女性の1人。身長は2m近くと、ミノタウロスの中では小柄だが、胸は大きい。怪我をした者を手当てしたりと気配りのできる優しい性格。8年目の冬にはその優しさに惚れたグラッツにプロポーズされたが、返答は保留中である。
ミルア
駐在員を務めている、ミノタウロスの女性の1人。

### 三ノ村の住人
大樹の村の「村人集め計画」によって8年目に移住したケンタウロスたち。総勢104人で、内訳は子供の男性30人と女性74人（大人40人、子供34人）。元は戦火に巻き込まれた城から逃亡した者たちで、避難のために移住を決意した。10年目の冬前には、先行移住者たちの知り合いである41人が新たに移住した。村での役割は農業、養鶏、健脚を活かした各村の間の連絡役。領主に仕えていただけあって、権力者（ヒラク）の傍で働くことに喜びを感じているため、彼を乗せる機会がある駐在員の役職は人気で、短期間で交代を繰り返している。
グルーワルド=ラビー=コール【Glueworld】
三ノ村村長代行兼ケンタウロス代表。ビーグ子爵筆頭従士の縁者の女性。村に到着した時は子供たちを守るためにヒラクに対し尊大な態度を取っていたが、直後にビーグ子爵の上司にあたるドロワ伯爵の娘であるラッシャーシですら大樹の村では「最底辺」であることを本人から聞かされ、村での自身の立場を痛感させられ愕然とした。その後、ヒラクに対する自身の不遜な態度について謝罪し、彼に許された上に激励の言葉をもらったことで村に忠誠を誓う。
村長のヒラクを日常的に乗せたいと願っているが、村長代行のため駐在員になれず気軽に村を離れることもできないため、願いがかなわないのが悩み。
10年目には、爵位を持つフカがグルーワルドに将来的に従うかを危惧したヒラクの提案で、ガルガルドから子爵を叙任された。ただし、この爵位は形だけのものであり、貴族の有する権利の大半を放棄する代わりに、発生する義務もすべて免除されている。
フカとともに来た者と結婚する（平民の相手と地位を合わせる必要がある）ために、子爵位を返上した。
フカ=ポロ
10年目に三ノ村に移住した少女。年齢は10年目時点で10歳。戦場になっている場所を取り戻すための大義名分のような爵位（男爵）を持つ。
グルーワルドの子爵位返上を前に（短期間でも自分がグルーワルドより上位にならないように）、男爵位を返上した。

### 四ノ村の住人
悪魔族
約500年前に天使族を追放し、太陽城を占領した一軍の子孫たち。総勢約60人。大半の者が武闘会・戦士の部の出場者に匹敵する戦闘力を持つ。
クズデン【Kuzuden】
太陽城の悪魔族と夢魔族を取り纏める「部隊長」を務める男性。太陽城を占領した英雄・クズーポンを曽祖父に持つ。ゴウからは「クズさん」と呼ばれる。
10年目の冬に太陽城が大樹の村に移動した際には、初めての戦争でテンションが上がっていたことやゴウが提案していたこともあり、立体映像を介し村に宣戦布告を行ったが、ヒラクの攻撃によって即座に降伏し、寒空の下に下着姿で土下座を行う羽目となった。その後、ヒラクたちとゴウとの交渉の際にはゴウによって強制的に太陽城の城主にされてしまい、太陽城が四ノ村となった後は四ノ村村長代行兼悪魔族代表に任命された。
夢魔族
天使族の従者として太陽城で暮らしていた女性たち。総勢約200人。特に戦闘力には優れておらず、悪魔族が太陽城を占領した際に即座に降伏し、同時に魔物に追い詰められたため、彼らと共同生活を送るようになった。食料は不安によって長時間の睡眠を志願した悪魔族の年配者たちで賄っている。
ウィナーウォルナ
夢魔族代表。
フォーグマ一家
太陽城の城主の補佐として作られた、16体の人工生命体。種族名は「マーキュリー種【Mercury】」。人間の姿にもなれるが、本来の姿は水晶石であり、こちらの方が燃料の消費が少ない。人間の姿であれば食事が可能だが、太陽城からエネルギーが供給されているため、食事をとらなくても活動できる。「式典長」イチ、「機関長」ハチ、「食堂長」ココ、「城主専属護衛」ツエ、「暴徒鎮圧要員」ハリは未登場。
ベル=フォーグマ【Bell】
太陽城の「副船長」にして、太陽城城主補佐筆頭（マーキュリー種代表）。神官の格好をした、長く白い髪を束ねた女性。予言に没頭した製作者によって、太陽城の隠し部屋を訪れた者にガルガルドを殺せるとされる真っ赤な刀身の剣「太陽の剣（たいようのつるぎ）」を渡し彼の弱点（背中に1枚ある鱗）を伝える役目を背負わされていたが、10年目の冬にヒラクが隠し部屋を発見したことで役目から解放された。
アサ=フォーグマ【Asa】
太陽城の「城主専属執事」。ヒラクからの第一印象は「中年執事」で、白髪混じりの頭髪と丸い伊達眼鏡が特徴。当初は大樹の村と温泉地を繋ぐ転移門の管理人を務めていたが、17年目以降は貴族学園でティゼルの世話係を務めている。
ヒー=フォーグマ
太陽城の「城内警備主任」。ベテラン戦士のような風貌の中年男性。一人称は「それがし」。12年目以降、ロクとナナと共に五ノ村でヨウコの補佐として働いている。万が一の時に五ノ村で編成される軍の中心となる予定。五ノ村の寡婦から人気があり、昼には彼女たちから多くの差し入れが渡されているが、律儀にすべて食べている。
ヨル=フォーグマ
太陽城の「兵装管理主任」。ウェーブがかかった長髪と眼鏡が特徴の美女。太陽城が財政難に陥った際に兵装を城主に売られ仕事を失った状態だったため、16年目の冬の終わりにトウによって転移門の管理を任された。
フタ=フォーグマ【Futa】
太陽城の「航海長」。ヒラクからの第一印象は「女魔法使い」だが、厳密には占い師である。外見年齢は30代超えで、胸は控えめ。自身の名前を好んでおらず、「フーちゃん」と呼ばれることを望んでいる。
ミヨ=フォーグマ【Miyo】
太陽城の「会計長」。7 - 8歳ほどの外見年齢の少女で、「幼女メイド」を自称している。
ゴウ=フォーグマ
太陽城の「操舵長」。本来の姿は白髪をオールバックに纏めヒゲを左右に伸ばし、執事服を着た初老の男性だが、11年目の冬までは太陽城の燃料節約のために水晶石の姿で過ごしていた。隔離されていたベルを除けば、10年目の冬時点で唯一活動していたマーキュリー種であり、クズデンたちからは指導者のような存在として慕われている。本人はそんな彼らを家族同然に思っており、太陽城が大樹の村に移動した際には彼らを守るためにあえて宣戦布告し相手を牽制させることを提案した。太陽城の城主を決める権限を持っており、当初はかつての城主だった天使族以外を城主と認めない姿勢を貫いていたが、城主に関する交渉をしに自身のもとを訪れたヒラクたちの戦力に戦慄した後は、あっさりとクズデンを城主に任命した。
ロク=フォーグマ
太陽城の「公務秘書」。眼鏡をかけた若い青年。ヒラクと出会った当初はクールな性格だったが、文官娘衆から大量の仕事を引き継いだ後は「熱血キャラ」に変貌した。
ナナ=フォーグマ
太陽城の「情報長」。ヒラクからの第一印象は「普通の村娘」だが情報収集に長け、多くの情報から必要な情報を取り出す処理能力と大事な情報を見落とさない勘を持つ。五ノ村を拠点に情報収集の取り纏めを行っている。
トウ=フォーグマ
太陽城の「城内船（ボート）管理担当」。船長のような服装の男性で、外見年齢は50歳ほど。元々は太陽城専属の飛行船「プローム」の船長だったが、太陽城が財政難に陥った際に城主に船を売られ仕事を失い、16年目の冬の終わりまで燃料節約のために眠りについていた。当初は貴族学園に移動するアサに代わって転移門の管理を担当する予定だったが、万能船の存在を知った後は転移門の管理をヨルに任せ、自身はヒラクに懇願し同船の乗組員となり、その3日後には実力で同船の船長に就任した。
イレ=フォーグマ
太陽城の「通信長」。15年目の祭りの開催前に目を覚ました。鍔の広い帽子を被り真っ黒な服装をした細身の男性で、外見年齢は30代ほど。太陽城ではカメラを使った「撮影」を仕事としていたが、太陽城にはカメラより性能が優れていた「遠見の魔法」が標準装備されていたため扱いはよくなかった。しかし、その技能をヒラクに気に入られ、15年目の祭りでは多くの撮影機材を導入し、祭りの運営に大きく貢献した。自身もカメラの良さに気づいてくれたヒラクに仕えるべき主を見つけたと喜んでいる。祭りの開催後はガルガルドの要望で、シャシャートの街で行われる野球の試合を撮影した。

### 五ノ村の住人
ユーリ
声 - 近藤玲奈
魔王国の王姫で、ガルガルドとアネの娘。首辺りまでの長さの白髪の少女で、外見年齢はフラウと同程度か少し下。7年目に学友たち（後の文官娘衆）にそそのかされて兵を集め大樹の村に攻め込もうとしたが、フラウによって阻止されたのち村に招かれ、その戦力を目の当たりにして戦慄する羽目となった。13年目以降は五ノ村の「魔王国管理員」（代官を置かない地域の視察員のような役職）を務めている。
テレビアニメ版では特に戦慄するような様子は無く、外（魔王国より外の世界）の事を知らなかったと語ったり、フラウが（ビーゼルの命令によるものなのだが）突然大樹の村に移住したことに怒ったりと浮世離れしたような印象を見せている。
ゲーテグルーテラーテセポネスト
先代四天王の1人。名前が長いため、周囲からは名前を覚えてもらえず「（元・先代）四天王の一人」と呼ばれている。現役時代は内政担当だったが、当時の魔王が政務関係に疎かったため、本人曰く「酷いの一言では表現できない」ほどの激務だったという。
ガルガルドと当代の四天王が極秘案件で利を得ていることを危惧し、11年目の冬にパルアネンと共にガルガルドのもとに事情聴取に向かうも「説明するより見た方が早い」と返され大樹の村に招かれた。そこで多数の亜人・魔獣・魔物を従えるヒラクの姿を目の当たりにし、彼が魔神であると思い込み崇拝するようになった。五ノ村の成立後はパルアネンと共に五ノ村でのヒラクの相談役を務めている。
パルアネン
先代四天王の1人。現役時代は書類相手に奮闘し、文官20人分もの仕事をこなしたことから、「闘将パルアネン」の異名で呼ばれていた。領主を務めている息子を持つ。魔法が使えない点からヒラクが魔神ではないことを見抜いたが、彼の戦績を聞いた後は「何かの神」が彼の正体であると結論付け、彼のために尽くそうと考えるようになった。
ピリカ=ウィンアップ【Pirika-Winup】
当代の剣聖。12年目時点で25歳の人間の女性。12年目にシャシャートの街の武闘会に参加し、優勝者を打ち負かしたガルフに弟子入りを志願した。フルハルト王国によって弟子とその家族を人質にされていたが、見かねたヒラクたちによって企てられた「極秘作戦」により全員が解放され、その後は彼らと共に五ノ村に移住した。
ダガやガルフに勝負を挑んだがまったく勝てなかったため、「剣聖」の称号を封印した。大樹の村の武闘会への参加を考えたがまったく勝てると思えず、ダガたちに相談したら「まず、キラーラビットを狩れること」という課題を与えられたが、キラーラビットの「未来視」の能力を知らなかったために何度も死にかけた。
アイギスの特訓を受けウィルコックスに専用の武器を作ってもらってからもキラーラビットに勝てず手詰まりに陥っていたが、ヒラクから「相手をよく見ろ」とのアドバイスを受け、ようやくキラーラビットを狩れるようになった。それでもガルフには勝てなかったが、ウィルコックスが作った剣と、その扱いを見たマークから「剣聖」を堂々と名乗ってもよいと言われ、封印を解除して武闘会に参加した。
ガルフの強さに惚れ込み、愛人になろうとした。ガルフの妻も、ヒラクの護衛という夫の栄えある仕事の継承者を得るべく、それを認めている。
フアノ
五ノ村の近辺に住む200人のドワーフの一団の長。魔王国で有数の鍛冶集団の技術を取り入れた鍛冶師。13年目に部下約30人が五ノ村でトラブルを起こし投獄されたことを知り、五ノ村に謝罪へ訪れた。その際に自身の鍛冶の腕を理解してもらうために、自身が打った斧をヨウコに渡すもガットからは宣戦布告と見なされ、「五ノ村祭」の名目で彼と鍛冶勝負を行う羽目となった。鍛冶勝負後には面倒な顧客として認知していたルー・ティア・皆殺し天使たちが五ノ村の関係者であることを知り、1度は五ノ村に関わらないことを心に誓うも、五ノ村の酒や料理の誘惑に負け、勝負の翌日以降は部下共々五ノ村に移住し鍛冶仕事を行うようになった。
ゴーンの森の樹王、ガレツの森の弓王
五ノ村の近辺に位置するエルフの里「ゴーンの森の里」と「ガレツの森の里」の代表を務めるエルフたち。樹王は真面目そうな雰囲気の中年男性で、木を操る魔法を得意としており、弓王は気の強そうな雰囲気の女性で、弓の扱いに長ける。自分たちの里の間で起きた争いをガルフたちに鎮圧され五ノ村に降って以降、五ノ村の外交官を務めている。
ロガーボ
五ノ村の北側で酒場兼娼館を営む魔族の男性。ヒラクからの第一印象は「普通の商店のオヤジ」。元は五ノ村の西側に存在する街で似た店を持っていたが、人間との戦争で焼かれてしまった。娼館やカジノが多い五ノ村の北側を取り仕切る「北側会」の一員。
ファイブ君
ヒラクが提案した、五ノ村のマスコットキャラクター。
キネスタ=キーネ=キン=ラグエルフ
エルフ帝国の皇帝の娘。エルフ帝国の滅亡時に人質として五ノ村に連れて来られて以降、そこで過酷な訓練を受ける日々を送っていた。16年目以降は訓練から逃れるために五ノ村の店の1つ「クロトユキ」の店長代理を務めている。
チェルシー / シュナイダー=イフカ
教会で働く聖騎士で、教会が確認している「本物」の勇者の1人。武闘会への参加を強く要望したため、15年目の武闘会の開催前にヴァルグライフとフーシュによって大樹の村に連れて来られた。当初は自身が女性であることにコンプレックスを抱き、男性名である「シュナイダー」を名乗っていたが、武闘会の予選で敗退したことで吹っ切れた。武闘会の開催後は、ダガとガルフの推薦で五ノ村の教会に所属し、ピリカのもとで剣を改めて学ぶこととなった。
ニーズ【Nid】
ヨウコの知人で、蛇の神の使いを務める「蛇神族【Snake God】」の女性。外見は厚着した銀髪の美女だが、ヨウコによれば「擬態」したものである。蛇の神の「大事な木（世界樹）が（大樹の村で）育ったから、急いでそこに参じなさい」という神託に従い、ヨウコの協力を得て15年目の冬に大樹の村を訪れ奉納舞を披露した。その後は蛇の神から新たに受けた神託に従い五ノ村で働いており、16年目以降は五ノ村の店の1つ「酒肉ニーズ」の店長代理を務めている。
ゴランド
五ノ村で商人をしている魔族の男性。当初はヨウコを担ぎ上げる派閥に属しており、ヒラクのことは「若造」「付け入る隙がある」と舐めきっていたが、15年目の冬に彼が竜族と対等に話をしているところを目撃した後は、「村長（ヒラク）には、気楽に関わってはいけない」と悟り、所属派閥も「村長派」に鞍替えした。
オクス
五ノ村警備隊の第十六分隊に所属する魔族の男性。趣味は訓練で、勤務時間外にも自身の鍛錬を怠らない。恋人を募集している。
ライタス=オールエー
「白銀騎士」の称号を持つ人間の男性。年齢は16年目時点で43歳。10歳の時に才覚を認められ、20歳の時にコーリン教の騎士となり、40歳の時に白銀騎士となった。16年目にピリカに会うために青銅騎士と赤鉄騎士と共に五ノ村を訪れるが、彼らがピリカの実力を確かめるために彼女を怒らせたことで3人共々彼女に倒され、以降は五ノ村警備隊の一員として活動している。
キスン=ホリイズ
赤鉄騎士の従者を務める人間の男性。年齢は16年目時点で30歳で、独身。裕福な平民の家の出身。普段の業務は「（赤鉄騎士に対する）苦情の受け付けと処理」で、カイザン王国の国王からも苦情係と認識されている。
ビーアナシスタ=クローム
ビーゼルの祖母。ビーゼルを「坊や」呼びするほどの高齢で、200年ぶりに再会したビーゼルが思わず「生きておられたのですか!」と驚愕したほど。
転移魔法の使い手で、若き頃のビーゼルに伝授した。
仕事は絵師で、ヴェルサの本の挿絵を描いている。ペンネームは「ビー婆」。
「聞き流せ」が口癖。
ビーゼルの母
本名不明。地下商店通りで仕立屋を営み、ユーリのドレスも製作した。
ロロネ
洋菓子店フェアリーフェアリの店長代理。獣人族の若い女性で、幼小の頃にハウリン村から大樹の村に移住した少女の1人。

### 南のダンジョンの住人
ジュネア
声 - 畑中万里江
ラミア族の族長。南のダンジョン内で生まれ育った。村の作物では、特にナスが好み。ヒラクから「胸を隠してほしい」と求められて以降、胸を隠さなかったせいでダンジョンを襲撃されたと思い込んでおり、子々孫々に服を着るよう伝える決心をしている。
スーネア
ラミア族の戦士長。次期族長の最有力候補。その強さからジュネアからは最も信頼されているが、同時に自身の強さを過信しがち、軽率な行動をしがちといった落ち着きに欠ける性格が懸念されている。

### 北のダンジョンの住人
死霊騎士（デスナイト）
死霊王によって白骨化死体から生み出された騎士。通常攻撃は効かず魔法攻撃も効果が薄い上に、剣の腕前もかなりよい。9年目に主人の死霊王がウルザに変化したことで主従のリンクが切れ、北のダンジョンを彷徨っていたところをヒラクたちに発見される。その後、ヴァルグライフの「騎士なのだから、何か使命を与えればいい」という提案に乗った結果、温泉地の番人となった。10年目の冬前にヒラクが温泉地を訪れた際には、いつの間にか3体に増えていた。13年目にはルーが作り出した魔粘土を身体に付けたことで肉体を得た。肉体を得た姿は美形の顔を持ち、細身ながらも筋肉が付いた体型をしている。
ラシャール、ダマルティ
温泉地に住む、ライオンの魔獣の夫婦。全長は3mほど。コウモリの翼を生やし、飛行できる。3頭の子供を持つ。死霊騎士が倒した魔物・魔獣を食べて生活している。
ウオ
巨人族の1人。温厚な性格。

### シャシャートの街の住人
イフルス
シャシャートの街の代官。魔王国の小さな貴族家出身の魔族の男性。文官としての才が認められ、11年目時点で40年間魔王国に雇われており、代官には5年前に就任した。

#### ビッグルーフ・シャシャートの関係者
ゴーロ以外は魔族。
ギルスパーク
イフルスの長男。年齢は11年目時点で20歳。父とは対照的に力と魔力に恵まれており、周囲からは魔王国軍の将軍になれるのではないかと目されている。11年目の少し前までは、魔王国の現体制に対し不満を訴え密かに活動家として行動していたが、フェアリーナに惚れたことを皮切りに足を洗った。ホットとは活動家時代の仲間にして親友であり、彼がビッグルーフ・シャシャートで奉仕活動を始めて以降は、彼を手伝うために自身も同店の従業員となった。12年目以降は、彼と共に同店の幹部のような役職を務めている。18年目に、フェアリーナとの結婚が本決まりになった。
フェアリーナ
両親が営むパン屋にて、売り子として働いている女性。親しい者からは「フナ」と呼ばれている。パンの材料である小麦とパンを焼く竃の燃料である薪の値上げが重なったため、店の存続の危機に直面していたが、ビッグルーフ・シャシャートの開店以降は同店にパンを卸すことになり、危機脱却どころか売り上げの倍増に成功した。ギルスパークとは恋人関係にあり、18年目にギルスパークとの結婚が本決まりになった。双方の両親は前々に許可していたが、フェアリーナがパンの研究を優先していたため、結婚は後回しになっていた。
ゴールディ
シャシャートの街の「裏の顔」として有名な強面の男性。路地裏生活者に仕事を渡す労働者派遣事業を生業としている。11年目に自身の庇護下にある少女たちを無許可で雇用したマルコスを脅そうとするも、彼からは怖がられなかった上に、ゴーロが彼を見た途端に腹を見せた光景を目撃し、以降は彼を危険視するようになる。後日、自身もビッグルーフ・シャシャートの混雑整理員として雇われることとなった。
ゴーロ
ゴールディが飼っている魔獣（魔犬）。見知らぬ者には吠え掛かったり噛み付いたりする、自身も認める凶暴な性格。その一方で、ハクレンの気配で気絶した時もその直前まで主人を守ることを考えていたりと、主人に対する忠誠心は高い。マルーラのカレーは自身の口には合わなかった模様。
ポッテ
11年目にポーラと出会いビッグルーフ・シャシャートの従業員となった、路地裏出身の少女。カウンターで注文を受ける業務を専門に行う従業員の代表格。年齢は11年目時点で12歳ほど。
ラゼック
11年目にビッグルーフ・シャシャートの従業員となった、路地裏出身の少年。昔から絵を描くことが好きで、これまで地面にたくさんの絵を描いてきたという。その経験で培った天才的な画力をヒラクに買われ、ビッグルーフ・シャシャートの店の看板を描く専門職に就いている。
シャイフル
約50年前に食料難に陥ったとある侯爵家の領地に食料を運んだことで爵位を授かったリーグ男爵家の嫡男。自身の身分を欠片も気にしない友人を持っており、その友人を恋人にクラスチェンジしようと努力している。王都の料理店で働いていた者を引き抜き雇うほどの美食家。11年目にマルーラのカレーを食べた後は、感動のあまり貴族を辞め同店の従業員となった。
会計担当
ビッグルーフ・シャシャートにて会計を担当している女性。夢見が悪く「消えた未来」の夢をよく見ていたが、夢に登場する人物が見知った人物であることを知って以降は見なくなった。12年目以降は会計主任を務めている。
ホット
アルバトロス子爵家の嫡男。外見年齢は20代前半で、黒い服を好み、頭には左右にヒツジの角の飾りを付けている。裏で商業ギルドの職員を脅してビッグルーフ・シャシャートに寄付を強要させ、同店が困ったところに現れ寄付を小額にさせることで謝礼を貰おうと11年目に企むが、職員がマイケルに尋問されたことで計画が露呈しガルフに捕縛された。捕縛当初は自身の身分を盾に抵抗していたが、ヴァルグライフによってガルガルドを呼び出されるや否や全面降伏を行った。降伏後はシャシャートの街のコーリン教神殿に身を預けられたのち、マルーラにて奉仕活動をすることとなった。
マルク
マリサの息子。11年目時点で15歳。母が営む店の手伝いをするための修行として、妹のサンと交代で屋台を営んでいる。ビッグルーフ・シャシャートの影響で一時期は屋台に客が来ない状態が続いていたが、ビッグルーフ・シャシャートのテナントとなったことで、屋台の売り上げを伸ばすことに成功する。
サン
マリサの娘で、マルクの妹。11年目時点で13歳。ビッグルーフ・シャシャートにテナントを置くという、マーロンの提案に最初に賛同した人物。
マリサ
マルクとサンの母。シャシャートの街で小さな飲食店を営む女将。夫は冒険者。

#### ゴロウン商会の会員
いずれも人間。
マイケル=ゴロウン
声 - 龍田直樹
ゴロウン商会の会頭で、シャシャートの街の有力な商人の1人。実直な性格で、村から交易希望の話が出た時は自ら村を訪れ直接ヒラクと会い挨拶を交わし、商会としての目的や希望も率直に述べた。
マーロン=ゴロウン
マイケルの長男で、ゴロウン商会の次期会頭。真面目な雰囲気の男性で、外見年齢は30代後半ほど。息子と娘を持つ。
ティト=ゴロウン、ランディ=ゴロウン
マーロンの従兄弟たち。ティトがゴロウン商会の会計責任者で、ランディがゴロウン商会の仕入れ総括責任者。
ミルフォード
ゴロウン商会の戦闘隊長。ゴロウン商会が永続雇用している護衛たちを纏める仕事をしている。若い頃は無茶をし名を馳せていたランク六の冒険者であり、その腕を買われ一時期は貴族の護衛として雇用されていたが、敵対者がいない退屈な生活に耐えかね辞職した。
サイドロウ
マイケルの義父で、ゴロウン商会の本店の店長。年齢は11年目時点で70歳を超えており、ゴロウン商会には60年勤めている。商会に勤め約30年が経った頃に娘がマイケルと結婚し、それ以降は娘の迷惑にならないように地方に出向していたが、11年目に呼び戻され忙しいマイケルに代わり現在の役職に就任した。
ロニー
マイケルの弟。

#### イフルス学園の講師
アットマ=ビエラス
魔法使いの吸血鬼。光魔法の第一人者で、魔法学と薬草学においては有数の研究者。ルーの弟子であり、そのことを常に自慢している。人付き合いを苦手としている。11年目に弟子のガブルスロー共々ルーとティアに勧誘され、イフルス学園の講師となった。
ガブルスロー=ザインバルツ
アットマの弟子で、老齢の人間の魔法使い。若い頃は優れた魔法使いとして各地で活躍し、国から資金を得られる立場になった現在では魔法の研究者としての道を歩んでいる。薬学においてはアットマを超えたと言われているが、本人は薬学よりも魔法学の方を中心に活動している。魔法の効率化に関する研究発表会には、魔法使いが競って集まると評判である。
マリアーナ=ゴロ
炎魔法の第一人者である魔族の女性。実験の過程で度々爆発事故を起こしており、ガブルスローから「爆発馬鹿」と揶揄されることもあるが、その研究によって魔王国軍の魔法による戦闘力を倍増させたと言われている。
ロバート
魔族の研究者。学生時代に優秀な成績を褒められたことが切っ掛けで研究者の道を志し、現在は「農地における土魔法の利用」を研究している。13年目に元同級生の勧めでイフルス学園に招聘され、その講師に就任した。その後、分かり易い説明が生徒たちに高く評価され、学園長によって講師の纏め役である「筆頭講師」に任命された。

### 魔王国の王都の住人
ガルガルド【Gullguld】 / キブスリー
声 - 郷田ほづみ
魔王国の現魔王。本名は「キブスリー」で、魔王に就任する前は一地方の貴族だった。8年目の武闘会の開催時に大樹の村を訪れて以降、ヒラクと交流を持っており、周囲からは彼の友人として認識されている。竜王のドースたちよりは立場が低く、力の差もあるため怯えている。魔王を名乗るに相応しい高い実力を持つもののクジ運が悪く、武闘会などではいつも格上とばかり当たる。娘のユーリに対しては、彼女の成長を認めたくない様子を見せ、交際を予想すると相手の男を殺すと豪語するなど、若干過保護である。大樹の村の子猫たちに懐かれており、自身も子猫たちをとても可愛がっている。妻のアネとの仲は良好だが、仕事の関係上離れて暮らしている。

#### 四天王
魔王国の内政（行政および法務）・外交・軍事・財務を担う大臣職。任命に当たってはそれぞれの職務に関する能力が重視され、戦闘力や貴族爵位などは考慮されない。現在は形骸化しているが、かつては勇者と戦うために魔王の部下として集う運命を持つ、強力な4人の亜人を指していた。
ランダン【Landan】
声 - 高橋伸也
四天王筆頭で、内政担当。魔族の男性。平民から四天王の座まで上り詰めた実力を持ち、魔王国の内政は彼で持っていると言われている。一方、ビーゼルから大樹の村の実態を聞いた途端に辞職を宣言し逃亡を図ったりと臆病な一面も持ち、9年目の祭りの開催時にヒラクと初めて対面した際も「私は完全に無抵抗だ。だから何かあった時、速やかに保護してもらえると嬉しい」と正直に発言し、四天王筆頭とは思えない弱腰ぶりで彼を呆れさせた。
ビーゼル=クライム=クローム【Besel】
声 - 上田燿司
四天王外交担当で、大樹の村と初めて接触を図った四天王。魔族の男性。クローム伯爵家当主で、周囲からは「クローム伯」とも呼ばれる。転移魔法の使い手。辞職を宣言し逃亡を図るランダンを止めたり、職務も爵位も放り出して大樹の村に住もうとするグラッツを泣きながら説得したりと、同僚絡みの苦労が絶えない。娘のフラウへの愛情は深く、孫ができた時には大喜びして周りに自慢した。
シルキーネという妻がいる。四天王になってからは王都常駐になったため、領地の統治は妻に任せて別居となっている。この別居は魔王ガルガルドと貴族学園長アネの夫妻と同様に業務上やむを得ないもので、決して不仲という訳ではない。
グラッツ=ブリトア【Glatts】
声 - 笹沼晃
四天王軍事担当。ブリトア侯爵家当主。身長3m超えのミノタウロスの美男。後方の指揮に関しては天才的で西方軍総司令を任されているほどだが、本人は前線で戦うことを望んでいる。ロナーナとの結婚も望んでいるが、彼女は「村長の許可がなければ駄目」、ヒラクは「当人の気持ちを尊重して、ロナーナがお前と結婚したいと言わない限り許可できない。また、権力や暴力で脅してもいけない」としているため様子見となっている。それ以降は祭りなどの機会に村を訪れてはロナーナと楽しく談笑しており、関係は非常に良好。17年目頃には大樹の村でロナーナと半同棲生活を始め、王都へはビーゼルの転移魔法で毎日通っている。
ホウ=レグ【Hou-leg】 / コネギット
四天王の紅一点で、財務担当。レグ家の六女。背中に真っ赤な翼が生えた魔族の女性。外見年齢は20代だが、ランダンよりも年上である。大樹の村の酒の存在を知らせなかったビーゼルに対し、戦争を仕掛けようと本気で考えるほどの酒好き。裏では「コネギット」という偽名を使い貴族学園に在籍しているが、14年目にシールに惚れて彼の妻となることを決め、16年目には彼と結婚を果たした。

#### ガルガルド貴族学園の関係者
ゴール【Goal】、シール【Seal】、ブロン【Bron】
『獣人族の男の子の学園生活』における主人公（語り手）。大樹の村で育ったハウリン村出身の獣人族の少年3人。3人共に血縁関係はないが、本人たちは兄弟以上の繋がりがあると思っている。14年目の春に村を離れ、貴族学園に「男爵家当主相当」として入学した。村の子供たち（特にアルフレート、ティゼル、ヒイチロウ）が後に学園に入学した時に失敗させないために、ルー、ティア、ライメイレンから学園の偵察の使命を与えられている。それと同時に自分たちの恋人を探すことも目的となっている。決闘を仕掛けたギリッジ侯爵に勝利した後は、学生が侯爵に勝利したという事実が魔王国の秩序を乱すことを危惧したアネによって、「（決闘の）昨日より学園の教師として雇われていた」ことにされ、以降は教師として学園生活を送っている。
村の生活水準を大きく下回っていることから寮生活はしておらず、放課後は自分たちで家作りや狩りを行っている。学園生活10日目にはそんな彼らの活動に感化された生徒たちによって「領民生活向上クラブ」が結成された。クラブ結成後はもっと美味しい物を食べたいと考える生徒が増えたため、生徒たちに料理を教えるようになった。教師となった後もクラブ活動は続いており、作る料理の美味しさもあってかなりの大所帯となっている。自覚はないが大樹の村で育ったために戦闘力は魔王軍の一般兵を遥かに上回っており、彼らの授業には本物の兵士が参加することもある。当初の予定とは多少異なるものの3人揃って有名になったため目的の恋人探しも順調で、16年目にはゴールはエンデリとキリサーナ、ブロンはアレイシャ、シールはアイリーン、ロビア、コネギット（ホウ）を含む9人の女性と結婚を果たした。
アルフレート=マチオ【Alfred】
7年目に誕生した、ヒラクとルーの息子。名づけ親はルー。ヒラクも名前を考案したが、こちらは却下された。第1子で次期村長になる可能性が高いことから、尊敬する父のようになるべく努力している。昔の母親や曾祖父のように中二病を患っている。17年目の春にティゼルとウルザと共に大樹の村を離れ貴族学園に入学した。
テレビアニメ版では誕生が遅れており、それに関連する出来事（ラスティの襲撃など）も内容が変わっている。
ティゼル=マチオ【Tiselle】
7年目の秋に誕生した、ヒラクとティアの娘。将来はアルフレートの補佐を務める予定である。頭の回転が早い。母親と同じく地面からゴーレムを生成できるが、精密に操作できない全長12mのものを1体しか出せない上に、地面に触れ続けないと形を維持できない。
何かとトラブルを起こすため、腰に紐を結わえられ、保護者（魔王、アサなど）に常時つながれて監視下に置かれている。
弟のトラインに結婚話が持ち上がり（と言っても、キアービットからの希望表明の段階）、結婚は姉の自分が先だろうと思い、自分の結婚相手が誰なのかヒラクに聞こうとした。
ウルザ=マチオ【Ursa】
声 - 悠木碧（ドラマCD）
9年目にヒラクとハクレンの養女となった「死霊王の本体」。特徴的な髪色をした少女で、初登場時の外見年齢は5 - 6歳。若返ったことでウルブラーザや死霊王だった頃の記憶はないが、技能のみは引き継いでいる。蘇生した経緯から当初はハクレンを嫌っていたが、彼女の鱗をアースの補強に使用したことを知った後は関係はよくなった。それと同時に心優しい義父のヒラクも慕っている。
ウルブラーザ
フルハルト王国、ガルバルト王国、ガーレット王国が1つの国だった頃に国を治めていた「英雄女王」。最期は当時の魔王と相討ちとなった。
死霊王
落神によって、動く死体として蘇ったウルブラーザ。落神の抗えぬ命令により、彼の封印を見つけ解くべく行動を開始した。土兵や死霊騎士を生み出したり、催眠術を使い魔獣を使役したりする能力を持ち、これらを駆使し順調に計画を進めていた。しかし、9年目に2つ目の封印を発見したところで当時不機嫌だったハクレンと遭遇し、出会い頭に彼女に蹴られ聖属性のブレスをしこたま叩き込まれ、反転しウルザとして蘇生した。
アース / 土人形
ウルザが土兵の核を使って生み出した15cmほどの泥人形。当初はウルザに抱きつかれると崩れるほどに身体が脆かったが、ヒラクがハクレンの鱗を砕いた粉を混ぜ込んだ結果、強度が向上した上にグラップラーベア並の戦闘力を獲得した。大樹の村ではウルザの部屋のルームキーパーを務めていた。
13年目にはルーが作り出した魔粘土を身体に採用したことで、自身の姿を変幻自在に操れるようになった。以降は外見年齢が20代中ほどで、身長が180cm超えの執事服の男性の姿で活動している。ただし、元が土であるために物に触れる場合は手袋が必須である。17年目の春以降は貴族学園でウルザの世話係を務めている。ゴールゼン王国の滅亡後は、ゴールゼンの甘言に乗り反乱を起こした魔王国の地方領主に仕えていたメイドたちを雇い、王都でメイド喫茶「ウルザーズ」を開店した。
メットーラ / ダンダジィ
混代竜族最強の座に君臨する、青白い鱗を持つ氷竜。ドライムと殴り合えるほどの戦闘力を持つ。人間の姿は外見年齢が30代ほどで、ロングスカートのクラシックなメイド服を着た女性。本名は「ダンダジィ」だが、本人がその響きを気に入っていないことや、本名を名乗ると混代竜族最強の座を求める者に勝負を挑まれることから、普段は「メットーラ」を名乗っている。17年目の春以降、貴族学園でアルフレートの世話係を務めている。
アネ=ロシュール
ガルガルドの妻で、貴族学園の学園長。外見年齢が30歳ほどの魔族の女性。ふだんの姿は学園長としての威厳を保つために魔法で変化させたものであり、本来の外見年齢は13 - 15歳ほどである。姉を名乗り本来の姿で幼少期のユーリに会ったことがある。
エンデリ=エリカテーゼ=プギャル【Enderi】
プギャル伯爵家の七女。金髪を巻いた小柄な魔族の女性。貴族学園には14年目時点で3年在籍している。攻撃魔法を得意とする。
ゴールたちが貴族学園に入学して最初に出会った生徒。ゴールたちの知らない間に領民生活向上クラブに所属しており、彼らがギリッジ侯爵との決闘に共に参加する戦士集めに奔走していた際には、最後の最後で決闘への参加を申し込み、彼らが戦士集めに失敗し決闘で不戦敗となることを防いだ。14年目以降はゴールと交際を続けていたが、16年目にはキリサーナと共にゴールと結婚することとなった。
キリサーナ=ランドリッド=グリッチ【Kirisana】
グリッチ伯爵家の五女。エンデリの親戚・ライバル・友人で、彼女に似た容姿の魔族の女性。エンデリがゴールと婚約した後は、嫉妬から彼女の結婚を妨害しようと企むが、16年目には彼女と共にゴールと結婚することとなった。結婚が決まった当初は父に結婚を反対されていたが、「決闘」の名目で叩きのめし強引に認めさせた。
アイリーン
トロイ子爵家の長女。14年目時点で21歳の魔族。「魔王国の貴族に必要なのは強さ」というかつての父の教えに従い剣の腕を極めており、家では1番の強さを誇っている。また、「黙って動かなければ、百年に一人の美人」と言われるほどの美貌を持つ。ゆえに求婚相手もそこそこいるが、本人は「自分より強い者でなければ結婚しない」としており、これまで「決闘」の名目で求婚相手と戦い打ち負かしてきたため、結婚相手が決まっていない状態が続いていた。そのことを父からも危惧されていたが、14年目に見合いの場から貴族学園に戻った矢先に出会ったシールに彼が教師だと知らずに挑み、手も足も出ずに敗北し彼の妻となることを決めた。それ以降は同様にシールに惚れたロビアとコネギットと共に、彼に近づく女性を牽制しつつアプローチを続けていたが、16年目には彼と結婚を果たした。
ロビア
リーブス子爵の娘で魔族。攻撃魔法に関しては「（教師も含め）学園で一番」と自負している。アイリーンと同様に「自分より強い者でなければ結婚しない」としている。攻撃魔法以外なら自身を凌ぐ魔法技能を持つ兄がおり、彼が貴族学園で教師を務めていたことが自身が貴族学園に入学した理由だが、入学後に急にイフルス学園に異動してしまった。アイリーンのことは「数少ない魔法の使い手」と認めており、攻撃魔法と剣術の組み合わせでは彼女に勝てないという。
14年目にゴールたちが高い魔法技能を持つことを友人から聞き、彼らに興味を持ち始める。アイリーンがシールと戦い敗北する場面を目撃した後は、勘違いによってそのまま「教育」の名目でシールに勝負を挑むも自身も敗北し、彼の妻となることを決めた。16年目には彼と結婚を果たした。
アレイシャ【Aleisha】
貴族学園の事務担当。髪を後ろで縛り、眼鏡をかけた魔族の女性。年齢はブロンより15歳年上である。書類仕事が得意なブロンと仲が良く、16年目には彼と結婚を果たした。
メネク
ヤギの頭部を持つ魔族の男性。年齢は15年目時点で40歳。他者を圧倒する力や高難度の魔法を軽々と扱える頭脳と魔力を持ち、自身を人間のみならず魔族も恐怖のどん底に叩き落した古の魔族の王「バフォメットのダセキ」そのものであると思い込んでいる。初登場時は無職で、就職のためのコネを作るべく15年目に仲間と共に貴族学園内に不法侵入しパーティーを開いたことで学園の衛士に捕まるが、事情を知った衛士によって解放され、以降はゴールたちが所有する牧場の管理人を務めている。
イースリー=イレブンエイト
人間の少女で、ゴールゼン王国の情報統括部に所属していた潜伏暗殺者。16歳。特技は、急所突き。
たった1人を殺すために5歳の頃から鍛えられ、ターゲットを知らせる指令を待っているが、ターゲットが決まる前にゴールゼン王国が滅び情報統括部は廃止解散で、未来永劫その指令が来ることはない。
魔王国の王都への潜入のため、貴族学園に入学した。
ウルザの友人の扱いで大樹の村を訪れたが、吸血姫や天使族、竜族といった錚々たる村民の存在や、クロとユキに睨まれたり、デーモンスパイダーに囲まれたりして何度も気絶し、すっかり戦意を喪失した。

#### ダルフォン商会の関係者
トニー以外は魔族。
デリンテッド
ダルフォン商会の現代表。外見年齢が30代ほどの男性だが、実年齢は150歳を超える。17年目にダルフォン商会が担う魔王国の食糧生産と価格調整がゴロウン商会の勢力拡大によって不安定になるという問題が発生したため、シャシャートの街に出向きゴロウン商会に問題の解決に協力するよう交渉を続けていたが、リドリーを介して事情を知ったティゼルによって彼女たちの貴族学園の入学祝いの食事会に招待され、同じく招待されたマイケル、ガルガルド、四天王、ミヨと話し合ったことで問題の解決に成功した。
リドリー=ベイカーマカ
ダルフォン商会の候補者の1人。外見年齢が40歳ほどの膨よかな女性。デリンテッドを強く支持しており、商会内では彼が不在中の有事の際に商会を指揮する立場にある。17年目にギリングとマスクンドと揉めたティゼルをダルフォン商会の拠点に招待し、2人に代わって彼女に対して謝罪を行った。その後はティゼルの「友人」となった。
ギリング、マスクンド
17年目にゴールゼン王国にそそのかされ悪事を働き捕縛された、ダルフォン商会の候補者の2人。ギリングは王都を襲撃するために王都の地下にトニーを飼い、マスクンドは「裏街」（犯罪を請け負う組織）を「清掃」したビーゼルに対して嫌がらせを行うためにトニーを利用してティゼルを攫おうとしていた。両者共にゴロウン商会と同規模の人数の部下がおり、捕縛後は彼らがトニーに代わってアルフレートたちを襲うが一蹴・捕縛され、後日全員がウルザの「友達」にされた。
トニー=アルマージ
ギリングが飼っていた死霊（リッチ）。魔法陣を使い、スケルトンを召喚できる。「死霊王が配下の一人」を名乗っているが、死霊王が落神の封印を解こうとしていたことを知らなかったため、アースからは「騙り」と見做されている。17年目にマスクンドに利用され、ダルフォン商会傘下のチンピラ集団「アリシッド団」を雇いティゼルを攫おうとするが、上述した「騙り」がアースの怒りを買い彼によって消滅させられた。
ルルサ
荒事を担当する、ダルフォン商会の候補者の1人。17年目にリドリーに招待されダルフォン商会の拠点を訪れたティゼルを襲撃者と勘違いし迎え撃つも、一蹴された上に援軍として雇ったオージェスたちにも裏切られ捕縛された。

#### その他の魔王国の王都の住人
ヴォルグラフ=ゴフリル
ゴフリル子爵家の嫡男で、次期当主。10年目時点で12歳の魔族。優し過ぎる父を補う「ゴフリル家の厳しさ担当」を自称しており、父が会議やパーティーに参加する際には、妙な約束をしないよう毎回注意を行っている。
結婚を望むほどフラウに憧れているが、10年目にランダンの妹との見合い話が自身のもとに舞い込み、断る口実も思い付かず苦悩する。それからしばらくは現実逃避のためにシャシャートの街に滞在していた。その後迎えた見合い当日には、振舞われたランダンの妹の手料理（ランダンがガルフから入手した大樹の村産の調味料を使ったもの）に夢中になってしまい、その間に話が纏まり彼女との結婚が決まってしまった。
コークス
冒険者チーム・ミアガルドの斧に所属する冒険者。魔族だが魔力には恵まれていないため、剣を主体に戦う。チームリーダーではないが、チームメイトを含めた周囲からはチームリーダーとして扱われている。仕事でピンチに陥ったところをゴールたちに救われて以来、彼らとはそれなりに親しい。
フォーオ
「北の守り」と称される、大岩ほどの大きさのクモ。種族は「フォレストガーディアン」とされている。現在の王都ができた時（約1000年前）からミアガルド地方に生息している。14年目に“混ぜ物”に襲われたゴールたちの前に現れ、“混ぜ物”を吸い込み平らげ去って行った。その正体はデーモンスパイダー系統の魔物であり、代替わりも行われている。当代のフォーオは、5年前に大樹の村を巣立ったザブトンの子（オス）であり、妻子持ち。
リグネ
ハイエルフ・リフ氏族の戦士長で、リアたちの母。娘たちとはハイエルフの村の滅亡時に生き別れていた。約50年前に一族が管理していた遺跡に戻りそこで役目を全うしていたが、14年目の冬に遺跡に侵入したゴールたちと出会ったことで、大樹の村で娘たちと再会を果たした。その後は魔王国に譲渡したことで「魔王国管理物件」となった遺跡の管理者に就任し、さらに貴族学園で訓練を行う軍の教官として、ゴールたちに雇われることとなった。行う訓練の内容は分かり易いが厳しいため、娘たちからは苦手意識を持たれている。
オージェス、ハイフリーグータ、キハトロイ
混代竜族の女性3人。オージェスが炎竜族、ハイフリーグータが風竜族、キハトロイが大地竜族である。魔黒竜の候補者であり、魔黒竜を決めるための試練を与える役目を持つギラルに会うために、15年目の武闘会の開催前に大樹の村を訪れた。しかし、与えられた試練はいずれも大樹の村の村民との戦闘が含まれていたため突破できず、試練後はアイギスに人生相談をするほどにまで落ち込んだ。武闘会の開催後はガルガルドの下で働くこととなり、魔黒竜の一件は横に置いて当面は修行を頑張ることを決意した。
アーサー
とある村でネズミ退治で活躍していたオスのネコ。15年目の冬にガルガルドによってミエルたちのパートナー候補として大樹の村に連れて来られたが、彼女たちから拒否されたため、以降はガルガルドのペットとして王城で飼われている。ゴーズラットを王城から一掃したことから、ガルガルドの部下たちからは「食料庫の騎士」と呼ばれている。
ワトガング=プギャル
プギャル伯爵家当主で、ハウリン村の領主の寄親。魔族の男性。親戚のグリッチ伯爵とはライバル関係にあるが、利害が一致すれば協力することもある。自身と同じ伯爵家当主でありながら四天王でもあるビーゼルもライバル視しているが、彼が激務に追われていることは理解している。自身専用のキューを自身の領内の木工職人に作らせるほどにビリヤードに嵌っている。四女のクラカッセが仕える主（ヒラク）が何者か気になっているが、プギャル家の当主に備わる神託のようなスキルが「関わっちゃ駄目」と忠告しているため詮索はしていない。

### その他の魔王国内の住人
シルキーネ=クローム
現クローム伯爵夫人、つまりビーゼルの妻。高齢のビーゼルよりも年上だが、見た目は娘のフラウレムより幼い上、言動も若く美少女にしか見えない。
家族愛は深く、ビーゼルを「ビー君」、フラウを「フラちゃん」と呼ぶ。
四天王として王都に常駐となった夫に代わり、クローム伯爵領に残って領地を治めている。11年目の冬に、ヒラクへの挨拶のために大樹の村を訪れた。
化粧品の製造販売に携わり、主力商品の原料供給源であるメレオカーンを複数飼育している。
コン
銀孤族の族長。「コン」は族長を示す名で、襲名制。当代のコンの襲名前の名は、グレ。
ヒラクに殺意を向けかけた瞬間、万能農具が姿を変えた槍に貫かれ致命傷を負う。世界樹の葉で辛うじて命を取り留めるが、その後しばらくは人の姿になれなかった。
ベルバーク=ルチョイス
魔族の老人。1,000歳を超えている。名誉公爵。元は子爵だったが、800歳ぐらいの頃に血縁者（曽孫か玄孫）に譲った。現在は、元の子爵領で隠居の身。

### 大樹の村の外部の神代竜族およびその従者
多くが武闘会に出場または観戦のため大樹の村を訪れ、武闘会の終了後もヒイチロウほか竜族の子供たちを可愛がるため、長期間にわたり村に滞在することが多い。
ドース【Dors】
竜族の族長。「竜王（エンペラードラゴン）」の異名を持つ。人間の姿はダンディな中年男性。ふだんは北の大陸に住んでいる。先々代の魔王を引退に追い込んだ過去を持つ。交戦的な一面があり、ガルガルドやギラルと戦いたがることもある。
7年目にハクレンが大樹の村を襲撃した際、事情説明の為身内と共に大樹の村に来訪。ハクレンに奉仕を命じた。
テレビアニメ版ではハクレンの襲撃時には登場しておらず、ハクレンはドースからの命令ではなく自主的に大樹の村に居座っていて、その後保管しきれない作物を神代竜族たちにおすそ分けする際にハクレンから存在を語られたのみで、これらの経緯から大樹の村に直接来たことは無く、ヒラクとの面識もない。
ライメイレン
ドースの妻。「台風竜（ハリケーンドラゴン）」の異名を持つ。人間の姿は優しそうな中年女性だが、性格はドースよりも凶暴だとされている。ふだんは南の大陸に住んでいる。1体でも山を崩せる力を持つ分身を最大16体まで作り出せる。孫のヒイチロウが産まれて以降は彼を溺愛している。
テレビアニメ版ではドースと同様にハクレンが存在を語っているのみで、本人は登場していない。
ドライム
声 - 稲田徹
ドースとライメイレンの長男（第3子）。死の森の魔物の南下を防ぐ役目を担っているため、「門番竜（ゲートドラゴン）」の異名を持つ。鉄の森のワイバーンを撃墜したヒラクとの敵対を避けるために、グッチの助言で6年目に大樹の村を訪れ友好を結んだ。ヒラクが最初に出会った竜族である。竜の姿は全長30mで、人間の姿は気弱そうな長身の中年男性。その外見通り、初対面の相手との会話を苦手としている。
村の料理と酒をいたく気に入っており、初来村時に移住を宣言したほどであるが、門番竜としての仕事を村で行うと迷惑になるとグッチに指摘されたため、移住は渋々諦めている。足しげく村を訪れては飲食しつつヒラクに対して愚痴をこぼすため、彼からは「居酒屋と勘違いしていないか?」と呆れられているが、来訪の度に飲食分を大きく上回る価値の手土産を渡している。あまりに来村頻度が高い上に来村時には必ず1泊するため、村内には大きな別荘が1軒用意されている（このことが後にラスティとグラッファルーンに浮気と誤解され、7年目の大樹の村への襲撃へと繋がった）。ラスティの移住以降は娘の顔を見ることを口実にさらに来村頻度が上がったが、ハクレンの移住後はハクレンを避けるため頻度が大きく下がった。ラスティが子供を産んで以降はそれなりの頻度で来村している。
当初のハウリン村との交易には運搬役をかって出たことがあるほか、のちに二ノ村の住人となるミノタウロス族の輸送後もしばらく大樹の村に滞在して見守るなど、世話好きの一面も見られる。
特にダイコンが大好物で、大樹の村での収穫は必ず自ら行うようになった。ダイコン料理の研究にも熱心。
ドラゴンの雌は自分の結婚相手が産まれそうになると、それを察知し確保しに行くという習性があるのだが、ドライムの場合は卵の時点では誰も来なかったため雌が生まれると勘違いされた（実際は後の妻となるグラッファルーンの方が遅れて生まれた）ために、上記のようにやってもいない浮気を疑われる、身内であるラスティやハクレンが大樹の森に襲撃をかけ、襲撃阻止や事情説明に駆り出されるなど、不憫な扱いを受けることが多い。
グラッファルーン
声 - 日笠陽子
ドライムの妻。竜の姿は白くドライムより少し大柄で、人間の姿は金髪の美女。「白竜姫（ホワイトドラゴン）」の異名を持つ。7年目に大樹の村を襲撃したラスティを撃墜しようとしたヒラクを止めるため、殺気を放ったため彼に槍で撃墜されかけるが、旧友だったザブトンの裏からの援助とグッチの介入によりことなきを得た。
結婚前にはドライムによくちょっかいを出しており、彼の姉であるハクレンに何度も追い払われていた。その時の恨みは結婚後の現在も忘れておらず、第2回武闘会の模範試合でハクレンと対戦した時は激闘を演じた。
グッチ
声 - 浦田わたる
ドライムの従者である、古の悪魔族の男性。ドライムにとっては知恵袋のような存在。名前は魔王国でポピュラーな童話の悪役のそれと同じである。
スイレン
ドースとライメイレンの次女（第2子）で、ドライムの次姉。「魔竜（スペルドラゴン）」の異名を持つ。人間の姿はキツそうな目をした女性。
マークスベルガーク
スイレンの夫。愛称は「マーク」。「悪竜（イヴィルドラゴン）」の異名を持つ。人間の姿は強面でマッチョな男性。西方の人間の国を縄張りにしている。ヴァルグライフには自身の誕生時に世話になったらしく、彼の頼みは断れない。
セキレン
ドースとライメイレンの三女で、ドライムの妹。炎竜族を従えているため、「火炎竜（ファイアードラゴン）」の異名を持つ。人間の姿はゴージャスな巻き髪の女性。クォルンとの結婚話をまとめてもらうべく、弟のドマイムに続き大樹の村を訪れ、ヒラクの助言を求めた。
ドマイム
ドースとライメイレンの次男で、ドライムの弟。人間の姿は美青年。顔を合わせると苛められていたために苦手としているクォンとの結婚を強要され、8年目の冬に大樹の村に逃げ込む。これにはクォンからのアプローチのみならず、クォルンとの結婚を目論む姉のセキレンからの強い圧力もあった。その後、ヒラクの提案でクォンと同時に相手への要望を紙に書かせ、お互いに交換し合ったことで吹っ切れた。
ギラル
「暗黒竜（ダークドラゴン）」の異名を持つ竜。名前は襲名したもので、本人は7代目。人間の姿は渋い雰囲気の中年男性で、声も渋い。グラッファルーンは姪（兄の娘）にあたる。ドースの永遠のライバルで、竜王である彼に従わない派閥の筆頭だったが、9年目の冬に突如彼に謝罪を行った。ヒラクとは、10年目に娘のグラルの付き添いで大樹の村を訪れた際に知り合った。娘のグラルを溺愛しており、彼女が村の住人になってからは度々村に遊びに来ている。
クォライン
ライメイレンの弟。ドースとギラルの一族に次いで有力な竜の一族の代表だが、実力は鉄の森のワイバーンよりも劣る。クォンとクォルンをドースの一族に送り込んだ。
クォン
クォラインの娘。人間の姿はドレスを着た、長い黒髪の女性。ドマイムに結婚を迫り、彼が大樹の村へ逃亡する原因を作った。本人はドマイムが望む通りの妻になろうと決めていたほど彼に惚れていたが、言動などから苦手意識を持たれていた。お互いの本音を伝え合って以降は良好な関係を築いている。
クォルン
クォラインの息子で、クォンの弟。セキレンの夫（8年目時点では夫候補）。

### コーリン教の教徒
ヴァルグライフ【Valgreif】
声 - 小野大輔
コーリン教の宗主（トップ）。吸血鬼の始祖で、ルーとフローラの祖父。ルーからは「始祖さま」と呼ばれているため、ヒラクからは「始祖さん」と呼ばれる。初登場時点ですでに4000年の時を生きているが、外見は若い。創造神とは自身の誕生時に出会い、「ちょっと変わった体質（吸血鬼）だけど、頑張るように」と励まされて以降、彼を崇拝している。ルーが出産したことを聞き、8年目の春に密かに大樹の村を訪れたが、ヒラクが彫った創造神像を前に隠れることも忘れ崇拝していたところをヒラクたちに発見された。その後、ヒラクに懇願し新たな創造神像を彫ってもらい、以降は村と交流を持つようになった。
非常に気さくな性格で基本的に誰に対しても砕けた口調で話すが、ヒラクに対して話をする時や宗教関係の話をする時には丁寧な口調になることがある。楽しいこと・面白いことが大好きで、村主催の祭りには毎年欠かさず観客や飛び入りスタッフとして参加している。自身と同じく創造神と直接会い言葉を交わした者であるヒラクに対しては、強い親近感を抱いている。
長い生の中で数多くの名を名乗り、ルマニ=ブラン=トランシルヴァーと名乗っていた頃にはヴェルサと夫婦だった。
ヴェルサとの結婚直前～結婚中は中二病の最盛期で、その間の言動は今となっては最悪の黒歴史となっている。
フーシュ
コーリン教の大司祭の1人。穏やかな人間の美女だが、目的のためならば手段を選ばない「悪辣フーシュ」と呼ばれる一面も持つ。人間の国では、訪れると大パレードが行われるほどに有名である。9年目の祭りの開催時にヴァルグライフと共に大樹の村を訪れ、ヒラクと知り合った。祭りの開催後は、ヴァルグライフの口添えもあり難病を患った息子の治療薬をルーとフローラに調合してもらうこととなり、薬の完成まで村に滞在し大樹の社で終日祈りを捧げた。その結果、祀られていた神像が光り出すこととなる。
オブライエン
コーリン教に所属する神官戦士。10年目時点で30歳の人間の男性。『弱者の目』と呼ばれる、相手の力を感覚的に見られる目を持つ。10年目にコーリン教の司祭の依頼で、大樹の村に移動するジャックたちの護衛を担当したが、村に着いた際に村民たちの異常な戦力を目の当たりにしたことで失神した。

### 海岸のダンジョンの住人
ヴェルサ=ミラ=トランシルヴァー
数千年にわたりダンジョン地下深くの屋敷に住んでいたが、現在は大樹の村に在住。詳しくは、ヴェルサ=ミラ=トランシルヴァーを参照。
エルメ
屋敷でヴェルサの世話をしていたメイド。仕え始めたのは、二千年ほど前らしい。
大樹の村や五ノ村へ移住した様子はないので、屋敷に残って屋敷と莫大な量の本の維持管理を担当しているものと思われる。
他に、コリーとハーキンという見習いメイドがいる。

### 天使族の里の関係者
全員が武闘会から次の春まで大樹の村に滞在し、冬の間はコタツから離れたがらない。
マルビット【Malbit】
天使族の族長で、キアービットの母。天使族の中では、ティアに次ぐ強さを持つ。きっちり几帳面な娘とは反対に、おっとりほんわかした性格をしている。一方で族長らしく真剣に物事を考えることもあり、ヒラクにアドバイスを送ることもある。
娘のキアービットが放り出した“天翼巫女（ガーレット王国の巫女職）”を、ゴービットの偽名で代行している。
チェスの名手で、クロヨンと大樹の村のチェスチャンピオンの座を争っている。
ルィンシァ【Ruincia】
マルビットの補佐長で、ティアの母。娘との仲は悪くないが、二人きりだと照れてうまく話せず、背中の翼の微妙な動きのみで意思疎通を行う。そのため当初はティアに子供ができたことどころかヒラクと結婚したことすら知らず、帰ってきたキアービッドから話を聞きマルビットを追いかける形で大樹の村を訪れた。心優しく可愛い孫をつくってくれたヒラクに対して好感を持っており、世界樹の苗木を贈ったこともある。
スアルロウ【Sarurou】
スアルリウとスアルコウの母。若い外見の上に背が低いため、ヒラクからは「（娘たちの）妹にも見える」と称されている。ティアの前に「最強」や「殲滅天使」と名乗っていた武闘派で、天使族の最過激派閥「ロヒエール派」の筆頭。
ラズマリア
グランマリアの母。ゴージャスな髪と胸、落ち着いた物腰、柔らかい笑顔と言葉が特徴で、ヒラクからは「天使族というより、女神っぽい」と称されている。
レギンレイヴ
天使族の長老。

### ゴールゼン王国の関係者
コードル
ゴールゼン王国の王子。16年目に自国と同盟を結ぶために魔王国を訪れた。生死に関わる大病を患っており魔王国へ向かう途中で病状が悪化するが、ルー率いるイフルス学園の関係者によってことなきを得た。自身に治療を施したルーや魔王の妻であるアネに求婚するほどの色ボケだが、絶対に断られる女性のみに声をかけていることから、実際は王位継承争いから降りるための演技ではないかとビーゼルは推測している。

### ワイバーンたち
鉄の森のワイバーン
5年目の春に大樹の村を襲撃した獰猛なワイバーン。マッコウクジラを超える巨体の持ち主。直径10mほどの巨大な火球を吐き出せる他、ルーやティアですら破れない三重の結界を張れる。
襲撃の際に吐き出した火球によって大樹とそこに住むザブトンを焼きかけ、村の敷地の一部に火の玉が落ちてトマト畑の一部とザブトン達の糸を焼いたことでヒラクの怒りを買い、彼が槍に変形させて投げた「万能農具」を喰らい、結界ごと身体を抉られ死亡した。死亡後に残った肉は村の宴会に供された。
ヒラクにはあっさりと殺害されたものの、死の森周辺ではワイバーンの中でも特に強くかなり影響力のあった個体だったようで、撃墜されたことに各地は騒然となった。この時の騒動が切っ掛けで大樹の村は外部に存在を知られるようになった。
ワイバーンの長老
ワイバーンの代表。竜族並の巨体を持つ。大樹の村に対して鉄の森のワイバーンの行いを謝罪したがっていたが、ヒラクがワイバーンに対して良い印象を持っていなかったため（ドライムがそれとなく尋ねた時は見たら殺すと即答してしまったほど）会いに行けなかった。さらにはヒラクに会わないように行動しなくてはならなくなったため、行動がかなり制限されてしまい困っていたが、相談を受けたライメイレンの協力もあり、12年目に大樹の村に対し謝罪し友好を結ぶことに成功した。

### 神々
創造神（はじまりのかみ）
声 - 速水奨
最上位の神で、本人曰く上位の存在は「本体」のみ。世界の管理監督を仕事にしており、数多の部下を生み出し手伝わせることで賄っている。尖った魂の研磨も仕事にしているが、この仕事でのミスがヒラクの過酷な前世の元凶となった。大樹の社に祀られている創造神の像はヒラクが邂逅した際の姿を模して彫られた。
時の神
創造神が最初に作り出した神。出来が良かったため、そのまま創造神の妻となる。
太陽神（たいようのかみ）、月神（つきのかみ）、大地神（だいちのかみ）
時の神が生んだ神々。月神は双子の神で、大地神は地上の生命を作り出した神である。
光神（ひかりのかみ）、炎神（ほのおのかみ）
太陽神が生み出した神々。炎神はクールな性格の女神である。
闇神（やみのかみ）、水神（みずのかみ）
月神が生み出した神々。水神は短気で喧嘩っ早い性格の女神で、甘味が好物。
農業神（のうぎょうのかみ） / 農神（のうがみ）
声 - M・A・O
創造神の娘。複数の世界の農業関係を管理している。大樹の社に祀られている農業神の像は、直接の邂逅が無かったことからヒラクが姿を想像して彫ったために花咲か爺さんのような男性の姿となっている。

## 用語

### 国家

#### ガルガルド魔王国
本作の舞台。魔王の領地。国名は現魔王・ガルガルドに由来する。王城を中心に東側に大きく広がっている。多種族国家であり主食が種族によって異なるため、フェアリー小麦のみが罹る疫病による飢饉の被害は深刻にならずに済んだ。王都「グライゼン」は魔王が代替わりすると遷都される。
本項では魔王国内の数ある土地のうち、物語に大きく関わるものについて記述する。
死の森、死の大地
王城のすぐ東に位置する盆地。生息する魔物・魔獣の戦闘力が規格外で、常人ならば居るだけで1時間足らずで死体となる。名前はデーモンスパイダーを始めとする魔物・魔獣が捕食してしまうために鳥類がほとんど生息しないことに由来する。大地は塩の層があるため極めて硬く、森を形成している植物はこの厳しい環境に適応したものである。そのためか植物の硬度は鉄を超えており、力あるハイエルフたちですらも「不倒の大木」と呼ぶほどのものとなっている。塩の層から採れる塩は海から採れる塩とは味が異なり、採取が困難なこともあり高値で取引されている。西側には北から南に流れる川があり、源流域である北の山の降水量が多いため水量は豊富である。外周部の南にはドライムの巣が存在する「グルグラント山」、その南には死の森ほどではないがトップクラスの冒険者でなければ突破できないほどの危険な魔物が多く生息する「鉄の森」、そのさらに南には魔王国でも有数の商業地である港湾都市「シャシャートの街」が存在する。
複数の文献より、死の森は4千年ほど前から存在しているものとされている。
大樹の村
死の森のど真ん中に位置する村。ヒラクの住居に同居人が増えたことで6年目に成立した。村名の由来は村の象徴である大樹で、ザブトンの示唆で決まった。ヒラクの転移以来の偶然の蓄積で、死の森の魔物・魔獣、強力な亜人、力の象徴である竜族が村民となっており、その高い戦力から魔王国でも一目を置かれる存在となっている。作中の世界では死の森の魔物・魔獣と人間・亜人が共存している唯一の村である。
生産される農産物はヒラクの「万能農具」によりどれも高品質で、それらを素材とする料理はヒラクの前世の知識による調理法により、また酒類はエルダードワーフの研究などにより、いずれも他では味わえない美味となっている。定期的にヒラクが前世の知識を元に遊具を制作しているため娯楽も充実しており、特に麻雀とチェスは村内外問わず人気を博している。
村内は幾つかのエリアに分かれており、中央は大樹とヒラクが住む屋敷がある「大樹エリア」、南西は村民の住居を始めとする様々な施設が建つ「居住エリア」、南東は農作物を栽培している「畑エリア」、北は果樹を栽培している「果樹エリア（13年目までの名称は「果実エリア」）」、東はインフェルノウルフが住む「犬エリア」、北東は家畜を育てている「牧場エリア（7年目までの名称は「牛エリア」）」となっていて、「居住エリア」の西に7年目に作られた「ゴルフ場」と南に9年目に作られた「武闘会会場」、「畑エリア」の南に「競馬場」が存在する。
周辺には特定の亜人が住むダンジョンが幾つか存在しており、南にはラミア族が住む「南のダンジョン」、北には巨人族が住む「北のダンジョン」、東にはゴロック族が住む「東のダンジョン」が存在する。さらに北のダンジョンの付近には、9年目にヒラクが作った「温泉地」が存在する。
大樹のダンジョン
大樹の村の南に位置する、人工のダンジョン。東のダンジョン調査の同行を村民たちに断られたヒラクによって11年目の冬に建設が開始され、12年目の春に完成した。転移門の発見後はその隠し場所として使われている。全部で5つの階層に分かれており、転移門は最下層に設置されている。一階層から三階層までは隠し通路を使うことでほぼ直通が可能で、地上から転移門までの所要時間は最短で15分ほど。
冬の間に製作が開始された為ザブトンは存在を把握しておらず、12年目の春に起きて存在を知り、慌ててヒラクに尋ねている。その後は子供達と共に制作に加わっている。
一ノ村（いちのむら）、二ノ村（にのむら）、三ノ村（さんのむら）
大樹の村にヒラク以外に子種の提供ができる男性と作付けができる者が居ないことの対策として募った移住希望者の住居地として、8年目に死の森の内部に作られた村々。一ノ村には人間、ハーピー族、ニュニュダフネ、二ノ村にはミノタウロス、三ノ村にはケンタウロスが住んでおり、各村には警備担当の30頭のインフェルノウルフと害虫駆除担当の50匹前後のザブトンの子供たちも常駐している。村名は仮のもので、後で各村民に正式名称を付けてもらう予定だったが、特に不都合がなく各村民からの不満や希望もないため、村名の変更は行われていない。
反乱が起きた際に川で止められる、大樹の村との主従関係を示すために川下に位置する必要がある、大型の魔物・魔獣が棲息していないため防衛が容易という理由から、大樹の村の西に存在する川を越え少し南下した場所に一ノ村が置かれ、さらにその南方に二ノ村と三ノ村が置かれた。大樹の村と一ノ村との直線距離は約10km。村の規模が広がった時のために、一ノ村から二ノ村、二ノ村から三ノ村はそれぞれ南へ約10kmと約15kmの距離が置かれている。各村を結ぶ道は大樹の村と一ノ村、一ノ村と二ノ村、二ノ村と三ノ村の間に1本ずつ存在する。各村には、村の象徴であり大樹の村との縁を示す1本の大木が生えている。
四ノ村（よんのむら） / 太陽城 / 太陽村
空を飛行する建造物。半球に城が乗ったような形状をしており、直径は3km。文献によれば2000年前には存在が確認されており、元は人間の王が金を惜しみなく注ぎ込み制作した別荘だった。王の没後は所有権を継いだ貴族によって天使族に売却されたが、彼女たちが約500年前に悪魔族の侵攻で追放されて以降は悪魔族と夢魔族が住んでいる。しかし、彼らの住居以外は悪魔族が侵攻の際に持ち込んだ魔物や天使族がペットとして飼っていた魔獣に占拠されていた上、操縦権を握る「城主」の地位がゴウによって空位にされていたため、操縦もままならない状態にあった。
「竜が十頭以上集まる場所があったらそこに行って人間の味方をするように」という2000年前に定められた最上位契約を元に、10年目の武闘会の開催時にその条件を満たした大樹の村に移動を開始し同年の冬に到着した。内情を知ったヒラクたちによって上述した問題がすべて解決した後は、独立が難しいこともあって大樹の村に従属する村の1つとなった。それに伴い名称も「太陽城」から「四ノ村」に改められたが、これまでの歴史を考慮して太陽城や「太陽村」と呼ぶことも許容されている。
制御を取り戻し大樹の村に従属してからは、大樹の村の周辺上空を（地上から見て）反時計回りに1年かけて1周する軌道を回っている。万一の墜落に備え、軌道は直下に有人の集落がないところを通過するようにしている。
五ノ村（ごのむら）
12年目に大樹の村とシャシャートの街を繋ぐ転移門を隠すために作られた村。シャシャートの街から馬車で1日ほどかかる場所に位置し、表向きは貴族たちの隠居先と記されている。村を名乗っているが、一ノ村から四ノ村を含めても人口・規模共に桁違いであるため街として扱われている。
ヨウコ屋敷
シャシャートの街に最寄りの転移門の隠し場所として建てられた。
カモフラージュのため、表向きはヨウコの仕事場として使われている。
ハウリン村
大樹の村の東に位置する山の内部に存在する村。人口は約500人で、100人ほどの人口の5つの集落が連合して形成された。村の年配者たちによると形成されたのは1000年前だというが、ガルフによると年配者たちが見栄を張っているだけで、実際は500年前であるという。住人はほとんどが獣人族で、その大半が犬系である。主な産業は鉱物の採掘と、それを原料にした加工品の製造。主要産品は顔料（染料・塗料）、銀製品、ガラス製品、鉄製品（鍋・フライパン）。東側には人間の住む「ヒュマ村」や「タロッテ村」などの村々が存在する。
狩猟と採掘が中心の生活とヒュマ村との交易を生業としてきたが、交易がトラブルによって停滞気味になったため、新たな交易先として大樹の村に目を付け、6年目以降交流を持つようになった。9年目には、友好目的でヒュマ村から嫁いだナーシィを理由も言わずに送還させたことがトラブルの原因であることが判明し、真実を知ったフラウがビーゼルと共にハウリン村、ヒュマ村、両村の領主に話をつけたことでトラブルは収束に向かった。
海岸のダンジョン
17年目の夏場に、ミヨが海の種族とともにシャシャートの街から徒歩で3日（五ノ村からは半日）ほどの海岸を清掃した際に発見した洞窟の1つに入口が見つかった、未探索で明らかに人工のダンジョン。
発見の半年後の冬に、ヒラクを隊長とするダンジョン探索隊が入り大規模な試練の存在を確認、それをクリアしてヴェルサの屋敷に到達した。
知識”を司るヴェルサのもとに知識を求める者が殺到したため、「試練を与え、それを乗り越えた者にのみ知識を与える」とすることになり、ヴァルグライフのプロデュースにより造られた。
ヴェルサの屋敷
位置はダンジョンの直下、山1つ分ほどある深い地下の巨大洞窟の中にある。
大樹の村にあるヒラクの屋敷より大きいが、元住人のヴェルサが数千年もの間書き続けたBL小説で、ほとんどが埋まっている。
出入りにはダンジョンのゴールにある転移門か、外部に直接つながっている転移門を通る必要がある。
シャットの街
シャシャートの街の北方、徒歩で5日ほどの鉄の森に入る手前の森の中にあった。2500年ほど前に滅亡し、今は廃墟。
門番竜を崇める宗教関係の建物が多く、住民も神官が多かったという。
冒険者たち（正体は、魔王国を調査するため商隊に扮して潜入した人間たち）により発見され、発見後に調査を始めたとたん、大爆発を起こした。実は、滅んだ後にグッチが長年にわたって危険物の集積場に利用していた。調査隊が魔物を排除すべく火炎系の魔法を使い、それが引火して爆発した。安全のため人が近づかない魔法を施していたが、魔法が綻んだか冒険者が突破したのか、発見されてしまった。

#### 魔王国以外の国家
フルハルト王国
魔王国の西に位置する人間の国家。フェアリー小麦の疫病による飢饉を乗り越えた魔王国を裕福と判断し、戦争を仕掛けている。
ガルバルト王国
フルハルト王国の北に位置する国家。ルーが昔住んでいたが、その当時は別の国名だったらしい。
ガーレット王国
ガルバルト王国の北に位置する国家。天使族を崇めており、彼女たちの中の1人が務める「巫女職」は国王よりも地位が高い。内部には「天使族の里」と呼ばれる、天使族の共有の連絡場所が存在する。
18年目頃、天使族との関係により“従順派”・“脱却派”・“敵対派”・“独自派”の4勢力に分裂した。最大勢力の“従順派”は、魔王国内への移住と独立を求めて旧ガーレット王国領の魔王国寄りに移動し「六村王国」を自称。さすがにこれは困ると考えたヒラクが天使族と相談の結果、ナイフ投げで新国名を「正統ガーレット王国」に決めた。
エルフ帝国
シャシャートの街から南西方向に商船で15 - 20日ほどの場所に存在した閉鎖的な環境の島国。5000人ほどのエルフが生活していた。魔法を動力源とする帆のない船を製作できるほどの技術を有していた。14年目の夏に「我がエルフ帝国の安寧を脅かす大型船の存在は許せん」として、ライメイレンがヒイチロウのために発注した大型の帆船を沈めたことでライメイレンの怒りを買い、無数の竜族を率いた彼女によって国土が襲撃され滅亡した。その後、国土は魔王国に吸収され、国民は港の管理と漁を生業とする数百人を除き魔王国の各街に移住した。同年の冬には、国民の正体がリグネの報復を恐れて島に隠れていた、ハイエルフの村を裏切ったエルフの子孫であることとがリグネの口から明かされた。
ゴールゼン王国
人間の国の1つ。浮遊する物質で形成された20の「空に浮かぶ島」を有する。16年目に島の1つ（死霊魔導師の島）が川の上流に落下し下流の農地に被害を齎したことで食料不足に陥り、敵対関係にあった魔王国と同盟を結んだ。同盟締結のために魔王国を訪れたコードルを通じてルーの子供であるアルフレートたちの存在を知った後は、17年目にギリングとマスクンドをそそのかしアルフレートたちを襲わせ、ルーの復讐の矛先をダルフォン商会か魔王国に向けさせようと企むが、復讐に燃えるアルフレートたちの関係者の協力を得たコードルにクーデターを起こされ、主犯の国王と大臣を含む旧政権が追放され滅亡した。
六竜神国（ろくりゅうじんのくに）
ティゼルが、魔王国と人間の国々の間の領域に作った国。初代国王はギィーネル。

### 組織・施設
ビッグルーフ・シャシャート
大樹の村直轄の店。マイケルの勧誘を受け、11年目の春にシャシャートの街にて開店した。経営担当はマルコスとポーラで、一ノ村の10組の夫婦の中からクジ引きで決められた。開店当初はカレー販売店だったが、ビッグルーフ・シャシャートの盛況の影響で売り上げが落ちたという、近隣店舗からの苦情にマーロンが対応した後は、近隣店舗をテナントとして多数構える商業施設となった。それに伴い、カレー販売店はヒラクがマルコスとポーラの名前からとって「マルーラ」と名付けられた。
ゴロウン商会
シャシャートの街に存在する商会。会頭のマイケルがフラウと顔見知りだった縁で、海産物を求める大樹の村と定期的に交易を行っている。交易では村からは農産物を買い付け、村へは海産物を届けている。また、村からの単発リクエストに応じることもある。
イフルス学園
シャシャートの街に存在する私塾。13年目時点で講師数は学園長を含め20人で、生徒数は500人ほど。名誉学園長はルーだが、学園長が何者かは不明。
ガルガルド貴族学園
魔王国の王都の北東に存在する学園。生徒は魔王国の貴族およびその関係者のみで、内部では貴族社会が適用されている。敷地は広く、近隣の山や「リタの森」も含まれる。校舎は17棟で、寮は教師寮、男子寮、女子寮の3棟。寮の横には寮暮らしができない生徒用の借家が建ち並んでいる。
入学は春と時期が決まっているが、卒業は条件を満たせばいつでもできるため時期が決まってない。但し、魔王国では冬に大規模な貴族関係者の叙任式があるため、大半の生徒が叙任に伴う人事異動に備え秋の終わり頃に卒業する。
コーリン教
人間の住む地域で最大勢力を誇る宗教。「信仰の自由」が唯一の理念であり、信仰対象は教徒によって異なる。創造神を崇める一派が最大派閥であり、光神、戦神、農神、魔神、薬神、楽神（音楽関係を司る神）の派閥がその次に大きい。本部はレイワイト王国に存在する。
ミアガルドの斧
魔王国で活動する冒険者チーム。メンバー数は12人だが、他の仕事で抜けたり怪我で休んだりする者がいるため、ふだんは5 - 8人ほどで行動している。メンバーのコークスは「魔王国の王都では、有数の冒険者チーム」を自負しているが、14年目にリタの森に現れたウォーベアの討伐依頼が来なかったことから「実際は上の下ってところだろう」とも語っている。
14年目に貴族学園の生徒にリタの森に現れた魔獣を討伐する時の護衛を依頼され、彼らと共にリタの森に入った。そこで前述のウォーベアと遭遇し窮地に陥るが、生徒を救出しに現れたゴールたちによって生徒共々救出され、以降は彼らとは知り合いとなった。
ダルフォン商会
自他共に認める「魔王国で一番」の商会。約200年前にダンジョンイモのみが罹る疫病によって世界規模の食糧難が起きた際に、それを乗り越えるために当時の魔王が23の商会を連合させて設立した。魔王国の食糧生産と価格調整を担っており、約20年前に起きたフェアリー小麦の疫病による飢饉を魔王国が乗り越えられたのもこの商会によるところが大きい。運営は連合に参加した商会の代表者やその後継者である17人の「候補者」の合議によって決定される。最終決定権は候補者から選ばれた「代表」が有するが、任期は5年で1度就任すると30年は就任できない。

### 種族
明確な言及はないが、作中の世界では多くの種で男性（オス）より女性（メス）の方が力が強いことを示唆する描写が幾つかある。特に竜族とインフェルノウルフは、明らかに女性（メス）の方が強い。また、種族内はもちろん種族を越えても序列や上下関係を重視する文化が存在する。

#### 亜人
人間寄りの姿をしているが、人間ではない者たち。その正体は魔神の1度目の失敗で作中の世界に魔力が満ちた時に、その魔力に適応できた者たちである。
吸血鬼（ヴァンパイア）【Vampire】
血から魔力を取り込める種族。吸血はあくまで魔力回復の手段に過ぎず、食事は別途必要となる。吸血には多少の魅了効果があるが、下級吸血鬼やアンデッドになることはない。体の大きさを変えられるが、大きくするにはそれ相応の魔力が必要。不死であるが、体が魔力で構成されているため、体内の魔力が尽きると消滅する。全員が魔法を使える。その他、牙を伸び縮みできる、夜目が利くなどの身体的特徴も持つ。本来であれば子は作れず、「血の契約」なる行為により数を増やすが、ルーはヒラクとの間に子を設けられた。若い個体は中二病を患いやすい。
天使族（てんしぞく）【Angel】 / 神人族（しんじんぞく）
背中に大きな白い翼を持つ種族。翼は格納可能。神が世界樹の葉を食べて生み出した。個体数は300人ほどで、大半は個別に活動している。吸血鬼同様、全員が魔法を使える。その生態は謎に包まれている。信仰対象になっていた時代があり、生活のために布施を集めていたこともあった模様。
一夫一婦制であり、身が穢れていないことのアピールのために、卵生の種族を従える。基本的に女性しかいないため、子孫を残すには他種族の男性を必要とする。格式がないと天使族が低く見られるという理由から、相手の男性に結婚条件として「試練」を与える文化が存在するが、試練が厳し過ぎて誰も突破できないことや、試練の難度を決める長一族の気分次第で難度が変化することから、試練を無視する派閥が現れており試練保守派と対立している。
食べた分の栄養は、すべて翼に行く。食べ過ぎると翼の厚みが増したり、羽根が増えたりする。これは、天使族以外には翼のゴージャスさがアップしたと見えるが、天使族にとっては“太った”ことになり、とても恥ずかしいことらしい。
エルフ
長い耳を持つ種族。散開した後に相手を包囲し、弓や魔法による遠距離攻撃を行うといった戦法を得意とする。上下関係に厳しく、「格付け」を重視している。五ノ村の周辺に集落が点在しているが、樹王と弓王が五ノ村の外交官として活動した結果、そのすべてが五ノ村に忠誠を誓った。
ハイエルフ【Hi Elf】
エルフの1種。通常のエルフとの差異は不明。華奢な体型と美貌を持つが、その外見に反して力がある。かつてはリタの森に存在した村で生活していたが、約200年前に人間の戦争に巻き込まれ村は壊滅し、戦争に出向かなかった年少者や年配者は他部族の下での生活、その生活をよしとしない若い女性たちは死の森や鉄の森での放浪生活を余儀なくされていた。女性たちは近隣の村から男性を攫っているらしく、魔王国からは「森ゲリラ」「マンイーター」とも呼ばれ、凶悪集団扱いされている。一般的なファンタジー作品におけるエルフとは異なり、普通に火を扱って肉を食し、金属に抵抗がないどころか鉱石を採取して鍛冶を行い矢じりや刃物を作ったりする。
山エルフ（やまエルフ）【Mountain Elf】
褐色の肌が特徴のエルフ。外見が似ているためハイエルフと同一視され易いが、能力は別種族と言えるほど差異がある。先天的に手先が器用である。
鬼人族（きじんぞく）【Hi Orge】
親指サイズの角が額に1 - 2本生えた種族。ハイエルフ同様、力がある。火と水の魔法との相性がよい者が多い。
リザードマン【Lizard Man】
爬虫類の顔と鱗で覆われた体を持つ種族。多種族国家である魔王国でも希少な存在。力はハイエルフや鬼人族をも凌ぎ、戦闘力は1体で人間10人に匹敵すると言われる。水の魔法が得意な反面、火の魔法が苦手。海生種も存在するが、通常種とは別種族と言えるほどに差異がある。
卵生で、特定の時期にオスが精包をメスに渡すことで受精し産卵する。産卵は水中で行い、外敵に備え孵化するまで親たちが交代で卵を守る。孵化は強者の動きが鈍い内に成長するために冬前に行われる。孵化した子の成長は速い。繁殖方法の相違により他種族との交配が不可能であるため、純潔を重視する天使族の従者として働く者が多い。
下級竜人（アンダードラゴン）
鱗の少ないリザードマン。暴れ者で、周囲からは嫌われている。12年目に赤竜族の子供を信仰対象にするために攫ったことで、赤竜族と彼らを信仰する種族によって集落が襲撃された。その後、赤竜族の子供が救出時に怪我を負ったことでさらに激怒した赤竜族によって、彼らを信仰する種族諸共滅ぼされそうになり、最終的にライメイレンが仲裁役として呼び出される事態にまで発展した。
魔族（まぞく）【Magic Human】
外見は人間だが、魔力の保有量がその比ではない種族。ただし、魔力が少ない者もいる。体内の魔力量が多いと肉体に変化が生じるが、これは魔力を扱い切れない場合の話であり、扱えれば変化はなくなる。亜人全体を指す言葉として使われる場合もある。
特に体内の魔力が多い場合、容姿はある年齢で止まる。どちらも高齢のクローム伯爵夫妻の場合、夫のビーゼルは中年で、妻のシルキーネは少女で容姿が固定された。
魔王（まおう）
魔族の王。任命制だが、基本的に同じ一族から選ばれるため、実質は世襲制と変わらない。同じ一族から選ぶ理由は、一族が能力的に最も優れているからだとされているが、リアは「面倒なことを引き受けてくれる一族に押し付けているだけ」ではないかと推測している。名前を国民に浸透させるために、大抵は就任時に王都の遷都先の地名に改名する。元は亜人が勇者に脅かされていることを知った魔神が、勇者対策として生み出した存在である。娘は魔王の代替わり後に困るため「王女」とは呼ばれず「王姫」と呼ばれるが、息子はそのまま「王子」と呼ばれ、魔王の代替わり後は呼ばれなくなる。
獣人族（じゅうじんぞく）【Beast Human】
人間と獣を折衷した姿の種族。人間と獣の比率は個体差がある。魔法を得意とする者は少ないが、ハウリン村の住人は魔法が使えないと困る環境で暮らしているため、全員が使えるように鍛えている。
ドワーフ
樽のような体型に太い手足と大きな顔を持つ種族。男女問わず顔に髭が生えており、髭が無いと子供と見なされる。鍛冶に長け、酒を好む者が多い。
エルダードワーフ【Elder Dwarf】
ドワーフの1種。ドワーフとの差異は不明で、当のエルダードワーフであるドノバンでさえも知らない。死の森を単独で踏破できるほどの戦闘力を持つ。酒に対する造詣が深く、酒造技術やカクテルの研究をする者も多い。
元々「ミスリルを扱う鍛冶職人集団」だったが、肝心のミスリルの産出が減って仕事として成り立たなくなり、酒造りの専門家に転職した。とは言え、ミスリルを扱う技術の伝承は続けられ、今でもミスリルを扱える。鍛冶の技術も保持し、獣人族の鍛冶師の心を折るほどの腕前。
悪魔族（あくまぞく）【Devil】
背中にコウモリの羽が生えた種族。羽は格納可能。魔力があれば、飛行できる。約1000年前には魔族側を攻撃していた天使族の矢面に立たされており、彼女らと幾度も太陽城を舞台に戦いを繰り広げていた。
古の悪魔族 / 古代悪魔族 / 上級悪魔族
戦闘力と寿命が一般種より格上の悪魔族。ボスであるグッチがドースの一族に挑み敗北して以降、彼らの従者として活動している。
夢魔族（むまぞく）
「夢の中で愛を食べて生きる」種族。下着のようなファッションをしている。女性はサキュバス、男性はインキュバスと呼ばれる。
ハーピー族
腕が翼となっている種族。集団生活を好むため個性を出すことが難しく、個体名を持たない。寝る時はベッドや布団を使わず、鳥のように木の枝に止まるか、巣を作りその上で寝る。リザードマンと同様に卵生で、純潔を重視する天使族の従者として働く者が多い。
ミノタウロス【Minotaur】
頭部にスイギュウの角が生えた種族。身長は2 - 3mと大柄。温和な性格で、戦闘時は戦闘に特化した者が集団を守る戦法を取る。戦闘に特化した者は出産時に決まるが、判明するのはある程度育ってからとなる。
ケンタウロス【Centaurus】
ウマの下半身を持つ種族。ミノタウロス並みの大柄で、下半身の大きさは本物のウマと同等。
ニュニュダフネ【Nyunyu-daphne】
木の精霊に近い種族。本来は切り株の姿をしているが、身長が150 - 170cmでスタイルのよい人間の美女に変身できる。ただし、怪我をすると人間に変身できなくなる。また、離れていても同族の間でふんわりとした感情を伝え合ったり、切り株の姿の時に蔦の先端に咲かせた花を光らせたりできる。蔦は驚くと伸びる。日光と水を食料とし、優れた土のある環境を好む。サンゴのような外見を持つ海生種も存在する。
ラミア族
ヘビの下半身を持つ種族。南のダンジョンを住処とし、ダンジョンに棲む多くの魔物・魔獣を従え最強の座に就いている。強さは単体で魔族兵100人を相手にしても過剰戦力と言われるほど。下半身を敵に巻き付け締め上げたり、バネのように使い跳び上がり空中の敵を攻撃する戦法を取る。
7年目にクロとザブトンの子供たちにダンジョンを攻め込まれ、彼らに降伏したことを皮切りに大樹の村と交流を持つようになった。族長以下ほぼ全員が大樹の村の作物の味に魅せられ、村の作物を報酬として得るため大樹の村に貢献している。まずは死の森の南部と南のダンジョンを通り大樹の村とドライムの巣の間で荷物を運ぶ「ラミア便」を担い、ドライムの巣から先の「ドライムの部下便」と連携することで大樹の村とシャシャートの街との交易の定期化に貢献している。目的地までの所要時間はラミア便が片道5 - 7日で、ドライムの部下便が片道5日である。また、エルダードワーフの要請で新しいワイン造りの作業（ブドウの皮むき等）の要員として、数人が大樹の村に移住し作業に従事している。当初は収穫期とその直後だけの出稼ぎだったが、後に一部が常駐となり、正式に移住となった。
巨人族（きょじんぞく）
その名の通り、3 - 5mの巨体を持つ種族。性格はとても温和で、友好的。北のダンジョンを住処にしており、ブラッディバイパーの子供を食料にして生活している。ブラッディバイパーに丸呑みにされた際に身を守るために、全身に毛を生やしている。ラミア族と同様に大樹の村へ当初は出稼ぎ、後に一部が常駐、移住となった。
人魚、サハギン
体の一部がサカナの2つの種族。人魚は下半身、サハギンは上半身がサカナである。双方とも海を主な生活の場としており、作中では他の海生の種族とまとめて「海の種族」と呼ばれる。
ゴロック族
全身が岩でできた種族。場所によっては「ストーンマン」などと呼ばれている。身体は硬く、砕かれても時間と共に再生する。それゆえに防御力は高いが攻撃力は皆無に近いため、ふだんは岩に擬態し身を隠し、苔などを食べ生活している。知能は高く、主に詩の才能がある。東のダンジョンを住処としている。11年目に大樹の村から派遣されたダンジョン調査隊に「岩に擬態して近付く敵」と勘違いされ、1人残らず怪我を負わされてしまったが、その後彼らと友好関係を結んだ。
多腕族（たわんぞく）
6本の腕を持つ種族。
銀孤族
大きな銀孤の姿の種族。暗殺を生業とする。少数種族で、現存するのは92人。
あちこちの森に分かれて住んでいたが、他の種族とはほとんど交流せず、ふだんは銀孤族だけで生活していた。
他に赤狐族、黒狐族、丸顔狐族（正しくはタヌキ族）がいる。銀孤族ともども、五ノ村近くの神殿の山に建てられた集合住宅に移住した。
インテリジェンス・ボックス
物品の保管や自動整理に役立つ、意思を持つ箱。上面が開閉する。
自動整理機能は、人力では困難な混合物の分離まで可能。

#### 魔物・魔獣
魔神の2度目の失敗により誕生した存在。意思疎通は可能でも会話は不可能とされているが、例外も存在する。大型のものは討伐が難しいため、骨に価値があり財宝扱いされる。
種族名は、すべてヴェルサがつけた。

##### 死の森の魔物・魔獣
インフェルノウルフ【Inferno Wolf】
オオカミの魔獣。成体の大きさは大型犬ほどで、体は黒い毛で覆われている。扱う魔法の属性は炎と雷。デザインナイフのような角が額から生えており、春になると生え変わる。雑食。戦闘力は単体で街を滅ぼせるほどで、4〜5頭程度揃うと大陸災害と扱われる。魔法攻撃が効きにくく回避力も高い。知能も高くチェスをプレイできる。デーモンスパイダー、グラップラーベア、ブラッディバイパーと合わせて「死の森の四強」とも呼ばれる。仔の成長は早く、生後7日ほどで乳離れし、30日ほどで成体サイズとなり角が生え始める。
抜け落ちた角には炎と雷の魔法が凝縮されていて、強い衝撃を与えると大爆発を起こす。これは武器としては使いにくいので、大樹の村では棒の先端につけて槍状にして、それを天使族が急降下で地面に叩きつけることで爆発させ、その爆音でイベントの開始を知らせる花火代わりに使われている。
コキュートスウルフ
インフェルノウルフの中から一定の確率で誕生する突然変異種。体を覆う毛は白で、扱う魔法の属性は氷と雷。
フェンリル
オオカミの魔獣。インフェルノウルフより大柄で、体を覆う毛は銀色。口から炎を吐ける。
デーモンスパイダー
様々な大きさと種類が存在する、クモ系統の魔物の総称。インフェルノウルフと同様に雑食。戦闘力は単独でも天使族や吸血鬼と戦えるほどで、「死の番人」と呼ばれる。糸を使い、飛行する生物を捕獲できる。その糸で作られた布は絹を超える高品質なもので、特にデーモンスパイダーが自ら作った布はほぼ入手不可能とされ財宝扱いされる。個体特性として「スタンバッシュ」と呼ばれる、初見の相手のみに放てる精神攻撃を持つ。総称名を冠した種類の大きさは約10m。知能は高く、挨拶や肯定の意思表示の際は脚を1本挙げ、否定の際は脚の一本を左右に振る。冬眠をするため、冬の間は交流できない。
シャドウスパイダー、カーススパイダー、ドロースパイダー、トラップスパイダー、デススパイダー、首吊りスパイダー
デーモンスパイダーの幼生体。大きさはシャドウが拳大ほど、カース・ドロー・トラップが雑誌ほど、デス・首吊りが畳半畳ほど。この段階でも魔王国側からすれば、充分脅威になり得る存在である。
アッシュスパイダー
詳細不明。大きさは畳2畳ほど。
グレートデーモンスパイダー
デーモンスパイダーの上位種。大きさは20m超え。約100年前に先々代の魔王と戦い引き分けたほどの戦闘力を持つ。
イリーガルデーモンスパイダー
グレートがさらに成長を遂げた、デーモンスパイダーの最上位種。大きさは約2 - 3m（畳4畳）と、グレートに比べるとかなり小柄だが、戦闘力はグレートよりもさらに上。
ニードルスパイダー、ギリースパイダー、ゲートスパイダー
12年目の春に大樹のダンジョン内で誕生した、デーモンスパイダーの幼生体の進化形たち。それぞれ、薄い棒のような姿をしている、ダンジョンの壁や床に潜伏する、特定の場所を縄張りにするといった特徴を持つ。ヒラクからは「ダンジョン特化」した種類であろうと推測されている。
アラクネ
人間の女性の上半身を持つデーモンスパイダー。大きさは約2m四方。魔物の中では例外的に会話が可能。
イモータルデーモンスパイダー
デーモンスパイダーの幼生体の進化形の1種。大きさは拳大。異名は「死を告げるクモ」で、不死属性を持つ。単独で王国1つを滅ぼせるほどの戦闘力を持つ。大樹の村では13年目にヒラクが制作した棚部屋で脱皮したことで、この種類とカーススパイダーエリートに進化を遂げたザブトンの子供が現れた。
カーススパイダーエリート
デーモンスパイダーの幼生体の進化形の1種。その名の通り、カーススパイダーのエリートタイプ。大きさは拳大。異名は「死を運ぶクモ」で、広範囲回復魔法を持つ。カーススパイダーの群れに1匹でもいれば、脅威度が通常の群れの10倍になると言われている。
アーマーデーモンスパイダー
15年目にザブトンの子供2匹が、収穫祭で行う演劇用の衣装としてヒラクが制作したフルアーマーを身に付けたことで進化し誕生した新種。衣装は取り込まれ体の一部と化しており、大きさも一回り大きくなっている。種族名は文官娘衆の1人によって名づけられた。この種類に進化したのは前述の2匹のみで、2匹に感化され同様の手順を踏んだザブトンの子供たち約20匹は進化することはなかった。
グノーシスビー
ハチの魔物。ある程度の知能を持ち、ザブトンの子供たちであれば意思疎通が可能。巣はスズメバチのものをさらに大きくしたような、大きく丸い風貌をしており、大きさの問題で床に置くように作られるため、アリ塚のようにも見える。
グノーシスクイーンビー
グノーシスビーの女王蜂。大きさは約30cm。頭、首、手足にファーのような毛が生えている。針は持っておらず、魔法も使えない。
グノーシスファーマー
グノーシスビーの働き蜂。大きさは一般的なハチと同程度。ミツバチと同じように花などからハチミツを集める。集められたハチミツは極上の味で、巣を守る兵隊蜂の存在もあり、天井知らずの値が付けられる。そのため作中の世界では「グノーシスビーのハチミツ狙い」という「夢想家や妄想家、もしくは欲に溺れて危険なことをする者たち」を指す慣用句が存在する。
グノーシスウォリアー
グノーシスビーの兵隊蜂。大きさは約15cm。インフェルノウルフですら巣に近付けないと言われるほどの獰猛さと戦闘力を持つ。しかし、敵が現れると女王蜂を護衛している最中でも、優先順位を無視して敵と戦う。
ダンジョンウォーカー / 地竜（グランドドラゴン）
トカゲの魔物。全長は子供でも1mで、成長すると20mほどになる。夜目が利き、ダンジョンの床のみならず壁や天井を這い侵入者に接近する。優れた個体は魔法を使いこなし、冒険者たちからは「ダンジョンの死神」と呼ばれることもある。竜族とは関係ないが、特定の地域では「地竜」とも呼ばれており、ヒラクからも「呼びやすい」という理由でこう呼ばれている。
ポンドタートル
カメの魔物。定期的に甲羅の皮が剥がれて成長する「タートル種」の1種。甲羅は丸い山型で、直径と高さは共に約2m。「池の守護神」と呼ばれるほどに温厚な性格で、ヒラクと意思疎通できるほどの知能を有している。草食動物でキャベツとダイコンが好物だが、体躯に反して少食。剥がれた甲羅の皮は「幻」と言われるほど貴重で、薬・魔法・魔道具の材料として使える。戦いの際には自身の甲羅の皮を食して回復し、皮が尽きると逃げるという戦法を取る。
キラーラビット
ウサギの魔獣。大きさは中型犬ほどで、口の両端から牙が生えている。腸は短く、ヒラクからは肉食であろうと推測されている。死の森の外では「死を告げる兎」の異名で呼ばれ、歴戦の冒険者たちをも震え上がらせるほどに恐れられている。「未来視」の魔眼を持ち、先手は確実に取られる。この魔獣を狩れることが武闘会・戦士の部の出場条件となっている。個体数は年々増加している。
ゲートボア
イノシシの魔獣。高さと幅は共に約2mで、全長は約4m。インフェルノウルフとは死の森の覇権を争っており、通常は彼らでも容易には倒せない。
デスラーテル
イタチの魔獣。単体ではそれほど強くないが、集団戦法でその弱さを補っている。「インテリフェネック」という同系統の魔獣が存在する。
グラップラーベア
クマの魔獣。大きさは約5 - 6m。全体的な動きは鈍いが手足の速度は速い上、巨体に見合った強大な戦闘力を持つ。冬には冬眠を行う。肉の味は悪くないものの、臭みが強い。ブラッディバイパーとは相互に捕食関係で、ブラッディバイパーが多く生息する死の森の北部に多く分布している。
ブラッディバイパー
ヘビの魔物。直径は約1mで、体長は約20m。グラップラーベアに本気を出させるほどの戦闘力を持ち、巨体を武器に暴れ攻撃を行う。魔法は大半が無効化される上に、再生力と生命力は凄まじく、身体が半分に千切れても生き延び再生し続ける。そのため肉は腐り難く強精効果があるとされ、子宝を望む者に珍重されている。グラップラーベア同様、冬には冬眠を行う。肉の味はあっさりしており、鶏肉に似ている。死の森の北部に多く生息している。卵はバスケットボールほどの大きさで、生の状態では生臭く食べ難いが、ゆで卵にすると濃厚な美味となる。
パニックカリブー
シカの魔獣。かなり希少。凶暴な性格で、角を振り回して攻撃する。肉の味は美味だが、角の味はそれを上回る。角は砕いて粉とし、煮てスープにして食するのが定番とされている。
死の森の北部、温泉地の付近に比較的多く生息していて、温泉地の番人をしている死霊騎士からヒラクのもとへ時々届けられる。
アースラット
モグラの魔獣。穴掘りを得意とし、地中から奇襲を仕掛け攻撃を行う。戦闘力は単独でブラッディバイパーを喰い殺せるほど。本来ならば北のダンジョンの東側に生息しているが、死霊王の催眠術によって使役されたことで、9年目には北のダンジョンに出没していた。
ポイズンロックヘカトン
ムカデの魔物。略称は「ヘカトン」。頭部に大きな牙が2本生えており、体には毒がある。体の一部を欠損しても動き続ける生命力を持つ。大きさは様々で、北のダンジョンに僅かに生息している個体は30cmほどだが、落神の呪詛によって集まった個体は2m以上。「キャタフット」という同系統の魔物が存在する。
デスボール
アルマジロの魔獣。1mほどの大きさの球体に変形し、転がり突進する攻撃を行う。10年目に大量発生し、約100匹と約2000匹の2つの群れが大樹の村に向かおうとしていたが、前者はヒラクの半日にも及ぶ駆除作業によって、後者はザブトンの子供たちに捕らえられたところを他の魔獣たちに捕食され全滅した。討伐後に手に入れた外皮はグランマリアの槍を通さないほどの硬度があったが、大樹の村には破壊できる者が何人もいたため、素材としては役に立たないとヒラクに判断され、すべて廃棄処分となった。
ロフイーター
イナゴの魔虫。全長は1mほど。冬に繁殖し、春になると群を作り飛び立つ。その進行方向にある物は何もかもが食い尽くされる。11年目の冬直前に温泉地にて1匹が発見され、群の発生が危惧されていたが、ザブトンの子供たちによって事前に対処された。
キングベア
クマの魔獣。グラップラーベアの劣化版で、死の森の外周部に生息している。凶暴な性格で、冬場に大暴れする。世間では金貨100枚以上の価値がある高級素材として知られている。

##### 死の森の外部の魔物・魔獣
宝石猫
ネコの魔獣。生まれながら、額に宝石が埋め込まれている。白い個体は貴重で、神聖な魔猫として崇められている。身体強化系の魔法や治癒魔法を得意とする。詳しい生態は分かっていない。
アンデッド
実体を持たない魔物が正体である存在の総称。天使族に弱い。9年目の春にハウリン村の近辺で大規模な群れが発生した。
ゾンビ
実体を持たない魔物が死体に取り憑き動く存在。世間では「この世に未練のある者が蠢いている」という間違った認識が広まっている。
スケルトン
実体を持たない魔物が実体を持とうとした存在。
ゴースト
実体を持たない魔物が集まり、力を蓄えた存在。浮遊し移動する。通常の攻撃は効かず、倒すには魔法での攻撃を必要とする。
ウォーベア
クマの魔獣。倒すためには兵士が最低でも30人は犠牲になると言われるほどの戦闘力を持つ。
ウッドキラー、ジャガーブル、ラビットフット、キーンルーン、キャタ、コークロウ
討伐に高い報酬が支払われる魔物・魔獣たち。それぞれ、木に擬態する、木の上から攻撃する、一撃必殺のキックを持つ、魔法を使い攻撃する、地中から攻撃をする、昼夜問わず空から攻撃するといった特徴を持つ。
トカオン
カメレオン似の魔物。四ノ村に生息している。
グータートル
カメの魔物。草食動物で、木を喰らう。防御力は高いが、攻撃力は大したことはなく足も遅い。エルフが数人がかりでも苦戦を強いられるほどの戦闘力を持つが、ヨウコ曰く「少し変わった攻撃をしてくるが、用心すれば問題ない」とのこと。
ラヴァーズビースト
四足の魔獣。体長は5mで、背中は硬い毛で覆われている。毒に強く、好戦的な性格。単体でも倒すためには兵士100人の犠牲が必要と言われるほどの戦闘力を持つ上に、常につがいや子供と共に行動する。しかし、グラッツによると群れていてもゴールたちが大樹の村で捕まえていた「兎」1匹より弱いらしい。
ゴーズラット
ネズミの魔獣。ネコのアーサーが出会った時に死を覚悟するほどの戦闘力を誇る。当初は魔王国の王城に大量に住み着き食料庫を荒らしていたが、アーサーが飼われて以降は姿を見せなくなった。
“混ぜ物”（まぜもの）
黒い靄のような姿をした魔物。体の一部を手のように伸ばし、触れた生物を捕食する。ラヴァーズビーストを難なく捕食できるほどの戦闘力を持つ上に、捕食した生物の力を取り込む能力も持つ。対抗手段は魔王国には存在せず、竜族でなければ対抗不可能とされている。しかし、その事実を国民に知られると逃げる力のない者の不安を煽る恐れがあるため、魔王国では人間の国とも情報を共有しつつ広まらないように口外禁止処置がとられている。
約2000年前に初めて存在が確認され、歴史上では4体が確認されている。この内の4体目は約400年前に魔王国に現れ、23の街と村が破棄され広大な畑が失われる被害を齎した。14年目には5体目がリタの森に現れ、森に入ったゴールたちを捕食しようとするも、彼らを助けに現れたフォーオに吸い込まれ食された。正体については諸説あるが最有力説は「魔力の集合体」説で、それによるとゴーレムを操る魔法が完全に自律した存在であるという。魔王国での発生率はかなり低く、ルー曰く「空から降ってくる石に当たるぐらい」の確率である。
空を飛ぶクジラ
クジラの魔獣。どこからともなく現れ、災害を引き起こす。大きさは30mクラス、300mクラス、1000mクラスの3種類で、30mクラスの個体は台風、300mクラスの個体は巨大地震・津波・日照り・洪水を引き起こす。防御力は高いが、攻撃力や機動力は低い。かなり上空を飛ぶため竜族以外は手を出せない。
空を飛ぶサメ
サメの魔物。大きさは10mほどで、神代竜族を凌ぐ素早さと神代竜族に傷を与えられるほどの攻撃力を持つ。
トレント
木の魔物。近くに来た動物を攻撃する。ウッドキラーと外見が似ているが、生態・戦闘方法・弱点は全く異なる。魔物の中では例外的に会話が可能。
エルダートレント
トレントの上位種。高さは10mほどで、根元付近の直径は5mほど。体の一部である「枝」は非常に貴重で、強力な魔道具の材料となる。
オルトロス
犬の魔獣。双頭が特徴。
ルーによると、牛を守る番犬として活用されることが多いという。
メレオカーン
カメレオンに似た姿の魔獣。「メレオ」と略されることが多い。体長は5mほど。体表を被う体液には、透明化や美容の効果がある。
大樹の村では透明化を活かしたマントを製作、シルキーネは美容効果を活かした化粧品に役立てている。

#### その他の種族
神
世界を管理する上位存在。直視できないほどの存在である上神（じょうしん）、上神の指示に従う中神（ちゅうしん）、中神の手足となって働く下神（げしん）の3つに分類され、さらに下神には動物神と呼ばれる、1つの種族の管理を担当する者も存在する。
人間【Human】
魔神の1度目の失敗で作中の世界に魔力が満ちた時に、その魔力に適応できなかった者たち。10人に1人が魔法の素質を持ち、100人に1人が魔法を行使できる。
勇者
魔法が使えない人間を哀れに思った農業神が生み出した存在。100万分に1の確率で人間から生まれる。魔法形態も何もかもを無視した強力な魔法が使える。人間の生存圏を広げるために亜人領に侵攻する者もおり、「勇者は亜人を倒す者」という認識が拡がる原因を作った。約6000年前を最後に出現が止まっていたが、15年目に再出現を始めた。
教会勇者 / 偽物勇者
本来の勇者の消失後に代わりに現れた、人間が教会で契約することで生まれる存在。15年目より前に登場する「勇者」と呼ばれる者はすべてこれにあたる。「魔王を倒す」ことを使命としており、作中では幾度も魔王国に被害を齎している。死んでも服装や所持品が死んだ場所に置き去りになるのみで、死ぬ直前までの記憶と知識を持ったまま契約先の教会が建つ土地で復活する。死ぬことが前提で行動するため集団行動には向いておらず、何人かのサポートをつけ動くことが多い。元は封印されていた時の魔神が、自身の封印を解く「仕掛け」の1つとして「勇者システム」を利用し生み出した存在であり、彼が力を失った9年目を境に全員が普通の人間に戻った。
竜族（ドラゴンぞく）
角・翼・尻尾を持つ巨大生物。神代竜族、混代竜族、色竜族の3つに分類される。作中の世界では、力と畏怖の象徴とされている。人間の姿になれるが、若い個体は完全な人間体にはなれず、大きな角と尻尾が残る。定期的に剥げ落ちる鱗は軽く頑丈で、上質な武器や防具の素材となる。また、入手が極めて困難なため高額で取引され、小さめの鱗1枚でも魔王国の王都に豪邸を建てられるほどの価値がある。
竜族の妊娠は基本は卵生であるが、人間の姿の状態で妊娠すると胎生となり、妊娠中は姿がそのどちらかに固定される。また妊娠中は気性が荒くなることから、周囲に被害を及ぼさないよう守るために同じ竜族から護衛を付けることが通例とされる。女性は「自分の伴侶がこの世に生まれると感じると真っ先に駆けつけ、他者を排除して獲得しようとする」習性を持つ。誕生した子の名づけには、親子関係を分かり易くするために親の名前の一部を付けるというルールが存在するが、絶対ではない。
神代竜族（エンシェントドラゴン）【Hi Ancient Dragon】
竜族の頂点に君臨する竜族。神話に登場する竜族はすべてこれにあたる。元は創造神が浮気をした際に時の神が生み出した神獣である。かつては12の血統が存在したが、現在は半分も残っていない。個体数も少なく、ハーフであるヒイチロウやラナノーンを含めても、50頭もいないとされている。ドースによると大半の個体が年配者であり、どこかに隠れて寝ているという。大樹の村とは、ハクレンの襲撃後にこれ以上のトラブルを恐れたドースの一族が釈明と謝罪のため村に集結して以降、交流を持つようになった。集結以前はドライムとラスティの親子関係を除き、個体名と血縁関係が謎だった。
混代竜族（エルダードラゴンぞく）
神の時代の後に生まれた血統の竜族。個体数は200頭ほどだが、全員が纏まってもドースには勝てない模様。炎竜族（フレイムドラゴンぞく）、水竜族（ウォータードラゴンぞく）、氷竜族（アイスドラゴンぞく）、風竜族（ウィンドドラゴンぞく）、大地竜族（アースドラゴンぞく）などに分類される。種族毎に得意不得意が明確にあり、縄張り意識も強い。また、強さや頭脳は個体によってまちまちである。大半が神代竜族個人の下についており、炎竜族はセキレン、水竜族、氷竜族、風竜族はライメイレン、大地竜族はマークに従っている。従えている竜族は基本的に面倒見がよい傾向にある。
色竜族（カラードラゴンぞく）
神代竜族や混代竜族よりも下位の竜族。赤竜族（レッドドラゴンぞく）、青竜族（ブルードラゴンぞく）、黄竜族（イエロードラゴンぞく）、緑竜族（グリーンドラゴンぞく）、黒竜族（ブラックドラゴンぞく）などに分類される。個体数は統制が取れていないため不明だが、1 - 2万頭ほどと推測されている。群で活動する者、個々に活動する者、神代竜族や混代竜族に従う者、逆に敵対する者など、様々な個体が存在する。白竜族（ホワイトドラゴンぞく）は紛らわしいという理由で白い神代竜（グラッファルーン系の竜）によって遥か昔に滅ぼされたため現存しない。
スライム
死骸や排泄物を食べて分解処理する生物。作中の世界では下水処理要員として広く活用されている。主な生息地は沼や池の近辺。「野生種」の大きさは拳ほどだが、成長もする。種類は青色のブルースライム、緑色のグリーンスライム、黄色のイエロースライム、赤色のレッドスライムに加え、黒色のブラックスライムや白色のホーリースライムなどの希少種が存在する。これらは単なる色違いではなく、使う魔法も異なる。ホーリースライムは治癒魔法を使う。
ワイバーン
太ったトカゲにコウモリの羽を付けたような外見をした生物。竜族に似た姿をしているが、人間の姿にはなれない。規格外の強さを持っていた鉄の森のワイバーン以外は、死の森を飛べるほどの実力はない。長生きした個体は竜族ほどではないが高い知能を有する。暴れる個体は討伐されるため、長生きする個体は温和な傾向にある。肉は美味とされている。
精霊
精霊魔法によって呼び出される存在。作中では火・木・水・土・風の精霊が登場している。火の精霊は「火トカゲ」と形容される姿をしている。一ノ村では木の精霊と水の精霊が強く、土の精霊は弱いが少しずつ強くなっている。
ユニコーン
真っ白な外見のウマ。足がかなり速く、馬車で1日掛かる五ノ村からシャシャートの街までの道のりを1時間で走り切れる。雄には角が生えているが雌にはなく、魔力の形を見なければ普通のウマとの判別は困難。雄はウマの牧場に潜り込み、勝手に種付けを行うという習性を持つが、種付けされたウマは丈夫な子を産むため、牧場主からは歓迎されている。
角は中空で折れやすく、折れた角は魔法研究の素材として珍重される。角が折れた後は再生するが、自然に任せると時間がかかる上に先端が尖らないという欠点がある。世界樹の葉を使えば再生時間は大幅に短縮し、先端も尖る。
九尾狐（ナインテール・フォックス）【Nine Tails】
9本の尾を持つキツネ。ただし、幼体の尾は1本である。人間の姿になれる。スタンバッシュに対する固有耐性も持つ。
フェニックス【Phoenix】
本作におけるフェニックス。100年間絶食しても平気と言われるほどに生命力が強く、再生能力もある。雑食。抜け落ちた羽は高級素材。
妖精【Fairy】
小さな人型の姿をした存在。幼体は「妖精の羽」と呼ばれる。好物はサトウキビなどの甘味。イモを石に変える、小麦粉の中に砂を入れるなどの悪戯を行うが、これには子を教育せず畑で重労働させている者に罰を与える一面も持っているという。

### アイテム

#### 素材
魔石
魔物・魔獣の体内に存在する、綺麗な大きい石。魔物・魔獣にとっては食料であるが、世間では魔道具やゴーレムの動力源としてよく使われている。
保温石（ホットストーン） / 太陽石
熱を保持し続ける性質を持つ石。温泉地にて採掘できる。火を使わずに安全に暖を取れるため、広く使われている。また四ノ村が浮遊する燃料としても使われている。かつては採取量が少なく希少品だったが、大鉱脈が発見されたことで値崩れした。
光石（ひかりいし）
常に光を放ち続ける石。ライトの代わりに使われるが、小石サイズの物でもそれなりに貴重。南のダンジョンでは12年目にヒラクが来訪した際に色違いが使用された。
ダンジョンイモ
日光を当てずとも育つ芋。日光を当てても育てられるが、この場合は辺りを侵食しながら激しく成長する上、成長に養分を使うため芋を付けない。ゆえに「災害植物」の異名を持つが、日光下にあれば1ヶ月経つと自然に枯れる他、松明や魔法の光には反応しないため、夜になれば容易に処分できる。世間では約200年前に疫病により絶滅したとされているが、四ノ村では隔離された環境の影響か生き残っていた。乾燥させ粉にすれば小麦粉の代用品として使える。美味ではないことが唯一の難点であるものの、成長が早く収穫量も多い。また、魔物が好む。
フェアリー小麦
ダンジョンイモの絶滅後、代わりとして育てられていた植物。育て易く味もよいが、収穫量は少ない。魔王国よりもフルハルト王国で人気となり、少ない収穫量もたくさん育てることでカバーされ、最終的に育てない地域がないほどまでになっていた。しかし、約15年前にフェアリー小麦のみが罹る疫病が流行し、フルハルトの大飢饉の原因となってしまった。
星輝石（ほしきせき）
綺麗な外見の石。大きさは米粒の半分ほどで、採取が面倒なことで有名。装飾として使われる他、魔道具の部品としても使われる。魔鉄粉や黒塵と共にかなり希少な鉱物として知られており、滅多に取引されない上に取引されたとしても金の100 - 1000倍の値が付けられる。
魔鉄粉（まてつこ）、黒塵（こくじん）
魔物の抜け殻が時を経て石化したもの。元が抜け殻であるため、ある程度は纏まって存在しているものの、粉や塵であるゆえに採取は少々面倒である。魔鉄粉は武具の製造時に少量を混ぜることでちょっとした効果を付与でき、黒塵は魔法を使う際の触媒として使われる。星輝石同様、魔道具の部品としても使われる。
虹白銀（にじはくぎん）
白っぽい色をした貴重な岩。ミスリルに近い性質を持つ。非常に硬いことで有名で、熟練の腕がなければ加工できないと言われている。通常は武器や防具に使われる他、魔道具の材料にもなる。東のダンジョンに鉱脈が存在する。
妖精の羽
妖精の幼体。光るピンポン球のような姿をしている。瓶に漬け込むと、様々な薬の触媒になる物質を生成できる。生成後は消えるように別の場所に転移するが、転移先は完全にランダムである。
髪艶苔（かみつやこけ）
精力剤の材料となる苔。外見は普通の苔と変わらない。男性が薬として服用すると、女性の髪に艶が出る。リタの森の遺跡で、リグネによって栽培されている。
迷宮ポルチーニ
赤、青、黒のマーブル模様のキノコ。毒々しい見た目に反して毒はない。本来であれば貴重な存在だが、大樹のダンジョンではアラコたちによって大量に栽培されている。魔王が食べ過ぎで倒れるほどに美味であることから「魔王殺し」の異名を持つ。

#### 魔道具
魔石を動力にしつつ、特定の魔法を発揮する道具。それなりに数があるようだが、上流階級が独占しており一般庶民が触れる機会はない。作成には金銭のみならず、貴重な材料が必要となる。かつて過度な発達により世界が滅茶苦茶となったため、進化は竜族が自主的に管理している。ハクレンによると、昔のものは多層構造が多く強固で力任せで、今のものは少し貧弱だが精密であるという。そのため、魔力の流れを見ればいつの時代のものか判別が可能である。
迷宮の輝石（ラビリンスストーン）
ダンジョンの管理用アイテム。ダンジョンの拡張する力を利用できる石。具体的な機能は不明だが、ルー曰く「伝説級のアイテム」で魔道具の中では例外的に複数の機能を持つとされる。貴重なものだが、ドースはそれなりの数を所有している。7年目には彼からのお礼の品として1つが大樹の村に贈られたが、村での使い道が皆無だったため、ダンジョンで暮らすラミア族に貸し出された。
転移門
2つ1組で運用される、設置した場所同士を繋ぐ石型の装置。大小の石と共に地面に輪状に並べることで稼働する。扱いが難しく、片方の門を壊すともう片方の門も使えなくなる上、余った門同士の接続も不可能である。また、四ノ村のような移動する場所への設置も不可能である。昔はそれなりに普及しており、ハイエルフの村や天使族の村でも稼働していたが、戦乱で大半が消失・破棄されてしまい、現在は11年目の冬に四ノ村で発見された3組以外は起動しない。
17年目に、ルーが独自製造に成功。ただし転移可能距離に制約があり、王都とシャシャートの街（街道経由の徒歩移動だと片道約1か月）をつなぐために直線距離で7組、間の街や村を経由すると14組を要する。
希少で高価な材料を必要とするため量産も難しく、とりあえず15組が作られ、王都～シャシャートの街で14組、シャシャートの街～五ノ村に1組が設置されることになったが、利用を希望する商人たちから馬車を双方向に同時に通したいという強い要望が出され、さらに15組を追加製造、各区間に2組ずつ設置された。
人工的に作れることが知られると製造依頼が殺到する等極めて面倒なことになるため、公式にはすべてが海岸のダンジョンの探索で見つかったもので人工は不可能、魔王国の所有ということになっている。
万能船
ルーがイフルス学園の関係者と共に建造した巨大な帆船。太陽城の浮遊の原理を解析・小型化した存在で、変形することで海上のみならず水中や空中をも自在に移動できる。両方の舷にはティアのゴーレム術を参照して造られた巨大な「工作腕」が付いており、これにより速やかな変形を可能としている。「幻影術」によって姿を消す機能も搭載されている。
14年目に完成し五ノ村の南の海岸にてヒラクたちに披露されるも、空中を飛行した時にバラバラになりそのまま沈没した。しかし、この時に沈んだ船は飛行の成功の是非を問わないプロトタイプで、船を調べていた人間の国からの密偵たちにイフルス学園の研究が失敗したと思わせるために「完成版」とは別に用意されたものだった。完成版は五ノ村の頂上で披露され、以降は大樹の村から四ノ村やハウリン村への移動に使われている。

#### 生成される存在
ゴーレム
魔力で動く、土や石などで作られた物体。形は様々だが、人型が主流である。総じて重い。数が少ない方が大きく力強く細かい操作が可能なため、単純な作業では数を増やし細かい作業では数を絞るのが一般的な使い方である。
土兵
魔法によって土から生み出された兵士。
ガーゴイル
羽の生えた悪魔の形をした石像。侵入者が来ると門番や警報として活動する。戦闘力は竜族相手でも時間稼ぎできるほどとされる。ヴァルグライフの詠唱によって生成され、彼の寝室も守っている。

#### その他のアイテム
褒賞メダル（ほうしょうメダル）
大樹の村でのみ有効な、通貨のような存在。五百円硬貨ほどの大きさの円盤状に成形された石で、表裏には絵柄、側面には通し番号が刻まれ、あらかじめ決められた物品と交換したり、作物や住居などに関する要望を出すことができる。
村の財産を村民に分配する役目を負担に感じ、村に貨幣制度を導入することを望んだヒラクが7年目の冬に提案し、8年目から導入されたが、メダルの製造は全てヒラクが担当していること、酒・ハチミツ・倉庫保管品以外のメダルとの交換物は大抵ヒラクが作成にたずさわっていること、交換内容に「その他（希望を聞きます）」という項目を設定したことで、一部の獣人族村民から「村長の子供が欲しい」という要望が出るといった、ヒラクが当初想定していなかった利用などがあるために、ヒラク自身の負担軽減にはあまり貢献できていない。
年に1度、次の配分の通り支給される。
| 褒賞メダルの配分[71][72] | 褒賞メダルの配分[71][72] | 褒賞メダルの配分[71][72] | 褒賞メダルの配分[71][72] | 褒賞メダルの配分[71][72]                                                                                           |
| 対象                     | 対象                     | 枚数                     | 枚数                     | 備考 |
| 対象                     | 対象                     | 9年目まで                | 10年目以降               | 備考 |
| ------------------------ | ------------------------ | ------------------------ | ------------------------ | --- |
| 大樹の村                 | 各種族代表               | 10枚                     | 10枚                     | インフェルノウルフ、デーモンスパイダー、グノーシスビー、スライム（酒スライムを含めて）、駐在員を除く               |
| 大樹の村                 | 個人（大人）             | 3枚                      | 3枚                      | インフェルノウルフ、デーモンスパイダー、グノーシスビー、スライム（酒スライムを含めて）、駐在員を除く               |
| 大樹の村                 | 個人（子供）             | 3枚                      | 3枚                      | 村のために働いている子供のみが対象で、10年目時点ではゴール、シール、ブロンおよび一部のリザードマンの子供たちが該当 |
| 大樹の村                 | インフェルノウルフ       | 30枚                     | 30枚                     | 個体数が多いため、1種族でまとめている                                                                              |
| 大樹の村                 | デーモンスパイダー       | 30枚                     | 30枚                     | 個体数が多いため、1種族でまとめている                                                                              |
| 大樹の村                 | グノーシスビー           | －                       | 2枚                      | 特別扱い |
| 大樹の村                 | 酒スライム               | －                       | 2枚                      | 特別扱い |
| 一ノ村 二ノ村 三ノ村     | 各村単位                 | 30枚                     | 30枚                     | |
| 一ノ村 二ノ村 三ノ村     | 個人                     | －                       | 1枚                      | |
| 死霊騎士                 | 死霊騎士                 | －                       | 2枚                      | 特別扱い |
他にも村に貢献した者、村での祭りなどの行事で優秀な結果を出した者、ダンジョン調査の参加者にも贈られる。この場合、希望があれば村外からの参加者にも贈られる事がある。
村民間でのやり取りは自由で、麻雀などのゲームで賭けに使うことは黙認されているが、貸し借りは禁止されている。紛失しても補填はなく、不正な手段での入手や偽造は厳禁とされ、違反者は村外追放を受ける。
フェニックスの卵
赤、白、オレンジ、ピンクのマーブル模様が特徴の卵。大きさは一抱えもあるが、重さは軽い。ギラルによると味は美味。世間では乳児の縁起物として認知されている。12年目に大樹のダンジョンの完成祝いとして、ラミア族、巨人族、ワイバーンの長老によって、大樹の村に贈与された。その後は大樹の社に供えられていたが、13年目に孵化しアイギスが誕生した。
世界樹（ユグドラシル）
天使族のシンボルである木。神人族を名乗っていた時代の天使族が、大地の神と契約して手に入れた。生命力は凄まじく、灼熱や極寒の地に置かれたとしても枯れないという。さらに葉の効用も凄まじいらしく、1枚潰して塗ればあらゆる怪我が治り、2枚煎じて飲めばあらゆる病気から回復し、3枚焼いて食えば失った四肢すら再生するという噂があるほどである。
15年目の秋にルィンシァによって、ヒラクに譲渡された。当初は1mほどの苗木だったが、ヒラクによって村の居住エリアの中央に植えられた後は凄まじい勢いで成長し、短時間で巨木となった。

### 魔法
自身や周囲の魔力を使い、何かしらの効果を得る行為。得られる効果の数は、基本的に1つの魔法につき1つである。大半の種族が使えるが、種族によって得意・不得意が存在する。
治癒魔法
病気や怪我を治療できる魔法。使い手が多く、作中の世界の各地で使われている。
転移魔法
空間同士を繋ぐ門を作ることで、現在地とは異なる場所に移動できる魔法。消費魔力は門自体の大きさ、移動させる量、移動距離に左右される。高度な魔法であるため、使い手は少ない。ヴァルグライフのみが使える、物体を特定の場所に瞬間移動させる魔法も同名で呼ばれている。その他、移動場所を指定できない劣化版も存在する。太陽城ができた頃は、習得・使用が防犯目的で禁止されていた。解禁されている現在でも、家はおろか村や街の中に直接転移しないことがマナーとなっている。
精霊魔法
精霊を使役し効果を得る魔法。精霊がいる場所では効果が強く、いない場所では効果が発揮できないのが弱点。理屈上は精霊がいれば無限に魔法が使えるが、精霊との対話は疲労を伴う。

### 魔力
魔法を使うために必要な概念。どの世界にもある“力”で、創造神が世界を創造した時に余ったものとされている。
ダンジョン
自然発生する魔力溜まり。その魔力に引かれ集まった魔物が住み易く改造することで拡張される。大きいものとなると魔力によって自然に拡張が行われる。内部には竜族、亜人、魔物・魔獣などが住むことが多い。強い種族が住みきちんと管理している場合は問題ないが、管理されていなかったり管理を行う種族が好戦的や野心的な場合は魔物・魔獣が増えてダンジョンの許容量を超え、溢れ出て来ることがあり、その場合は定期的に中を「荒らす」必要がある。
種類は普通の洞窟、魔物・魔獣が作った巣、遺跡の3つが存在する。普通の洞窟や魔物・魔獣が作った巣には、生息する魔物・魔獣に金銀財宝を集める習性がない限り金目の物は基本的に存在しないが、遺跡には昔の武具、道具、現金が存在していることがある。冒険者が「ダンジョン」と言う時は、基本的に遺跡を指す。

### 称号
剣聖
人族最強の剣士の称号。聖剣を正しく扱う剣術を失わないために存在する。唯一無二の称号であり、剣聖が指名した者が剣聖を打ち負かすことで継承される。「常に最強であることを求め続けること」と「不正に剣聖を名乗る者を打ち滅ぼすこと」の2つを守る必要があり、これらを守るためであれば大抵のことが許されるという。
魔黒竜（デーモンドラゴン）
最強の混代竜族に与えられる称号。数千年ほど廃れていたが、近年になって混代竜族の中で誰が最強か決めることとなり、その証明として求められたため復活した。得るためにはギラルが与える「試練」を乗り越える必要がある。試練の内容は本来であれば難度の低い儀式的なものであるが、15年目の武闘会前に行われた試練では候補者が3人いたため、難度の高い競い合うものとなった。
白銀騎士（シルバーナイト）、青銅騎士（ブロンズナイト）、赤鉄騎士（アイアンナイト）
人間の国の騎士に与えられる称号。唯一無二の称号ではないが、強さが求められるため一時代にそれぞれ1 - 2人しかいないとされている。地域によっては勇者や剣聖よりも崇められている。「白銀騎士」はレイワイト王国のコーリン教から与えられる称号で、各地を放浪し自身が信じる正義を守っているため、子供たちからの人気が高い。「青銅騎士」はルーガ王国、ガーレット王国、ベルル王国などの12の王国の承認を得た文武両道の騎士に与えられる称号で、12の王国を自由に往来でき、王国間の仲介や仲裁を行うこともある。「赤鉄騎士」はカイザン王国の第二騎士団の団長を勤めた者が団長引退後に与えられる称号で、名誉称号の意味合いが強いため子供たちからの人気はイマイチだが、大抵はカイザン王国の軍事の相談役や王族の専属護衛として活躍するため、カイザン王国では国王よりも知名度が高い。

### 大樹の村の行事
祭り
8年目以降、毎年夏に開催されるイベント。村民間の親睦・レクリエーション、褒賞メダルの普及と利用の促進のための獲得機会の増加を目的として、ヒラクの発案により企画された。実行委員はヒラクと文官娘衆。内容は魔王国各地の祭りの名称を書いたクジをヒラクが引いて決める。
大樹の村の環境下で元々の祭りの内容と同じ事が出来ない時は、内容にアレンジが加えられた上で祭りの名称も多少変更される事がある。
武闘会
9年目以降、毎年秋に開催されている1対1の個人戦を行う大会。元は8年目に開催された祭りの内容であり1回限りの予定だったが、村内外問わず次回の開催を希望する声が多数聞かれたため、祭りの枠から独立し、毎年開催となった。種族や個人の能力差を考慮して、様々な部門が設けられている。また、観客として来訪した者も適切な部門に飛び入り参加できる。大会終了後は、夜遅くまで希望者による空いた舞台での自由対戦が行われる。
一般の部
戦いを生業としない者による部門。主な出場者はフラウ・文官娘衆・獣人族・ミノタウロス・ケンタウロス。使える武器は最大2つまでで、あらかじめ対戦相手に見せた上に布を巻くなどのダメージ軽減措置を行う。防具と魔法に関しては自由である。勝利条件は、頭部に着用したハチマキを奪うか切る、ギブアップを宣言させる、相手を倒し10カウントを取る、場外に落とす、その他審判判定のいずれか。対戦は1人1戦のみで、対戦相手はクジで決められる。勝者には褒賞メダル1枚が授与される。
戦士の部
狩りで森に入る者およびそれと同等の戦闘力を持つ者による部門。主な出場者はハイエルフ・鬼人族メイド・リザードマン・エルダードワーフ・山エルフ・ラミア族。ルールは一般の部とほぼ同じだが、ハチマキのほかに布を両手と両足（ラミア族は足の代わりに尻尾、リザードマンは両手と両足に加えて尻尾）に装着し、勝利のためにはハチマキを含む布のいずれか2つ以上を奪う必要がある。対戦は勝者が舞台に残って次の挑戦者と戦う勝ち抜き方式。敗北しても治癒担当のフローラが許可を出せば何度でも再挑戦が可能で、勝利数が最も多い者が優勝となる。褒賞メダルは優勝者には7枚、勝利数が多い「優秀選手」には3枚、1勝でもした者には1枚が授与される。優勝者は、次年度から騎士の部への出場が認められる。
騎士の部
戦士の部の出場者より上位の者による部門。主な出場者はルー・天使族・リア・アン・ダガ・ガルフ・ヤー・ブルガ・スティファノ・ウノ・マサユキ・フブキ・マクラ・ジュネア・スーネア。対戦はクジ引きによるトーナメント方式で、一般の部と戦士の部にあったハチマキ争奪、場外負け、武器のダメージ軽減措置などのルールは無く純粋な実力勝負となる。褒賞メダルは優勝者には10枚、準優勝者には5枚、1勝した者には1枚、2勝した者には2枚が授与され、この内優勝者には優勝トロフィーと冠も授与される。
英雄の部 / 模範試合
戦闘力が桁違いであるハクレンとラスティの本戦出場を遠慮させるためにヒラクが作った部門。主に竜族を中心に、騎士の部の出場者より上位の者同士の対戦をエキシビションとして行う。純粋なエキシビションであるため、優勝者に褒賞メダルなどの授与はない。
王の部の新設により出場者の中心だった竜族のほとんどが抜けたため中止になるかと思われたが、ルーや天使族などの強豪が残存し、またインフェルノウルフとデーモンスパイダーが中心となることで存続となった。
王の部
英雄の部では1回しか戦えないため欲求不満が残るという声に応えて、17年目に新設された。騎士の部と同様の、トーナメント方式で行われる。
初回には、英雄の部から移行した竜族のほとんどと、魔王、ピリカ、ヨウコ、クロ、ユキ、ザブトンが出場した。
パレード
14年目以降、毎年春に行われるパレード。13年目にヒラクがザブトン製の派手な服を村民たちに見せるために村中を歩いたことがきっかけで始まった。

## 既刊一覧

### 小説
- 内藤騎之介（原作）・やすも（イラスト） 『異世界のんびり農家』 KADOKAWA（エンターブレイン）、既刊18巻（2025年1月31日現在）
  1. 2017年10月30日初版発行（同日発売[75]）、ISBN 978-4-04-734848-6
  2. 2018年3月5日初版発行（同日発売[76]）、ISBN 978-4-04-735018-2
  3. 2018年7月5日初版発行（同日発売[77]）、ISBN 978-4-04-735221-6
  4. 2018年11月5日初版発行（同日発売[78]）、ISBN 978-4-04-735393-0
  5. 2019年4月5日初版発行（同日発売[79]）、ISBN 978-4-04-735590-3
  6. 2019年9月30日初版発行（同日発売[80]）、ISBN 978-4-04-735733-4
  7. 2020年4月8日初版発行（同日発売[81]）、ISBN 978-4-04-736018-1
  8. 2020年8月7日初版発行（同日発売[82]）、ISBN 978-4-04-736205-5
  9. 2020年12月28日初版発行（同日発売[83]）、ISBN 978-4-04-736455-4
  10. 2021年4月30日初版発行（同日発売[84][85]）、ISBN 978-4-04-736521-6 / ISBN 978-4-04-736522-3（ドラマCD付特装版）
  11. 2021年9月30日初版発行（同日発売[86]）、ISBN 978-4-04-736796-8
  12. 2022年3月31日初版発行（同日発売[87]）、ISBN 978-4-04-736983-2
  13. 2022年8月30日初版発行（同日発売[88]）、ISBN 978-4-04-737139-2
  14. 2022年12月28日初版発行（同日発売[89]）、ISBN 978-4-04-737310-5
  15. 2023年4月28日初版発行（同日発売[90]）、ISBN 978-4-04-737433-1
  16. 2023年10月30日発売[91]、ISBN 978-4-04-737662-5
  17. 2024年6月28日発売[92]、ISBN 978-4-04-738029-5
  18. 2025年1月31日発売[5]、ISBN 978-4-04-738198-8

### 漫画

#### 異世界のんびり農家
『ComicWalker』にて2017年10月より先行連載されたのちに『月刊ドラゴンエイジ』（KADOKAWA・富士見書房）にて2017年12月号より連載されている。『ニコニコ静画』の『ドラドラドラゴンエイジ』でも2017年11月17日より連載されている。
- 内藤騎之介（原作）・やすも（キャラクター原案）・剣康之（作画） 『異世界のんびり農家』 KADOKAWA〈ドラゴンコミックスエイジ〉、既刊14巻（2025年3月7日現在）
  1. 2018年3月5日初版発行（同日発売[94]）、ISBN 978-4-04-072604-5
  2. 2018年7月5日初版発行（同日発売[95]）、ISBN 978-4-04-072777-6
  3. 2019年4月5日初版発行（同日発売[96]）、ISBN 978-4-04-073130-8
  4. 2019年9月9日初版発行（同日発売[97]）、ISBN 978-4-04-073320-3
  5. 2020年1月9日初版発行（同日発売[98]）、ISBN 978-4-04-073425-5
  6. 2020年8月7日初版発行（同日発売[99]）、ISBN 978-4-04-073764-5
  7. 2021年3月9日初版発行（同日発売[100]）、ISBN 978-4-04-074010-2
  8. 2021年9月9日初版発行（同日発売[101]）、ISBN 978-4-04-074237-3
  9. 2022年4月8日初版発行（同日発売[102]）、ISBN 978-4-04-074499-5
  10. 2023年1月7日初版発行（同日発売[103]）、ISBN 978-4-04-074827-6
  11. 2023年7月7日初版発行（同日発売[104]）、ISBN 978-4-04-075042-2
  12. 2024年2月9日初版発行（同日発売[105]）、ISBN 978-4-04-075322-5
  13. 2024年9月9日初版発行（同日発売[106]）、ISBN 978-4-04-075584-7
  14. 2025年3月7日初版発行（同日発売[107]）、ISBN 978-4-04-075833-6

#### 異世界のんびり農家の日常
『月刊ドラゴンエイジ』2022年8月号より連載されている。主人公の火楽の暮らしを、物語の始めから描いたスピンオフ4コマ漫画である。作画はユウズィが担当。
- 内藤騎之介（原作）・やすも（キャラクター原案）・ユウズィ（作画） 『異世界のんびり農家の日常』 KADOKAWA〈ドラゴンコミックスエイジ〉、既刊5巻（2025年3月7日現在）
  1. 2023年1月7日初版発行（同日発売[108]）、ISBN 978-4-04-074829-0
  2. 2024年2月9日初版発行（同日発売[109]）、ISBN 978-4-04-075323-2
  3. 2024年2月9日初版発行（同日発売[110]）、ISBN 978-4-04-075324-9
  4. 2024年9月9日初版発行（同日発売[111]）、ISBN 978-4-04-075585-4
  5. 2025年3月7日初版発行（同日発売[112]）、ISBN 978-4-04-075834-3

### オーディオブック
大塚さとによる朗読でAudibleにてデータ配信で2021年9月より配信開始。現時点で17巻までが配信されている。

## テレビアニメ
2022年3月にアニメ化が発表され、2023年1月から3月までテレビ東京、AT-Xほかにて放送された。

### スタッフ
- 原作 - 内藤騎之介[9]
- キャラクター原案 - やすも[9]
- 監督 - 倉谷涼一[9]
- シリーズ構成 - 待田堂子[9]
- キャラクターデザイン・総作画監督 - 齊藤佳子[9]
- サブキャラクターデザイン・総作画監督 - 五十内裕輔[9]
- 総作画監督 - 中原清隆[9]
- プロップデザイン - 横田和彦
- 野菜デザイン - 安田陽子、安田好孝
- 美術監督 - 坂上裕文、岡山優美[9]
- 美術設定 - 加藤浩[9]
- 色彩設計 - 津森裕子、中平香織[9]
- 撮影監督 - 大間望[9]
- 3DCGディレクター - 伴善徳[9]
- 編集 - 宇都宮正記[9]
- 音響監督 - 阿部秀平[9]
- 音楽 - 高梨康治、ヨハネス・ニルソン[9]
- 音楽制作 - ポニーキャニオン[9]
- 音楽プロデューサー - 高畑裕一郎[25]
- チーフ・プロデューサー - 末田裕美[25]、立野智弘[25]、宮崎翔伍[25]、藤田明子[25]、先川幸矢[25]、飯塚彩[25]、可知秀幸[25]、畑沢幸治[25]
- プロデューサー - 高畑裕一郎[25]、山本百合子[25]、平木もも[25]、山口真孝[25]
- 番組担当 - 山内未來（テレビ東京）
- アニメーションプロデューサー - 渡辺隆之[25]
- アニメーション制作 - ゼロジー[9]
- 製作 - 「異世界のんびり農家」製作委員会

### 主題歌
「Flower Ring」
ルールーシー=ルー（下地紫野）& ティア（洲崎綾）によるオープニングテーマ。作詞・作曲は藤井万利子、編曲は津波幸平。
「Feel the winds」
緋月ゆいによるエンディングテーマ。作詞・作曲・編曲は鈴木裕明。
「葡萄踏みの唄」
挿入歌。作詞・作曲・編曲はヨハネス・ニルソン。
ハイエルフが作業を行う際に歌う唄。エルフ独自の言語で歌っているため、歌詞の意味は不明。

### 各話リスト
| 話数   | サブタイトル             | 脚本       | 絵コンテ          | 演出              | 作画監督                                   | 総作画監督 | 初放送日      |
| ------ | ------------------------ | ---------- | ----------------- | ----------------- | ------------------------------------------ | ---------- | ------------- |
| 第1話  | 万能農具                 | 倉谷涼一   | 倉谷涼一          | 倉谷涼一          | 齊藤佳子 中原清隆 山口光紀                 | 齊藤佳子   | 2023年 1月6日 |
| 第2話  | 第一村人                 | 倉谷涼一   | 倉谷涼一          | 倉谷涼一          | 金澤龍 山下敏成 中原清隆 五十内裕輔        | 齊藤佳子   | 1月13日       |
| 第3話  | 同居人 続々              | 待田堂子   | 岩永大慈          | 志賀岳            | 五十内裕輔                                 | 五十内裕輔 | 1月20日       |
| 第4話  | 水路は暮らしを充実させる | 待田堂子   | 喜多幡徹          | 喜多幡徹          | 皆川祐輝                                   | 五十内裕輔 | 1月27日       |
| 第5話  | カレーと越冬             | 小島総一郎 | 大石康之          | 小野田雄亮        | 山本正嗣                                   | 中原清隆   | 2月3日        |
| 第6話  | 村です                   | 倉谷涼一   | 倉谷涼一          | 門田英彦 倉谷涼一 | 松尾慎                                     | 齊藤佳子   | 2月10日       |
| 第7話  | おもてなしの心           | 待田堂子   | 岩永大慈          | 鈴木真彦          | 權容祥 郷敏治 永田有香 飯野堅一            | 中原清隆   | 2月17日       |
| 第8話  | 研究者と二人のお嬢さま   | 小島総一郎 | 岩永大慈          | 志賀岳            | 皆川祐輝                                   | 五十内裕輔 | 2月24日       |
| 第9話  | 商人とドラゴン           | 倉谷涼一   | 岩永大慈 倉谷涼一 | 小野田雄亮        | 山本正嗣 澤口裕也 半田仁 西本真吾          | 中原清隆   | 3月3日        |
| 第10話 | 王姫ユーリ               | 待田堂子   | 喜多幡徹          | 喜多幡徹          | 下谷美保                                   | 五十内裕輔 | 3月10日       |
| 第11話 | 日々と始祖さまと         | 待田堂子   | 岩永大慈          | 志賀岳            | 下谷美保                                   | 五十内裕輔 | 3月17日       |
| 第12話 | 誕生                     | 倉谷涼一   | 安田好孝 倉谷涼一 | 門田英彦          | 齊藤佳子 五十内裕輔 中原清隆 郷敏治 半田仁 | -          | 3月24日       |

### 放送局
| 放送期間               | 放送時間                     | 放送局     | 対象地域   | 備考                                            |
| ---------------------- | ---------------------------- | ---------- | ---------- | ----------------------------------------------- |
| 2023年1月6日 - 3月24日 | 金曜 21:00 - 21:30           | AT-X       | 日本全域   | 製作参加 / CS放送 / 字幕放送 / リピート放送あり |
| 2023年1月7日 - 3月25日 | 土曜 1:53 - 2:23（金曜深夜） | テレビ東京 | 関東広域圏 |                                                 |
| 2023年1月9日 - 3月27日 | 月曜 0:35 - 1:05（日曜深夜） | BSテレ東   | 日本全域   | BS/BS4K放送                                     |

| 配信開始日   | 配信時間        | 配信サイト  |
| ------------ | --------------- | ----------- |
| 2023年1月6日 | 金曜 22:00 更新 | Prime Video |

### BD / DVD
| 巻 | 発売日        | 収録話         | 規格品番   | 規格品番   |
| 巻 | 発売日        | 収録話         | BD         | DVD        |
| -- | ------------- | -------------- | ---------- | ---------- |
| 上 | 2023年4月19日 | 第1話 - 第6話  | PCXP-50957 | PCBP-54468 |
| 下 | 2023年5月24日 | 第7話 - 第12話 | PCXP-50958 | PCBP-54469 |

### ラジオ
『異世界のんびり農家 大樹のむらじお！』のタイトルで2023年1月5日から4月13日まで音泉、YouTubeのぽにきゃん-Anime PONY CANYONチャンネルにて配信された。パーソナリティは、ルー役の下地紫野、ティア役の洲崎綾。
- ゲスト
  - 第1・8回(1月5日・4月13日) 阿部敦
  - 第3回(2月2日) Lynn
  - 第4回(2月16日) 緋月ゆい
  - 第6回(3月16日) 富田美憂

### ASMR
ASMRドラマCD「異世界のんびり農家 〜アナザーストーリー〜」が2023年4月14日に「DLsite」から配信開始された。ドラマCDとなっているが、CD媒体ではなくダウンロードコンテンツである。ルー、ティアと共にまったりと休日を満喫する完全オリジナルストーリー。